# Moers

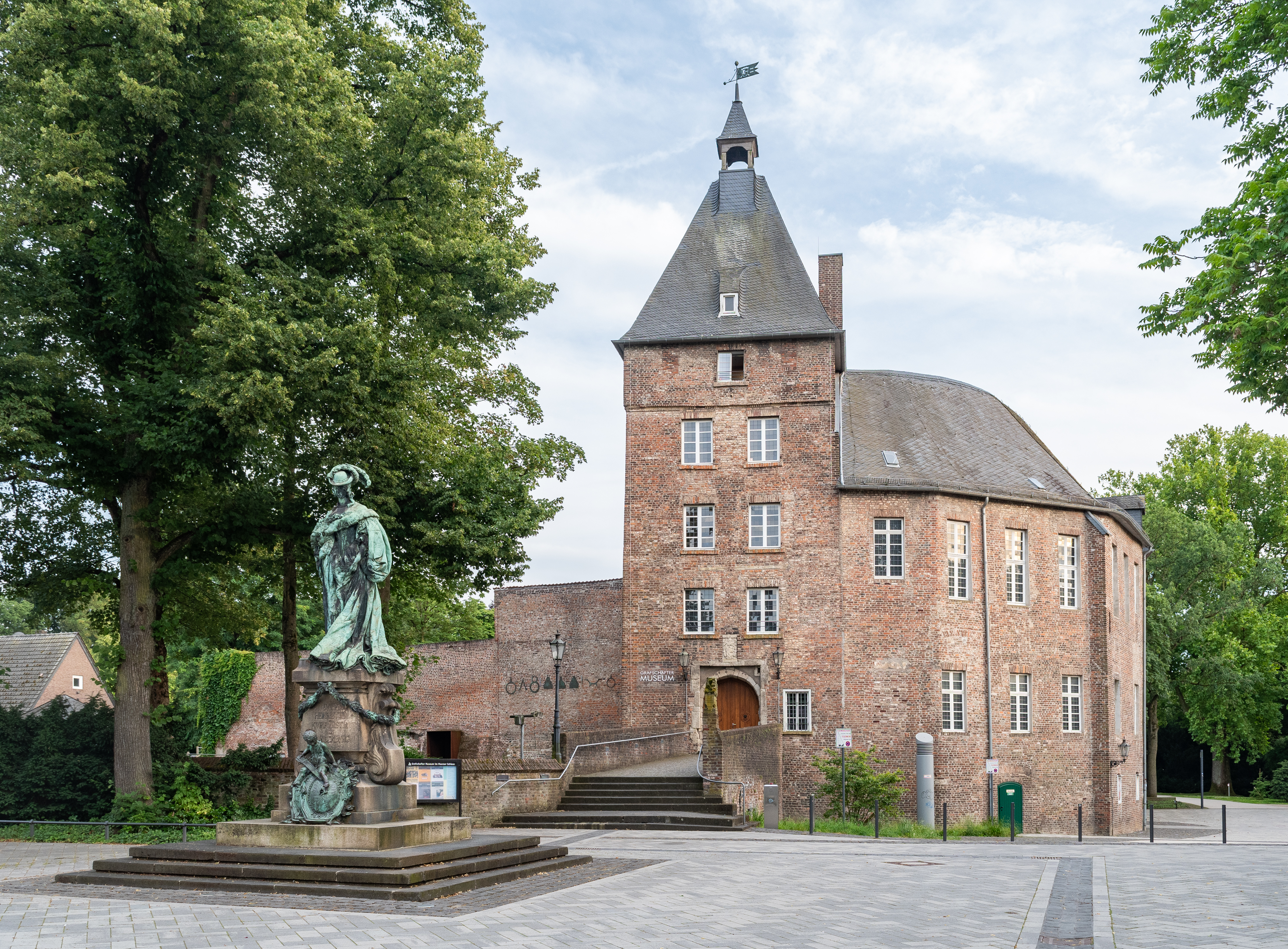
Schloss Moers und Luise-Henriette-Statue (2024)

Die Stadt Moers [mœʁs] (früher auch Meurs, Mörs) liegt am unteren Niederrhein am westlichen Rande des Ruhrgebiets in Nordrhein-Westfalen und ist eine Großstadt und kreisangehörige Stadt und die größte Stadt des Kreises Wesel im Regierungsbezirk Düsseldorf. Moers gehört zudem zur Metropolregion Rhein-Ruhr. Aufgrund der Lage im Norden der Rheinschiene und im Westen des Ruhrgebiets wird Moers Drehscheibe am Niederrhein genannt. Moers ist die größte Stadt Deutschlands, die weder kreisfrei noch Sitz eines Kreises ist und die einzige Großstadt in dieser Situation.

## Geographie

### Räumliche Lage
Die Stadt Moers liegt in der niederrheinischen Tiefebene zwischen dem Rhein und einer Reihe von Moränenhügeln, die sich nördlich von Hüls nach Norden erstrecken. Moers liegt im Süden des Kreises Wesel, 7 km westlich der Ruhrmündung in Duisburg und 13 km nördlich von Krefeld. In der Landesplanung ist Moers als Mittelzentrum eingestuft.

### Geologie
Unter dem Moerser Stadtgebiet liegen aus der Zeit des Oberkarbon resultierende Kohle führende Schichten in einer Tiefe von 600 bis 800 Metern. Darüber befinden sich überwiegend aus Sand und Kies bestehende Schichten aus der Zeit des Devon und Tertiär, während das Gebiet vom Meer bedeckt war. Im Diluvium schoben Gletscher Geröll aus Skandinavien vor sich her, die im Umland Endmoränen aus Ton, Lehm und Sand bildeten. Die Bodenschichten bestehen aus bis zu 20 Meter mächtigen pleistozänen Kies- und Sandablagerungen. In der Nacheiszeit entstanden auf der linksniederrheinischen Niederterrassenebene des Rheins durch Erosion und wiederholte Verlagerung der zahlreichen Flussarme ein Mikrorelief. Durch fluviatile Akkumulation bildeten sich leicht höhere Bereiche, die sogenannten Donken, während die ehemaligen Rheinarme, in die die Hauptsammler des Entwässerungssystems der Stadt verlegt sind, einige Meter tiefer liegen und die sogenannten Kendel-Niederungen bilden. Die trockenen Donken werden überwiegend landwirtschaftlich genutzt, während im Bereich der Kendel Grünland vorherrscht.
In der Nacht zum 24. Juli 2009 erschütterte ein Erdbeben der Stärke 3,3 auf der Richterskala die Region Moers, Kamp-Lintfort und Neukirchen-Vluyn. Nach Auskunft der Erdbebenstation Bensberg lag das Epizentrum in Moers-Repelen und war das stärkste Erdbeben in der Region seit Beginn der Aufzeichnungen im Jahr 1955. Es war nach Angaben des Geologischen Dienstes auf den Steinkohleabbau zurückzuführen.

### Klima

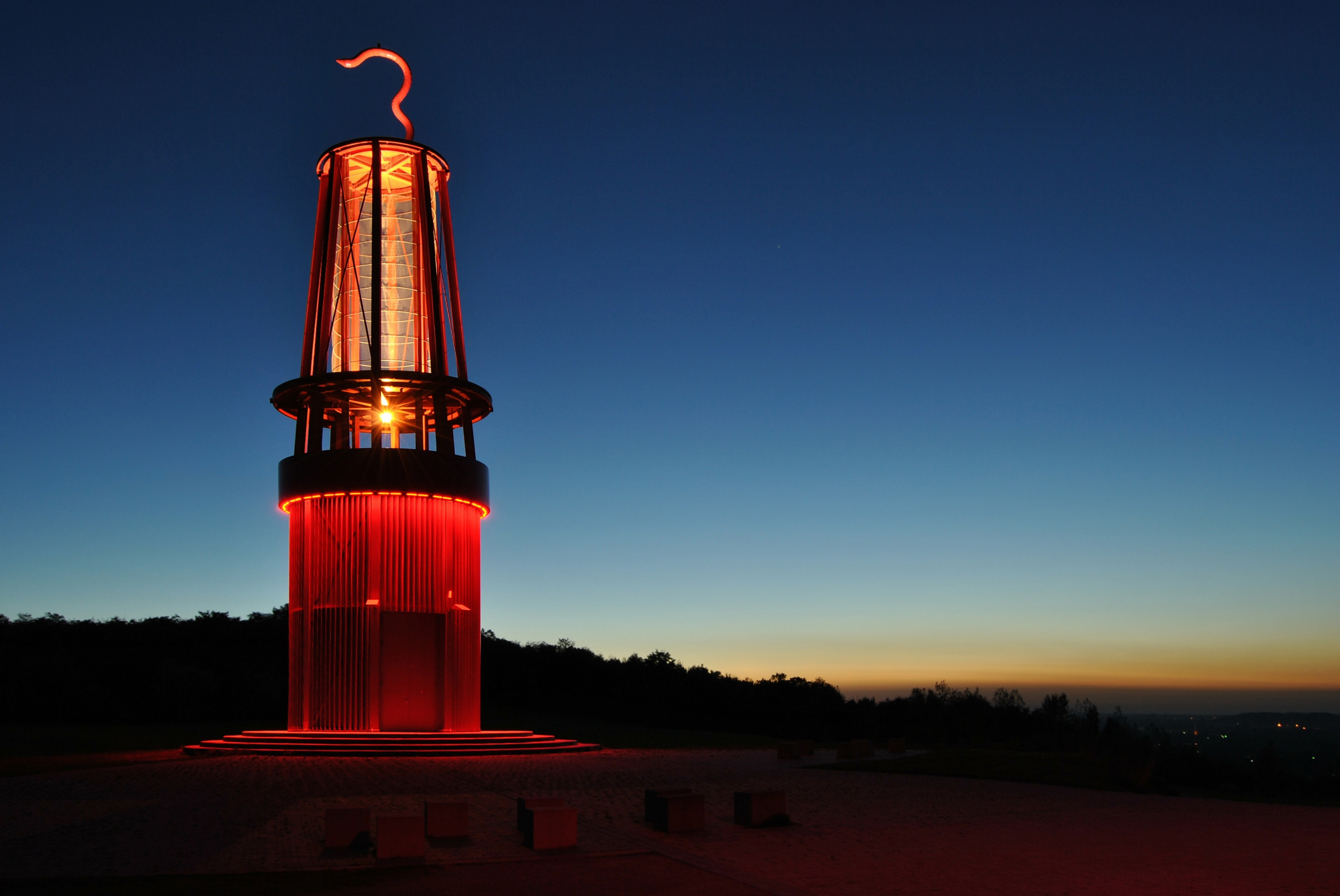
Das 30 Meter hohe Geleucht auf der Halde Rheinpreußen, die die höchste Erhebung in Moers ist

Moers hat ein gemäßigtes Klima. Die jährlichen Niederschlagsmengen von rund 740 mm schwanken in den Monatswerten zwischen 46 mm im Februar und 81 mm im Juni. Die Sonnenscheindauer von etwa 1500 Stunden pro Jahr liegt in den Monatswerten zwischen 45 Stunden im Januar und 195 Stunden im August. Die durchschnittlichen Temperaturen haben eine Bandbreite von 3 °C im Januar und 19 °C Juli bei einem Jahresmittelwert von 11 °C (Quelle: Deutscher Wetterdienst, Mittelwerte 1961–1990).

### Stadtgebiet

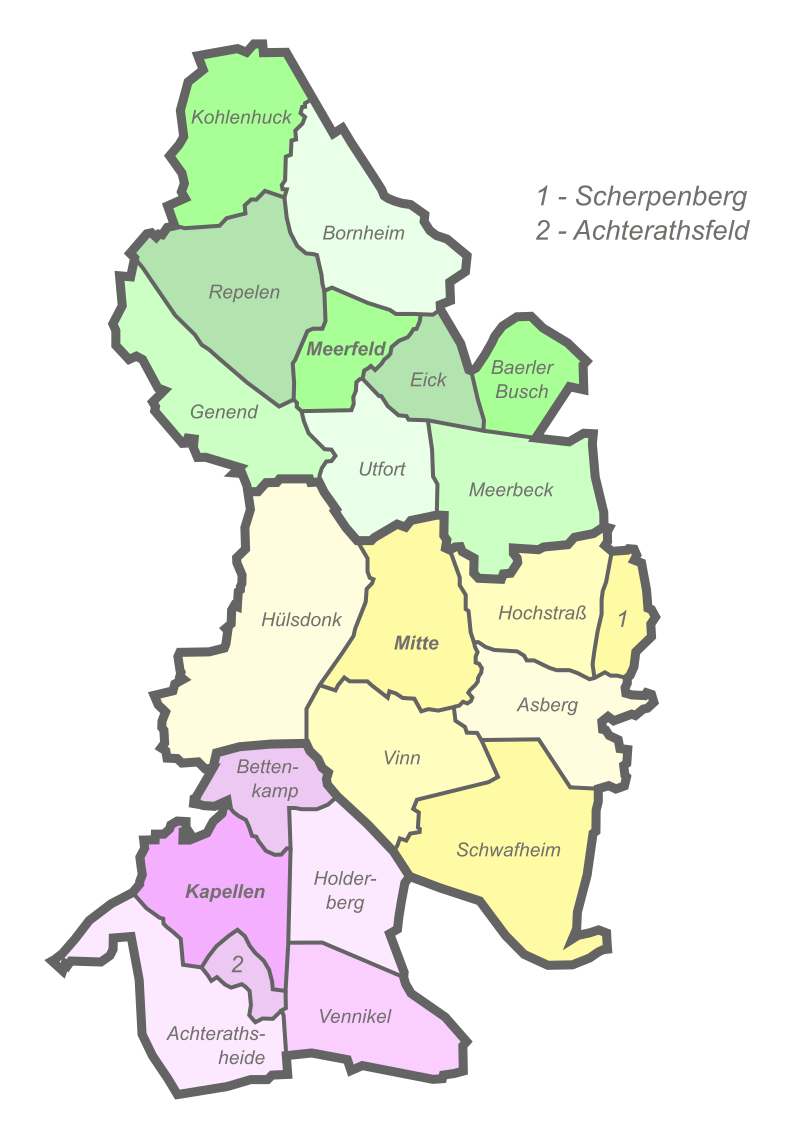
Stadtteile von Moers:

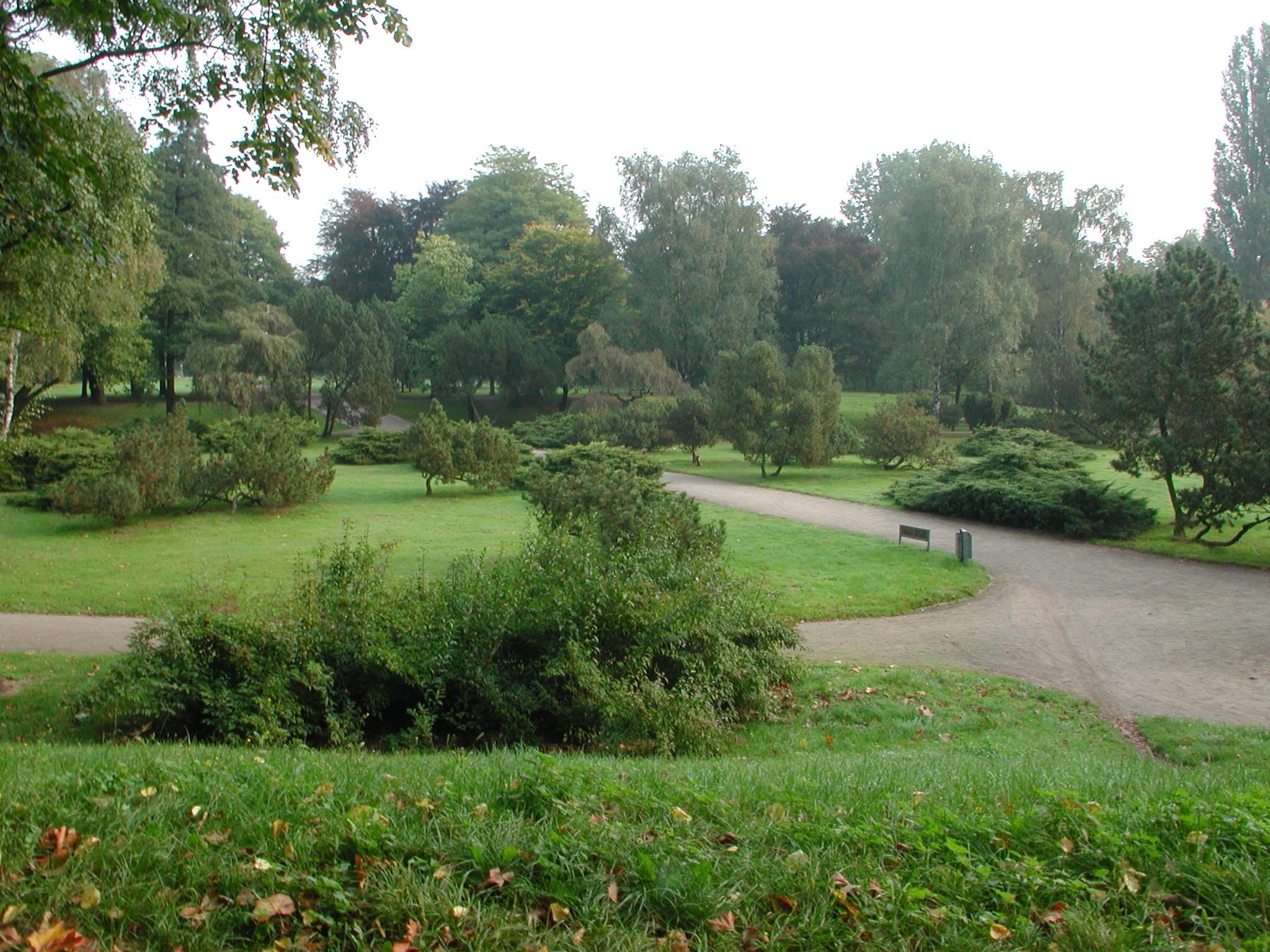
Schlosspark Moers

Mit einer Fläche von 68 km² dehnt sich das Stadtgebiet von Nord nach Süd 14,9 km und von West nach Ost 7,7 km aus.
Die höchsten Erhebungen im Stadtgebiet sind die Bergehalde an der Römerstraße Halde Rheinpreußen mit 103,5 m und der Pattberg (eine Halde, benannt nach der ehemaligen Zeche Pattberg in Moers-Repelen) mit 85 m, die tiefste Stelle liegt bei Strommoers und beträgt 24 m ü. NN.
Räumlich ist das Stadtgebiet in folgende drei Stadtteile gegliedert, die wiederum aus weiteren 22 Ortsteilen, amtlich als Wohnplätze bezeichnet, bestehen:
- Moers: Moers-Mitte, Asberg, Scherpenberg, Hülsdonk, Hochstraß, Schwafheim, Vinn
- Kapellen: Kapellen-Mitte, Achterathsfeld, Achterathsheide, Bettenkamp, Holderberg, Vennikel
- Rheinkamp: Meerbeck, Utfort, Repelen, Baerler Busch, Genend, Rheinkamp-Mitte (Meerfeld, siehe „Anm. 1“), Bornheim, Eick und Kohlenhuck

### Nachbarstädte
Im Norden und Westen grenzen die Städte Rheinberg, Kamp-Lintfort und Neukirchen-Vluyn an Moers. Im Osten grenzen Duisburg (Rheinhausen und Homberg) an die Stadt. Mit Krefeld im Süden und Duisburg im Osten grenzt Moers direkt an zwei Großstädte, deren Angebote im Bereich Kultur, Freizeit und Bildung von den Moerser Bürgern mitgenutzt werden.

## Geschichte

### Frühgeschichte und Römerzeit

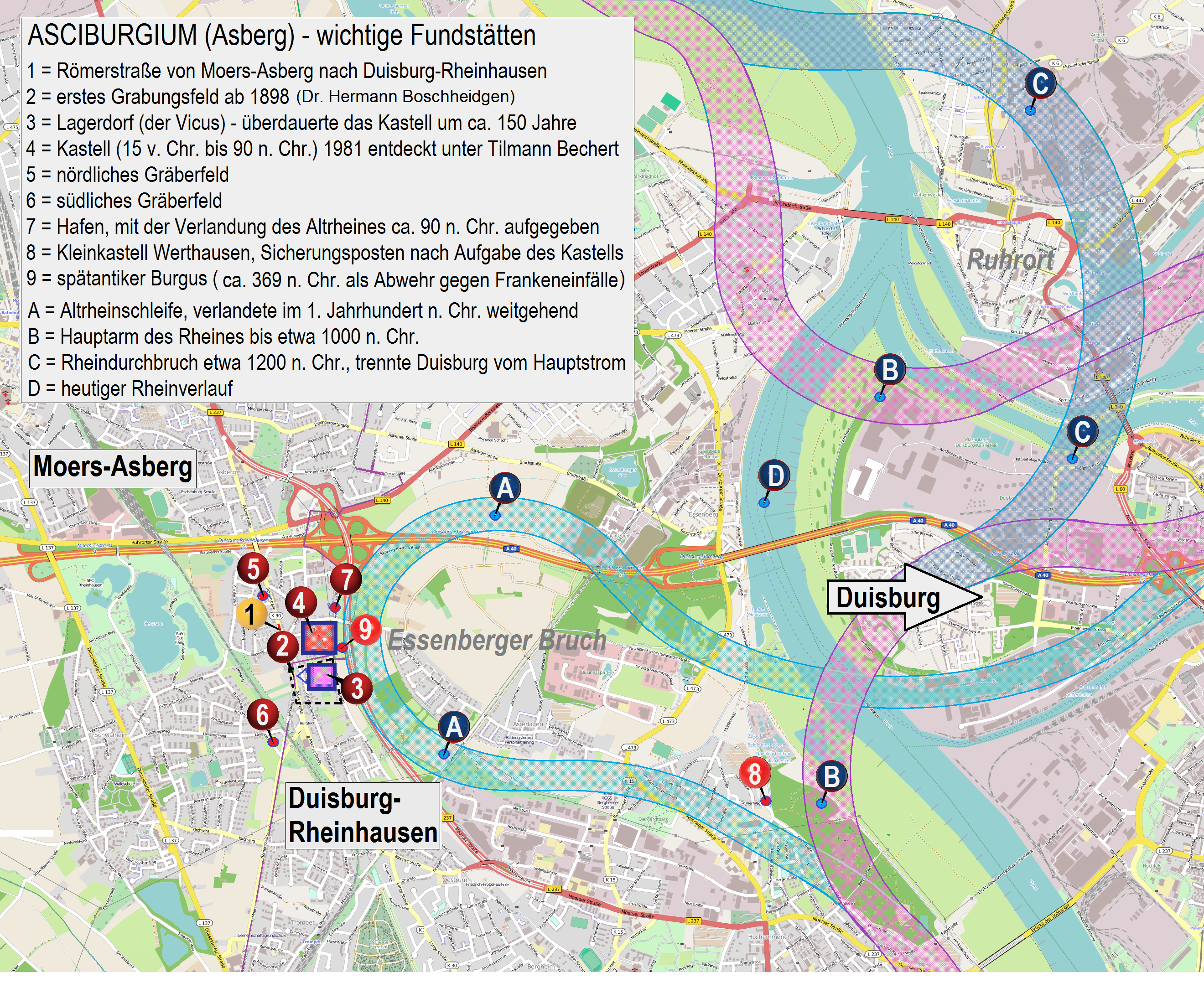
Moers-Asberg lag zur Römerzeit am Rhein. Römische Fundstellen in und bei Asciburgium

Archäologische Funde zeigen Andeutungen einer ersten Ansiedlung um 2500 v. Chr. im Raum Hülsdonk, um 500 v. Chr. sind weitere Siedlungsfunde im Raum Moers dokumentiert. In der Römerzeit wurde in den Jahren 12 und 11 v. Chr. das Lager Asciburgium auf dem Gebiet des heutigen Asberg von Drusus, einem Stiefsohn des Augustus, gegründet. 69 n. Chr. wurde das Lager durch den Bataver Iulius Civilis, der auf dem Rückzug vom Bataveraufstand war, niedergebrannt, später jedoch wieder aufgebaut und um 85 als Kastell endgültig aufgegeben.
Allerdings sind römische Siedler und Soldaten noch bis zu ihrem Abzug vom Niederrhein um 410 n. Chr. im Bereich von Asberg nachweisbar: Auf dem Gelände des ehemaligen Kastells und des zugehörigen Lagerdorfes (vicus) wurden römische Münzen aus der Regierungszeit von Kaiser Gratian gefunden, der 383 n. Chr. ermordet wurde. Des Weiteren errichtete in der Spätantike Kaiser Valentinian I. (Regierungszeit 364 bis 375) auf dem Gelände des kaiserzeitlichen Kastells eine kleine Befestigungsanlage des Typs Burgus zum Schutz gegen Einfälle plündernder Germanen in diesem Bereich; hier waren limitanei stationiert. Unter den zahlreichen Funden in diesem Bereich ist auch ein in Deutschland einmaliger Fund eines fast komplett erhaltenen römischen Glasservices, das nun im Grafschafter Museum ausgestellt ist. Die historische Römerstraße von Köln nach Xanten durchquert Moers in Nord-Süd-Richtung (B57).

### Mittelalter und frühe Neuzeit
Im 9. Jahrhundert wurde Moers als „Murse“ erstmals urkundlich in den Heberegistern des Klosters Werden erwähnt, das hier fünfeinhalb Mansen erwarb. Die ursprüngliche Siedlung Murse lag allerdings nordöstlich vor der späteren Stadtmauer von Moers. Zentrum einer Ansammlung von Höfen war eine Kapelle, die später zur Bonifatius-Kirche vergrößert wurde. Der früheste schriftliche Hinweis für diese Kirche stammt von 1230, doch dürfte sie deutlich älter gewesen sein. Diese stand im ehemaligen Friedhof im Bereich von Mühlen- und Rheinberger Straße. Die Bonifatius-Kirche war bis zu ihrer Zerstörung bei den kriegerischen Handlungen zwischen den Spaniern und den Oraniern im Bereich der Stadt um 1597 die Hauptkirche für die Bürger. Dagegen benutzten die Grafen ab 1363 eine neu errichtete Kapelle in der Stadt, die zudem ihre Grablege wurde. Diese Kapelle wurde später zur aktuellen Stadtkirche erweitert.
Der Stadtname Moers leitet sich wohl von Moor oder Morast ab und ist darauf zurückzuführen, dass der damals noch mäandrierende Rhein hier große Sumpfflächen schuf, innerhalb derer sich die Menschen auf den höher gelegenen Plätzen ansiedelten. So war Moers bis ins 18. Jahrhundert noch oftmals von heftigen Hochwassern des Rheins heimgesucht.
Das Adelsgeschlecht der Grafen von Moers ist erstmals im Jahre 1160 nachweisbar. Im Archiv der Abtei Werden ist im Codex Ulphilas angegeben: „Wilhelmus .. Comes de Moers .. annis 8. obiit 1160 20 Junii“. Dieser Graf Wilhelm war von 1152 bis 1160 Abt der Abtei. Um diese Zeit wurden die ältesten Teile des Moerser Schlosses angelegt, da diese aus dem Zeitraum um 1200 stammen. Der nächste urkundlich nachweisbare Graf ist Dietrich von Moers († 1262) (Dietrich oder Theoderich geschrieben) und seine Nachfolger in der Grafschaft Moers.

Zwischen 1270 und 1280 kam es zu einer gravierenden Veränderung des Rheinverlaufs, sodass die Ansiedlung nicht mehr in unmittelbarer Nähe des Flusses lag, sondern ca. 7 km davon entfernt. 

Graf Adolf von Moers und Neuenahr

 Kurz nach dieser Änderung des Rheines vergrößerten die Edelmänner Dietrich und Friedrich von Moers 1288 ihren Grundbesitz im Bereich von Moers. Sie kauften dort einige Güter von der Abtei Werden. Weiterhin überschrieb Friedrich von Moers ein Gut im Bereich von Repelen (in der Urkunde als „Rinkampe“ bezeichnet) an Graf Adolf V. und erhielt dieses zum Lehen.
Am 20. Juli 1300 bekam Moers die Stadtrechte durch König Albrecht I. verliehen. Es folgte in der ersten Hälfte des 15. Jahrhunderts die Befestigung der Stadt mit Mauern und Wassergräben für die Gebiete, die nahe der Burg lagen. Der ältere Teil im Bereich mit der Bonifatius-Kirche verblieb außerhalb der Stadtmauern. Erste schriftliche Hinweise für die Stadttore stammen von 1437/1438 für das „Steintor“ und 1446/1448 für die „Nyerporte“. Letztere verband den alten Bereich der Stadt und eine Erweiterung, die Neustadt, und war gleichzeitig eine Brücke. Diese führte über die „Moerse“ auch „Meer“ genannt. Dieses Tor wurde als „Meerportzen“ bezeichnet und war das spätere „Mattorn“. Der Bau der Neustadt begann vermutlich erst nach der Errichtung der Nyerporte, da sie in Urkunden erstmals 1446 erwähnt wird.
1373 erhielt Moers das Münzrecht. 1448 wurde ein Karmeliterkloster gebaut. 1493 fielen Stadt und Grafschaft Moers durch Erbschaft an das Haus Wied-Runkel und 1519 an die Grafen von Neuenahr.
Im Jahr 1560 hielt die Reformation unter Graf Hermann von Neuenahr und Moers (1520–1578) in der Stadt Einzug. Dieser führte drei Jahre später die Gerichtsordnung ein. Sein Eintreten für den konvertierten Kölner Erzbischof Gebhard I. Truchsess von Waldburg verwickelte Moers in den Truchsessischen Krieg.
Im Jahr 1582 wurde das heute noch bestehende Gymnasium Adolfinum gegründet.
Zwischen 1586 und 1597 wurde Moers von den spanischen Truppen als den Gegnern der Niederländer besetzt, da der Nachfolger von Graf Herrmann, Graf Adolf von Neuenahr, sowohl Gouverneur von Geldern und Utrecht wie auch Feldherr der truchsessischen Truppen war. 1594 vermachte Adolfs Witwe Anna Walburga, die zu dieser Zeit im Exil lebte, als letzte Gräfin von Neuenahr und Moers die Ländereien an ihren Verwandten, den Oranier Moritz von Oranien. Dieser belagerte die Stadt und konnte sie 1597 gewaltlos einnehmen. Anna Walburga konnte dann bis zu ihrem Tod 1600 noch in der Stadt leben. Nach ihrem Tode 1600 erhob der Herzog von Jülich-Kleve-Berg Anspruch auf die Grafschaft mit der Stadt Moers. Dieser Anspruch wurde 1601 von den Adeligen und Räte der Grafschaft durch die Anerkennung des Oraniers Moritz als ihren Landesherrn endgültig zurückgewiesen.

### Zeit der Oranier

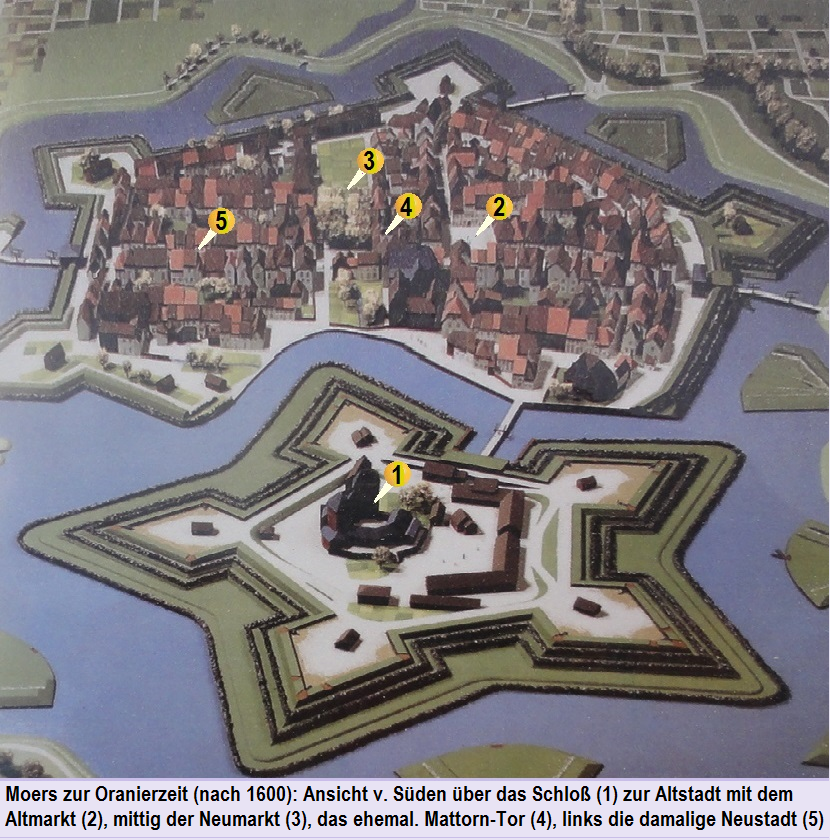
Moers nach 1600 – der zuvor als „Meer“ (seeartige Erweiterung des Moersbaches) bezeichnete Neumarkt ist bereits zur Landfläche umgestaltet.

Moritz der Oranier besetzte Moers und die Oranier übten dort bis in die Zeit von Wilhelm III. – der gleichzeitig König von England war – die Landeshoheit bis nach 1700 aus. Der bereits Mitte 1600 von den Oraniern als seinen Stellvertreter vor Ort ernannte Droste Jost Wirich von Pelden genannt von Cloudt, führte den Ausbau von neuen Verteidigungswerken für Burg und Stadt nach den Plänen von Simon Stevin durch. Noch heute ist die Struktur der nach niederländischem Vorbild angelegten Festungsanlage im Stadtbild zu erkennen. Bereits 1609 war die Stadt von einem gezackten Ring aus Wallanlage, großem Wassergraben und Bastionen umgeben. Ein großes Feuer zerstörte im Jahr 1605 einen großen Teil der Altstadt und 1623 raffte die Pest 900 Menschen, die Hälfte der Einwohner, hinweg. Um 1624 gab es in der Stadt geschätzt nur etwa 300 Häuser. Damit war sie deutlich kleiner als Rheinberg mit etwa 500 Häusern. In den folgenden Jahrzehnten erlebte die Stadt unter den Niederländern eine Blütezeit. Vor allem gelang es unter dem Schutz der Niederländer, den Wirren und Unruhen des Dreißigjährigen Krieges weitgehend zu entgehen und neutral zu bleiben. Einer flämischen Tradition entsprach die Gründung von Schützengesellschaften, die die hauptamtlichen Truppen zum Schutz der Stadt verstärkten. So geht der älteste noch aktive Moerser Verein, der Bürgerschützenverein Hochstraß-Scherpenberg 1650, auf diese Zeit zurück.

### Unter preußischer Verwaltung

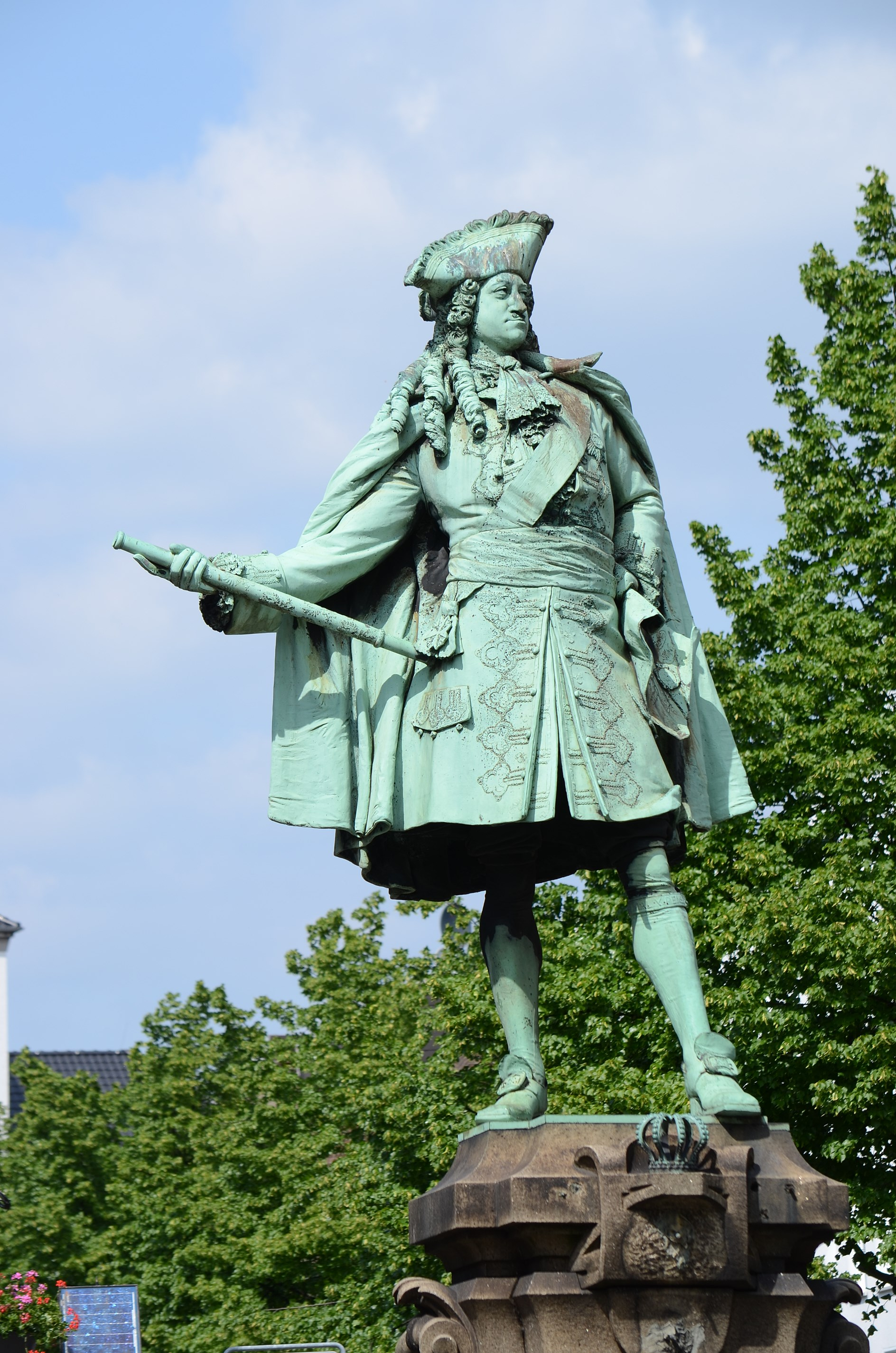
Statue von Friedrich I. auf dem Neumarkt

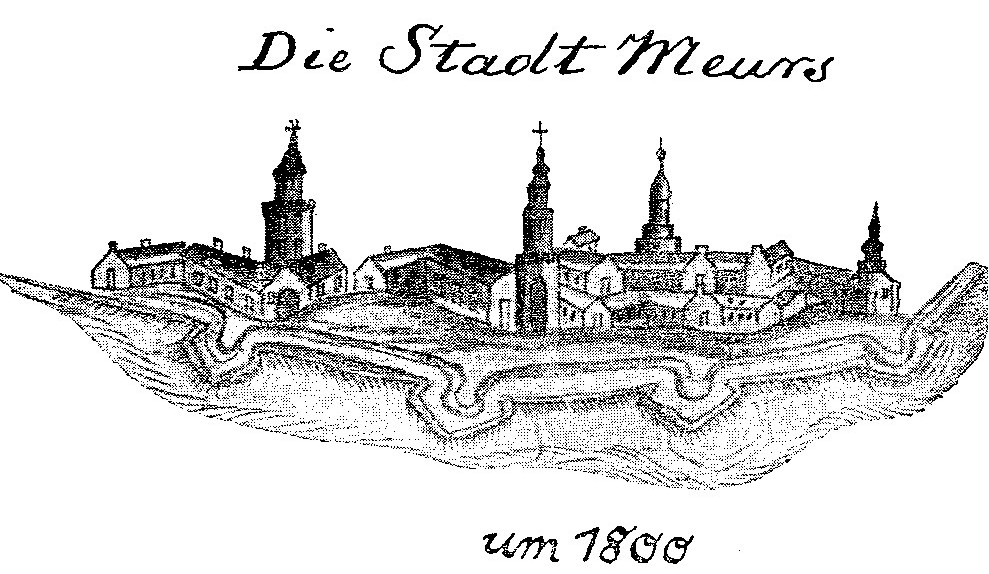
Moerser Stadtansicht um 1800

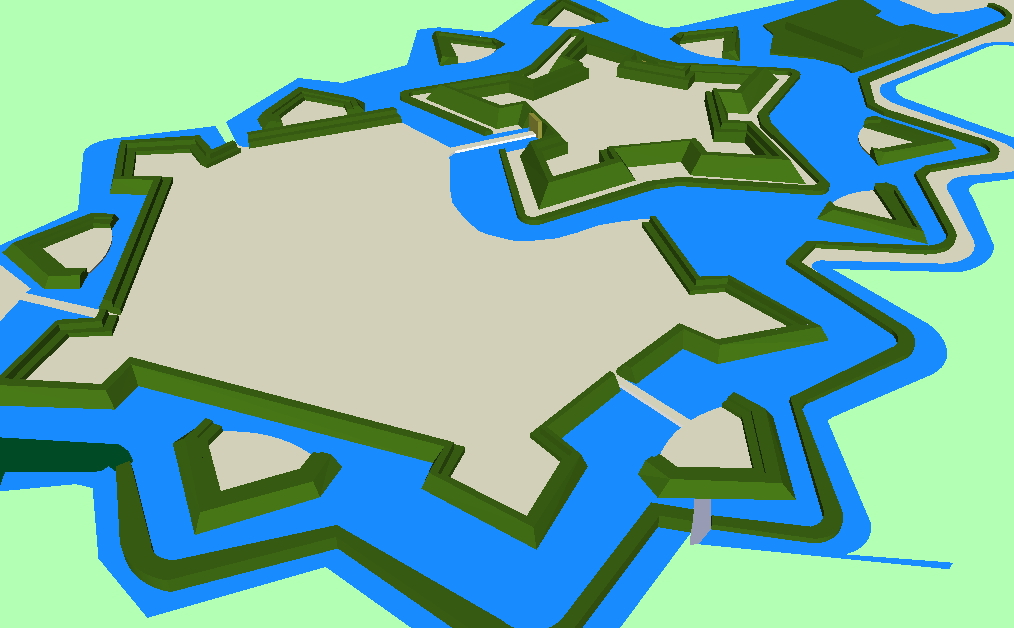
Moers um 1700 durch Simon Stevin

1702 fiel die Stadt im Wege der Erbfolge an Preußen und wurde 1706 Fürstentum. Damit verbunden war ein Sitz im Niederrheinisch-Westfälischen Reichsgrafenkollegium und damit die Reichsunmittelbarkeit. Die Moerser Bürger waren zunächst nicht begeistert und verwiesen den Abgesandten des preußischen Königs der Stadt. Schließlich konnte der beauftragte General Fürst Leopold von Anhalt-Dessau (Der Alte Dessauer) durch eine heimliche nächtliche Aktion die Stadt im Jahre 1712 unblutig im Handstreich einnehmen. Die Niederländer wurden daraufhin im Auftrag von König Friedrich I. endgültig aus der Stadt vertrieben. 1723 wurde eine eigene Regierungsbehörde in Moers eingerichtet. Während des Siebenjährigen Krieges wurde Moers kurz von Franzosen besetzt und musste für die Truppen Nahrung und Unterkunft stellen. Das Adolfinum wurde zur Scheune. Nach Ende des Krieges wurde die Festung auf Geheiß Friedrich II. von Preußen geschleift. Erhalten blieb der äußere Wall, weil er als Deich notwendig war; die übrige Fläche wurde Gartenland. 1794 kam die Stadt unter französische Herrschaft und gehörte ab 1798 zum Département de la Roer. Auf dem Wiener Kongress 1815 wurde der gesamte Niederrhein und damit die frühere Grafschaft Moers wieder dem Königreich Preußen zugeschlagen. Aus der kurzen französischen Episode blieb der napoleonische Code civil übrig, der bis zur Einführung des Bürgerlichen Gesetzbuches im Jahr 1900 als Rheinisches Recht Gültigkeit behielt. Des Weiteren siedelten sich einige französische Soldaten in Moers an, sodass der Anteil der katholischen Bevölkerung anstieg. Unter den Franzosen hatten die Moerser den Regierungssitz, die Zuständigkeit für Krefeld und die Steuerverwaltung verloren. Zu ihrem Entsetzen wurde dies unter Preußen nicht wiederhergestellt.

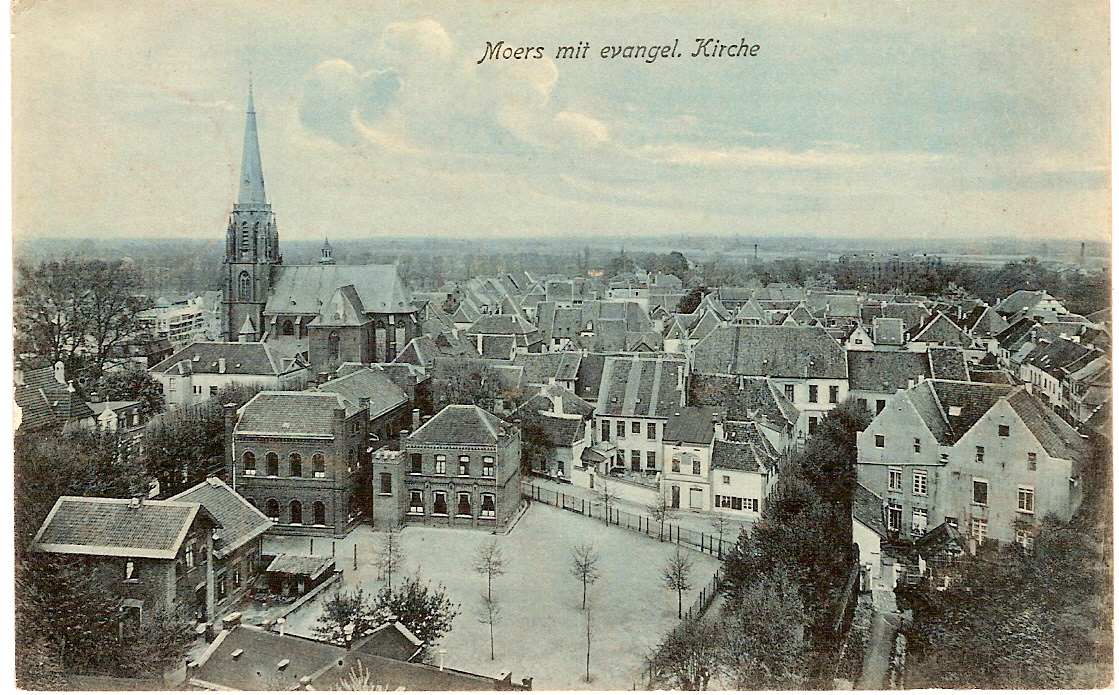
Moerser Stadtansicht Ende des 19. Jh.

Im Zuge der Preußischen Verwaltungsorganisation kam Moers am 23. April 1816 zum Kreis Rheinberg als einem von über 40 Landkreisen der Provinz Jülich-Kleve-Berg, der späteren Rheinprovinz. Schon 1823 wurde dieser neugegründete Kreis mit dem Kreis Geldern vereinigt. Das 19. Jahrhundert verlief danach für die Moerser weitgehend ruhig und beschaulich. Im Laufe der Zeit entstanden einige für die Infrastruktur wichtige Einrichtungen. Im Jahr 1820 wurde das Lehrerseminar mit Adolph Diesterweg als erstem Direktor gegründet. Sein Nachfolger, Franz Ludwig Zahn, baute es ab 1832 aus und bezog 1866 das neu errichtete Gebäude an der heutigen Wilhelm-Schroeder-Straße (heutiges Adolfinum). Bereits 1841 richtete Zahn für die Unterbringung der Lehramtsanwärter die sogenannte Präparandenanstalt ein, die dann zum Internat erweitert und auf dem Gut Fild als Martinstift ausgebaut wurde.
Eine wesentliche wirtschaftliche Chance verpasst hatten die Moerser, als sie sich gegen das Vorhaben der Klever Verwaltung wehrten, auf ihrer Allmende an der Moerser Heide eine Maulbeerplantage zu errichten. So wurde Krefeld zur Seidenstadt. Dennoch gab es mit dem Duisburger Fabrikanten Friedrich Wintgens einen Textilunternehmer, der in der Nähe des Schlosses eine Baumwollspinnerei gründete. Das Unternehmen war recht erfolgreich. In der Spitze waren mehr als 200 Menschen dort beschäftigt. Wintgens konnte das Schloss erwerben und renovieren sowie auf weiteren Flächen den Schlosspark anlegen lassen.

Mattorn, letztes Moerser Stadttor bis 1907

1857 wurde die 1823 erfolgte Vereinigung der Kreise Rheinberg und Geldern rückgängig gemacht. Jetzt wurde Moers Sitz des neu gegründeten Kreises Moers. Gleichzeitig wurde in Moers die preußische Städteordnung eingeführt und darüber hinaus die Bürgermeisterei Moers-Land gebildet. Ab 1873 gibt es eine gasbetriebene Straßenbeleuchtung in Moers. Im Juni 1882 wurde die Bahnstrecke nach Krefeld eröffnet. Am 1. Januar 1883 wurde die 6 km lange Bahnstrecke Homberg–Moers in Betrieb genommen. 1894 übernahm die Stadt die Gasanstalt von der Rheinischen Energie AG. 1901 wurden das Wasserwerk Vinn und der Vinner Wasserturm gebaut. Zur 200-jährigen Zugehörigkeit zu Preußen im Jahr 1902 reiste Kaiser Wilhelm II. an. Aus diesem Anlass wurde am Neumarkt ein Denkmal für Friedrich I. errichtet. Von 1884 bis 1914 wirkte in Repelen der Lehmpastor Emanuel Felke, der in dem damaligen Dorf einen Kurbetrieb für Naturheilkunde aufbaute und für den der Jungbornpark angelegt wurde.
1906 wurden die fünf Landgemeinden Hülsdonk, Hochstraß, Asberg, Schwafheim und Vinn, die bisher als Moers-Land getrennt von Moers-Stadt verwaltet worden waren, mit Moers vereinigt und eingemeindet.
Der Beginn des 20. Jahrhunderts stand in Moers ganz im Zeichen des Bergbaus. Lebten im Jahr 1900 noch 6.000 Menschen in der Stadt und weitere 6.000 in der Landbürgermeisterei, so vervielfachten sich die Zahlen in den folgenden Jahren. Mit dem Abteufen des Schachtes IV der Zeche Rheinpreußen am 15. September 1900 kam der Bergbau in die Stadt Moers. Von 1904 bis 1913 wurde für rund 10.000 Zuwanderer die Zechen- und Arbeitersiedlung Meerbeck-Hochstraß errichtet.
Im Verkehr gab es dadurch einige Neuerungen. Am 1. Juli 1901 wurde das Wegegeld auf der „Moers-Homberger Aktienstraße“, der heutigen Homberger Straße, aufgehoben. 1903 wurde die von John Haniel initiierte Eisenbahnverbindung von Duisburg über Rheinhausen und Moers nach Kleve (Bahnstrecke Rheinhausen–Kleve) dem Verkehr übergeben. Zur Verbesserung der Verkehrsverhältnisse wurde 1907 das Mattorn, das letzte Moerser Stadttor, abgerissen. 1909 gingen die Moerser Kreisbahnen in Betrieb. Ein wesentlicher Fortschritt war die Aufnahme des Straßenbahnbetriebes durch die Straßenbahn Moers-Homberg GmbH im Jahr 1908, die ab 1914 über die Rheinbrücke nach Ruhrort führte. Ebenso gab es ab 1920 eine Verbindung über Kapellen nach Krefeld sowie eine Bahnstrecke nach Kamp-Lintfort. Seit 1911 gibt es eine Stromversorgung für die Moerser Innenstadt.

### Nach dem Ersten Weltkrieg

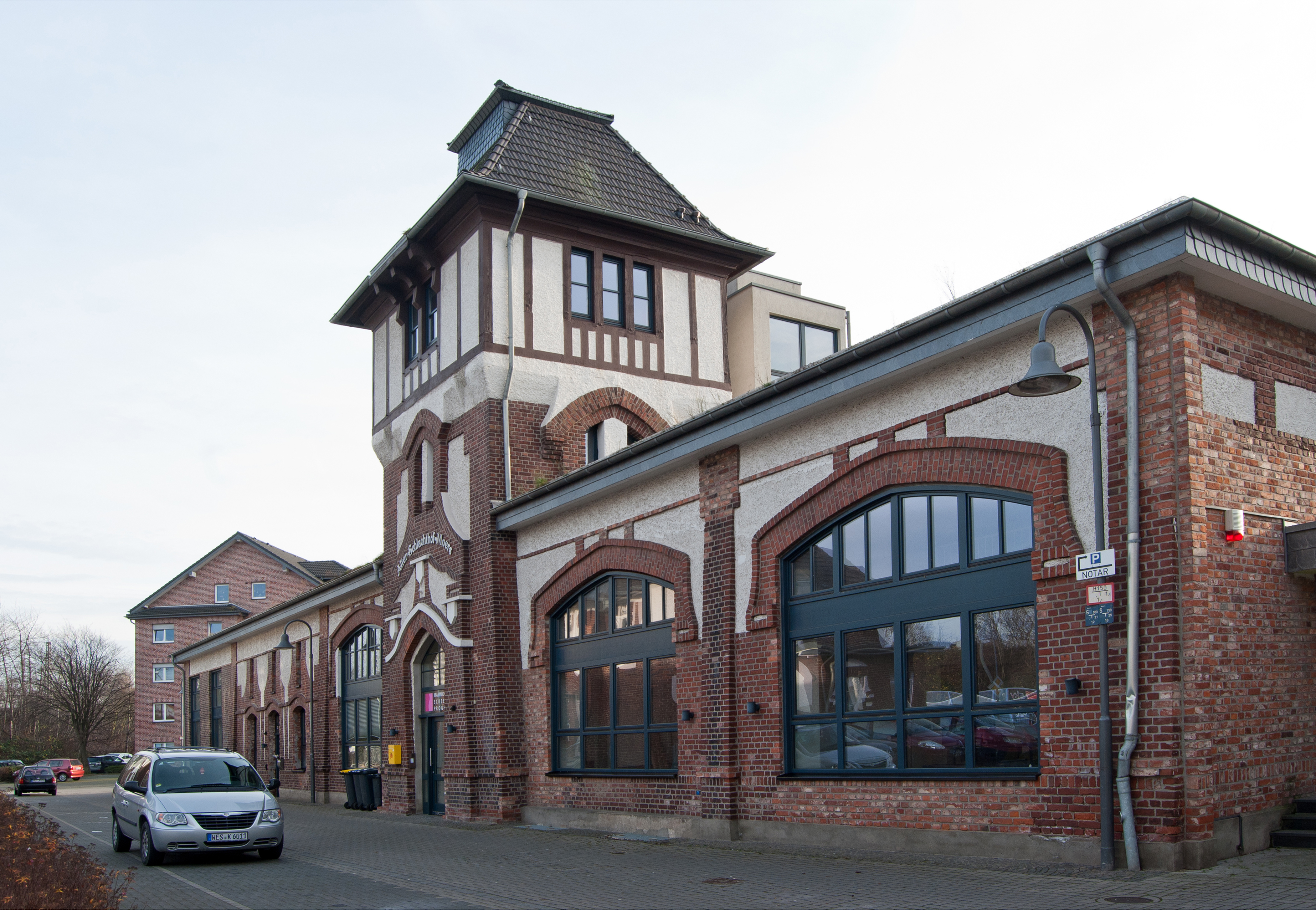
Der im Jugendstil erbaute ehemalige Schlachthof in Moers.

Nach dem Ersten Weltkrieg waren in Moers während der alliierten Rheinlandbesetzung belgische Truppen stationiert. Die Bevölkerung litt unter Arbeitslosigkeit und den Einquartierungen der Belgier. Von den Wirren des Ruhrkampfes blieb Moers weitgehend verschont, obwohl es immer wieder zu Konflikten mit den Besatzern kam und Moers vom restlichen Reich abgeschnitten war. Die Bevölkerung litt unter der Hyperinflation 1923. Zur Entlastung der Bevölkerung entstand 1923 die Matthek als Truppenunterkunft für belgische Soldaten, die später in eine Wohnsiedlung umgebaut wurde. Im Jahre 1924 wurde die Niederrheinische Verkehrsgesellschaft gegründet, die mit Bussen neue Überlandverbindungen schuf. Die belgische Besatzung endete am 31. Januar 1926 und es begann eine Phase der Konsolidierung. Die Entwicklung im Bergbau setzte sich weiter fort. 1927 und 1934 nahmen in Repelen die Pattberg-Schächte ihren Betrieb auf. Zugleich entstand in den Jahren 1930 bis 1936 die Siedlung Repelen. In den chemischen Werken in Meerbeck (Ineos) wurde ab 1936 synthetisches Benzin aus Kohle gewonnen. Das politische Leben der Stadt in den 1920er Jahren war gespalten. Eine stark konservativ national orientierte bürgerliche Gesellschaft in der alten Stadt einerseits und eine nahezu geschlossene linke Arbeiterschaft in den Siedlungen Meerbeck, Hochstraß und der Matthek andererseits bildeten weitgehend voneinander unabhängige Blöcke.

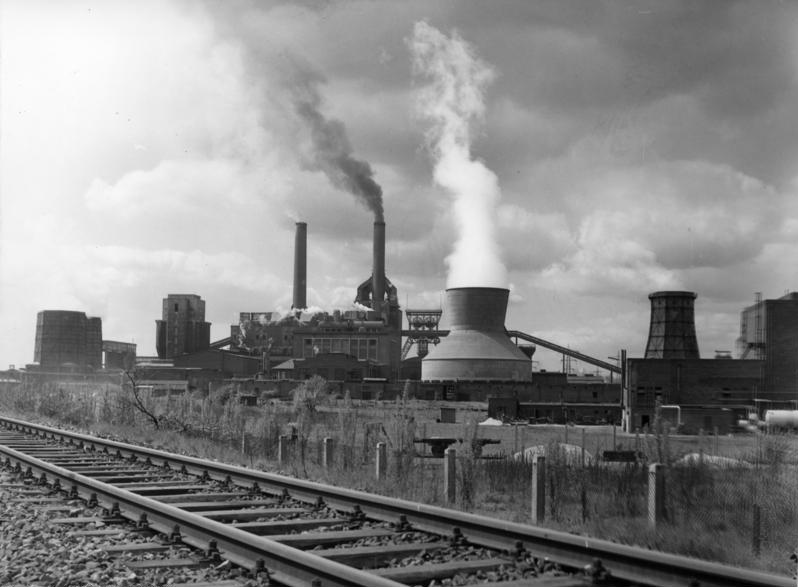
Schachtanlage Rheinpreußen 5 in Utfort

Auch wenn Joseph Goebbels bereits 1925 als Redner in Moers aufgetreten war, spielte die NSDAP, deren Ortsgruppe Moers 1926 gegründet worden war, bis 1928 als Partei keine wesentliche Rolle. Zur Reichstagswahl 1928 erhielt sie in Moers nur 1,7 %. Bei der Kommunalwahl 1929 erreichte sie immerhin zwei Sitze. Ganz anders hingegen war die Situation bei der Wahl 1930 mit einem spektakulären Erfolg der NSDAP in Moers, wo sie mit 28,2 % stärkste Partei wurde. Führende Personen waren der Zeitschriftenhändler Bollmann und der Tierarzt Bubenzer, zu denen bald der ehemalige Zentrumsmann Bruno Heger stieß. 1930 wurde eine Ortsgruppe der Hitlerjugend gegründet. 1933 hatte die Partei im Kreis Moers bereits 3000 Mitglieder. Hintergrund war in Moers die 1929 beginnende Weltwirtschaftskrise, die im Bergbau ab 1930 zu massiven Entlassungen führte. Die Zahl der Arbeitslosen verdoppelte sich bis 1932 nahezu. Die Not stieg und die gewaltsamen öffentlichen Auseinandersetzungen mit der Linken nahmen zu, die Verletzte und Tote forderten.
Noch lange nach dem Krieg hielt sich die Auffassung, dass Moers im Grunde nicht nationalsozialistisch, sondern deutschnational orientiert gewesen sei. Weder die Wahlergebnisse noch das Verhalten von Bürgern und Geschäftswelt bis hin zur evangelischen Kirche, die der NSDAP ihren großen Gemeindesaal als Sitzungssaal zur Verfügung stellte, bestätigen dies jedoch.

### Während des Nationalsozialismus
Einen Tag nach der Machtergreifung der Nationalsozialisten zogen am 31. Januar 1933 Gruppen von SA, SS und Stahlhelm in einem Zug von etwa 700 Mann in die Meerbecker Kolonie, wo es zu Schießereien kam, wobei aber niemand ernsthaft verletzt wurde. Entsprechende Aufmärsche fanden in den Arbeitersiedlungen der Nachbarorte, so in Rheinhausen, Homberg und Repelen statt. Die Polizei war in dieser Situation zahlenmäßig weit unterlegen und machtlos. „Zur Vermeidung von Unruhen“ wurden in den folgenden Tagen Versammlungen von KPD und SPD verboten. Nach dem Reichstagsbrand am 27. Februar 1933 begannen die Verhaftungen der KPD-Führer und am 28. März 1933 waren 137 Personen im Kreis Moers inhaftiert. Damit wurde der einzigen Organisation, die sich auf gleicher Ebene hätte wehren können, der Kopf genommen. In den nächsten Jahren wurden die Führer der KPD, aber auch der SPD systematisch verfolgt. Die bekannte Liste der Todesopfer als Folge von Widerstand und Verfolgung aus dem südlichen Altkreis Moers umfasst 42 Namen ohne jüdische Bürger. Aus Meerbeck stammte Johann Esser, der Dichter des Liedes der Moorsoldaten, das er im KZ Börgermoor geschrieben hatte und das zum Symbol des Widerstandes gegen den Faschismus wurde.
1928 lebten in Moers ca. 230 Juden, also knapp 1 Prozent der Bevölkerung. Sie waren voll integriert und überwiegend als Kaufleute und Handwerker tätig. Dem langjährigen Ratsmitglied Issak Kaufmann wurde noch 1931 von Reichspräsident Hindenburg zum 85. Geburtstag gratuliert und in der Presse erschien eine Würdigung. Doch mit der Machtergreifung wurde schnell alles ganz anders. Deutschlandweit kam es ab 28. März 1933 zum Boykott jüdischer Geschäfte, der in Moers von SA und SS durchgesetzt wurde. In der Folge verließen viele Juden Moers, viele verloren ihre Existenzgrundlage und es kam wie anderswo zu Notverkäufen von Hab und Gut. Die jüdische Schule musste mehrfach die Räumlichkeiten wechseln, bis sie 1939 geschlossen wurde. In der Reichspogromnacht wurde die Synagoge demoliert, nur wegen der engen Nachbarbebauung nicht in Brand gesetzt. Ca. 60 Juden lebten am Ende, als die Auswanderung am 1. Oktober 1941 formal verboten wurde, noch in Moers, zusammengedrängt in fünf sogenannten Judenhäusern. Der erste Abtransport von 40 Personen nach Riga und Theresienstadt erfolgte am 13. Dezember 1941. Bis auf wenige Ausnahmen sahen die Moerser unbeteiligt zu. Nach zwei weiteren Transporten im April und Juli 1942 konnten die Nazis feststellen, dass Moers „judenfrei“ sei. Eine Familie in der Matthek hatten sie übersehen, die von ihrem Umfeld und einem mutigen Moerser Stadtangestellten gedeckt wurde.
Hart traf es die Kriegsgefangenen und die aus Russland, Polen und der Ukraine verschleppten Zwangsarbeiter (auch sogen. „Ostarbeiter“). 1940 gab es etwa 1000, Anfang 1942 wurden im Kreis Moers 3000 Kriegsgefangene in 23 Ausländerlagern gezählt. Neben der Rekrutierung für den Bergbau waren viele auf Bauernhöfen, in Industrie- und Bauunternehmen eingesetzt. Die Lebensbedingungen waren grausam und menschenunwürdig. Viele starben an Unterernährung und Entkräftung, sowie an den Auswirkungen von Gewalt. Während der Bombardierungen durften die Ausländer nicht mit in die Bunker. Allein auf dem Friedhof Lohmansheide nahe am Schacht Rheinpreußen 5/9 gibt es 141 Gräber. Man schätzt die Zahl der Toten in Moers auf über 200. Für den Kreis Moers sind urkundlich 558 umgekommene russische Zwangsarbeiter dokumentiert. Zu den anderen Nationalitäten einschließlich Franzosen, Belgiern und Niederländern liegen keine entsprechenden Zahlen vor.
Die Moerser Bevölkerung hatte erhebliche Opfer zu verzeichnen. Von den 5.000 aus Moers stammenden Soldaten der Wehrmacht waren 975 gefallen oder vermisst. Es gab 150 zivile Opfer des Luftkriegs. In Meerbeck, wo die Bombardierung wegen der Treibstoffwerke Rheinpreußen besonders stark war, waren von 3.000 Siedlungshäusern fast alle beschädigt und 1.000 nahezu ganz zerstört.
Am 27. Mai 2013 wurden elf Stolpersteine, die an durch den Nationalsozialismus zu Tode gekommene Moerser Bürger erinnern sollen, vom Kölner Künstler Gunter Demnig in der Innenstadt verlegt.

### Nach dem Zweiten Weltkrieg

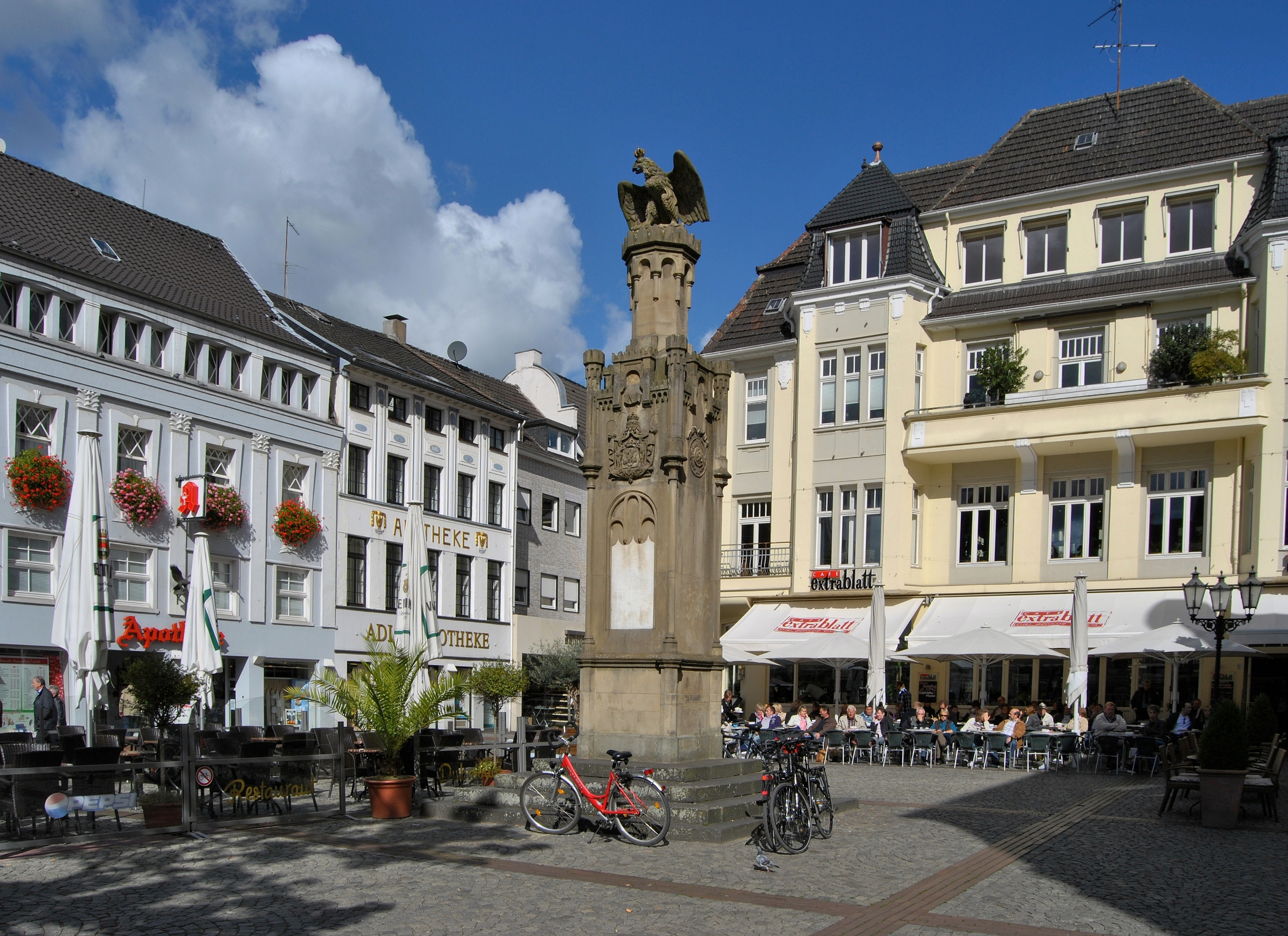
Altmarkt, Moers

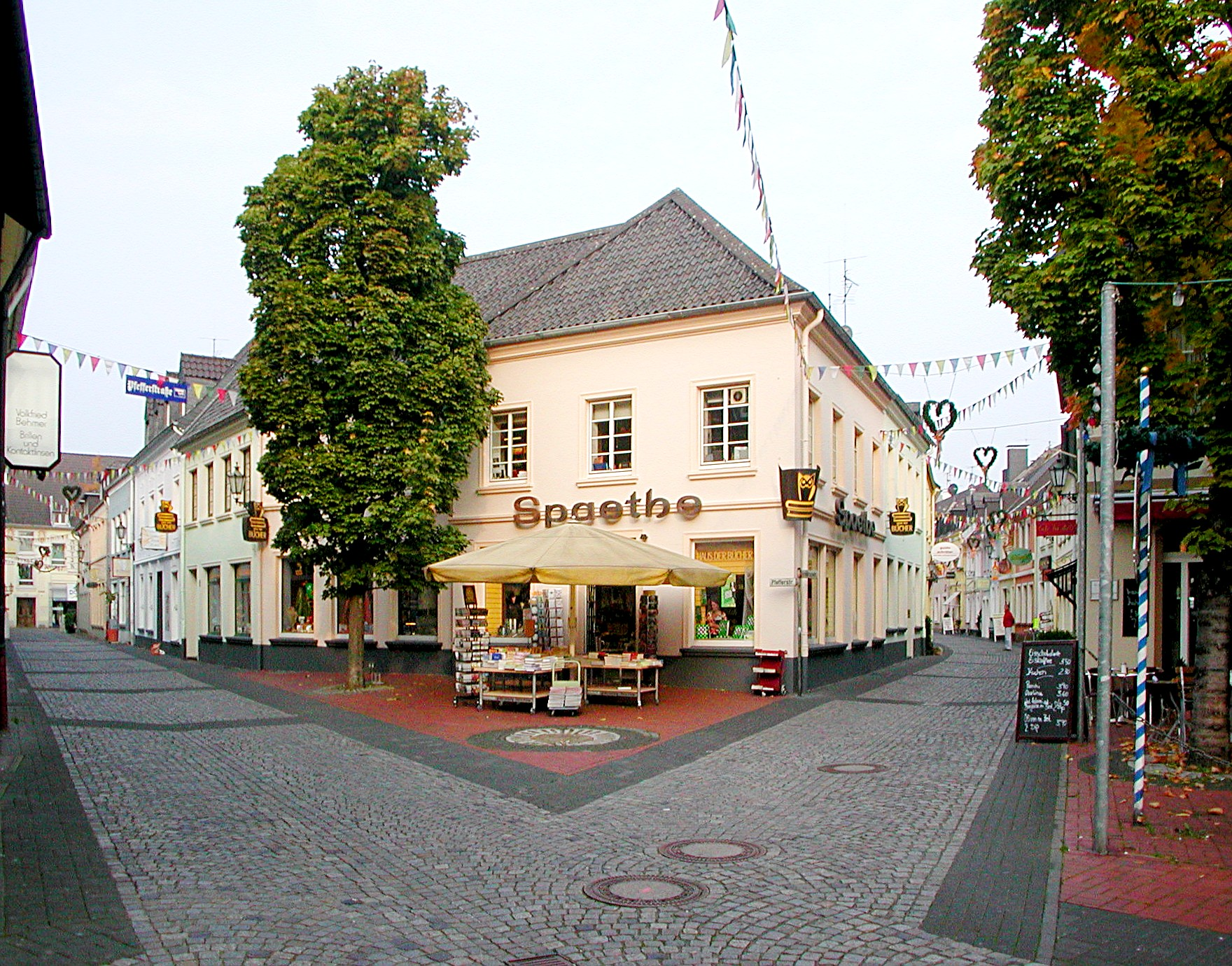
Moerser Fußgängerzone (Pfeffer-/Ecke Friedrichstraße; Hanns-Dieter-Hüsch-Platz)

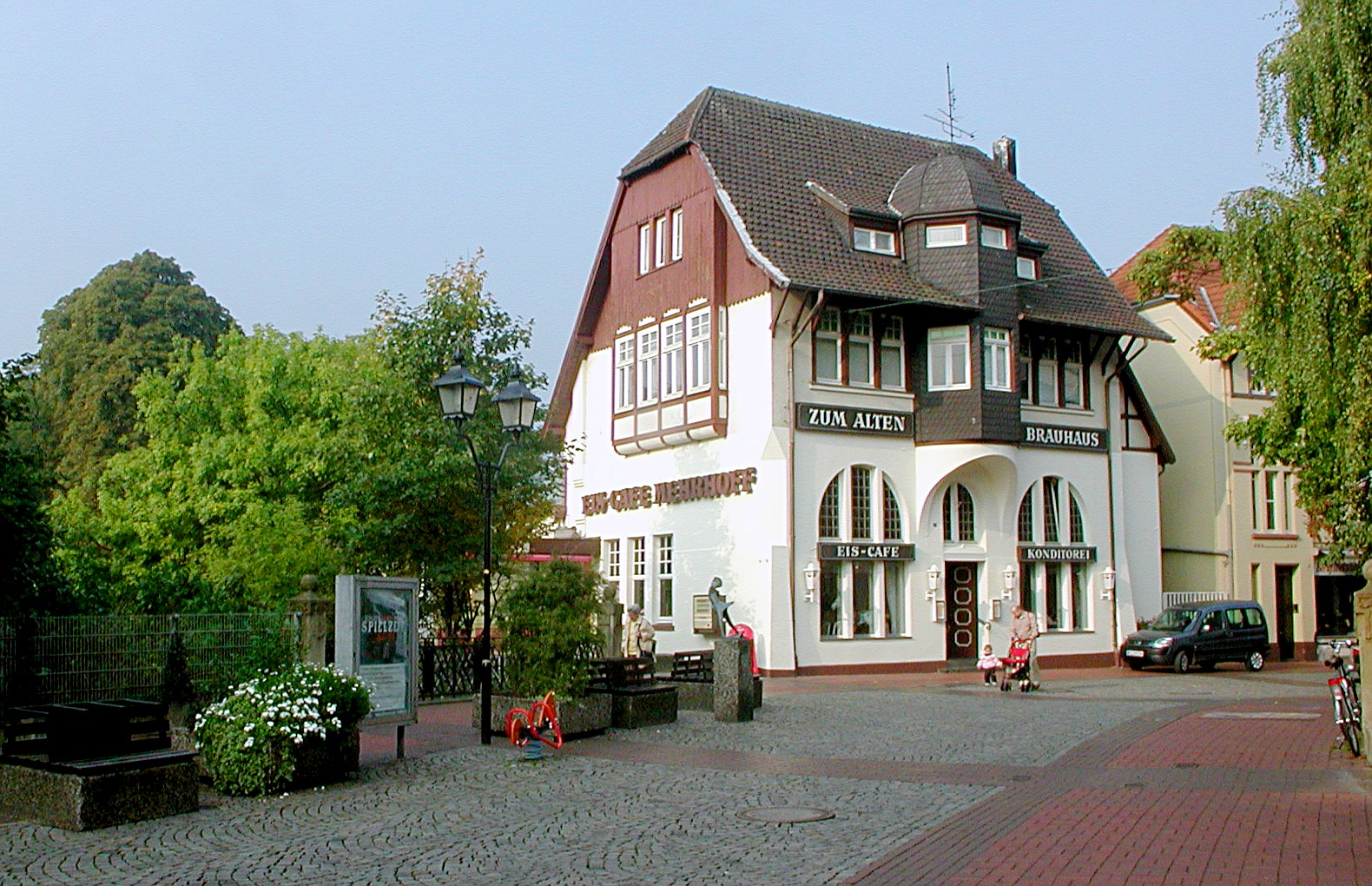
Ehemaliges Brauhaus, heutiges Cafe in der Moerser Fußgängerzone

Zum Ende des Zweiten Weltkriegs am 4. März 1945 nahmen US-amerikanische Truppen im Rahmen der Operation Grenade die Stadt ein. Der sozialdemokratische Widerstandskämpfer Hermann Runge wurde 1948 in den Parlamentarischen Rat zur Ausarbeitung des Grundgesetzes berufen und war von 1949 bis 1957 Mitglied des Deutschen Bundestages. 1952 wurden die Straßenbahnlinien stillgelegt und der Betrieb auf Oberleitungs-Busse umgestellt. Das gesamte Gebiet zwischen Rheinberg, Kamp-Lintfort, Neukirchen, Rheinhausen und Duisburg-Ruhrort war auf einer Strecke von 55 km elektrifiziert. Es war damit eines der größten O-Bus-Netze in Deutschland, bis 1968 auf reinen Omnibusbetrieb umgestellt wurde. Durch Sanierung der Altstadt ab 1965 unter strikter Einhaltung der historischen Strukturen erhielt Moers eine attraktive Innenstadt, die durch Umwandlung in eine Fußgängerzone ab 1972 zu einem beliebten, überregional bedeutenden Einkaufsziel und Treffpunkt wurde. Am 1. Januar 1975 wurde Moers aufgrund der Gebietsreform Großstadt. Als Reaktion auf die sich seit Ende der 1960er Jahre abzeichnende Bergbaukrise begann man zunächst in Hülsdonk neue Gewerbegebiete zu erschließen. 1978 erfolgte die Umstellung der Gasversorgung von Kokereigas auf Erdgas. Im Jahr 1980 erwarb die Stadt den überwiegenden Teil der Zechensiedlung Meerbeck und führte über einen Zeitraum von 15 Jahren eine grundlegende Sanierung durch. Die Stadtwerke Moers GmbH erwarb 1988 von der RWE das Versorgungsnetz für Kapellen und Meerbeck und übernahm die dortige Stromversorgung. 1990 und 1993 wurden die Moerser Schachtanlagen Rheinpreußen und Pattberg geschlossen. Die Stadt reagierte mit der Erschließung des Technologieparks Eurotec. Ab 1997 erfolgte der Ausbau des Grafschafter Gewerbeparks Genend in einem Gemeinschaftsprojekt mit den Städten Kamp-Lintfort, Neukirchen-Vluyn und Rheinberg. 1998 wurde die Homberger Straße im Innenstadtbereich grundlegend umgestaltet, um die Attraktivität für den Einkauf zu verbessern. Im Jahr 2000 feierte die Stadt ihr 700-jähriges Bestehen. Am 1. November 2012 trat die Verordnungsreform zur Kennzeichenliberalisierung in Kraft, die es erlaubt, sein Kraftfahrzeug wieder mit dem Kfz-Kennzeichen „MO“ zuzulassen, das nach der Gebietsreform am 1. Januar 1975 und der damit verbundenen Auflösung des Kreises Moers wegfiel.

### Religionen

#### Konfessionsstatistik
Mit Stand 31. Dezember 2024 waren 23,8 % der Einwohner evangelisch, fast gleichauf waren 23,0 % der Einwohner katholisch; und 53,2 % gehörten einer anderen oder keiner Glaubensgemeinschaft an. Die evangelische Kirche vereinte am Jahresanfang 2018 noch 29,4 % und die katholische Kirche 27,7 % der Einwohner.

#### Geschichte
Das älteste Gotteshaus in der Stadt wurde im 10. oder 11. Jahrhundert erbaut. Der älteste indirekte Nachweis für diese Kirche ist eine Urkunde von 1230. Hierin bestätigt ein Priester (sacerdos) Gregorius de Moirse (Moers) als Zeuge einen Pachtvertrag. Sie lag vor der späteren umwallten Stadt, dort, wo sich die kleine Kapelle auf dem alten Friedhof an der Rheinberger Straße befindet, und hieß Bonifatiuskirche. Der erste Siedlungsbereich lag damit nordöstlich vom aktuellen alten Stadtkern. Moers gehörte anfangs zum Erzbistum Köln und war dem Archidiakonat Xanten unterstellt.
Vorläufer der Evangelische Stadtkirche, die aktuelle Johanniskirche, war eine 1363 durch Graf Dietrich VI. gestiftete Kapelle. 1441 übertrug Graf Friedrich III. dem Orden der Karmeliten die Verwaltung dieser „Johannes-Evangelist-Kapelle“ mit der Vorgabe, ein Kloster zu gründen. Um 1450 erfolgte sowohl der Bau der Klostergebäude wie der Umbau der Kapelle zu der größeren Klosterkirche.

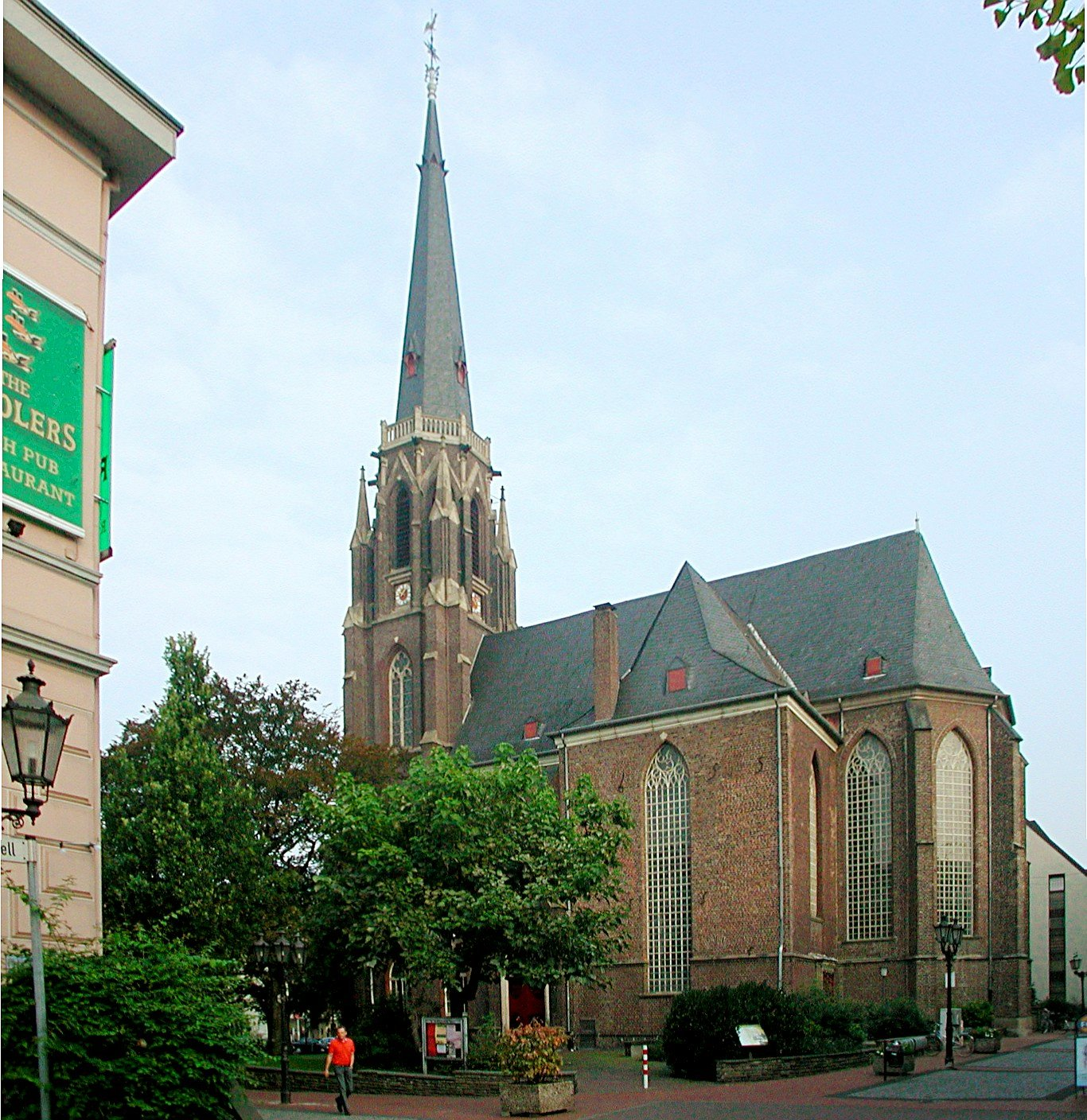
Evangelische Stadtkirche Moers

Als eine der ältesten Kirchen im aktuellen Stadtgebiet von Moers gilt die Repelener Kirche, deren Ursprung nach Meinung einiger Historiker in das 7. Jahrhundert reicht. Die Kirche in Repelen gehörte vormals dem Kloster Echternach, später gehörte sie zu Köln. Es wird angenommen, dass Willibrord (686–754), der Abt des Klosters Echternach war, die Kirche bauen ließ. 1176 wurde sie durch den Kölner Erzbischof der Kellnerei des Stiftes in Xanten vermacht. In einer alten Urkunde aus dem Jahre 855 wurde angeführt, dass zu „Reple“ ein reich begüterte und hochgestellte Edelmann Hattho dem Kloster Echternach eine „villa“, einen Herrenhof nebst allem Zubehör schenkte: Wiesen, Wälder, Gewässer, Mühlen usw. sowie 42 Hörige und eine von Willibrord selbst geweihte Kirche. Verschiedene Päpste bestätigten in den folgenden Jahrhunderten dem Kloster Echternach diesen Besitz wiederholt.
1561 erließ Graf Hermann von Neuenahr-Moers in Moers eine reformierte Kirchenordnung und führte die Reformation ein. Unter seinem Nachfolger Adolf von Neuenahr wurde 1581 eine neue Reformierte Kirchenordnung erlassen, die den Calvinismus in der Grafschaft einführte. Danach war Moers über viele Jahrhunderte eine überwiegend protestantische Stadt. Vorherrschend war das reformierte Bekenntnis. Mit dem Übergang an Preußen unterstanden die reformierten Gemeindeglieder dem preußischen reformierten Konsistorium in Berlin und gehörten somit zur Evangelischen Kirche in Preußen (die ab 1817 eine unierte Kirche war) und zu deren rheinischer Provinzialkirche. Moers wurde Sitz einer Superintendentur, aus der später der Kirchenkreis Moers innerhalb der Evangelischen Kirche im Rheinland hervorging. Zu ihm gehören alle evangelischen und reformierten Kirchengemeinden der Stadt Moers sowie der umliegenden Städte und Gemeinden.
In der reformierten Kirche in Asberg befindet sich eine sehenswerte künstlerische Installation (gewebter „Bibelteppich“ aus verschiedenen, in schmale Streifen geschnittenen Bibelausgaben) aus den 1990er Jahren.

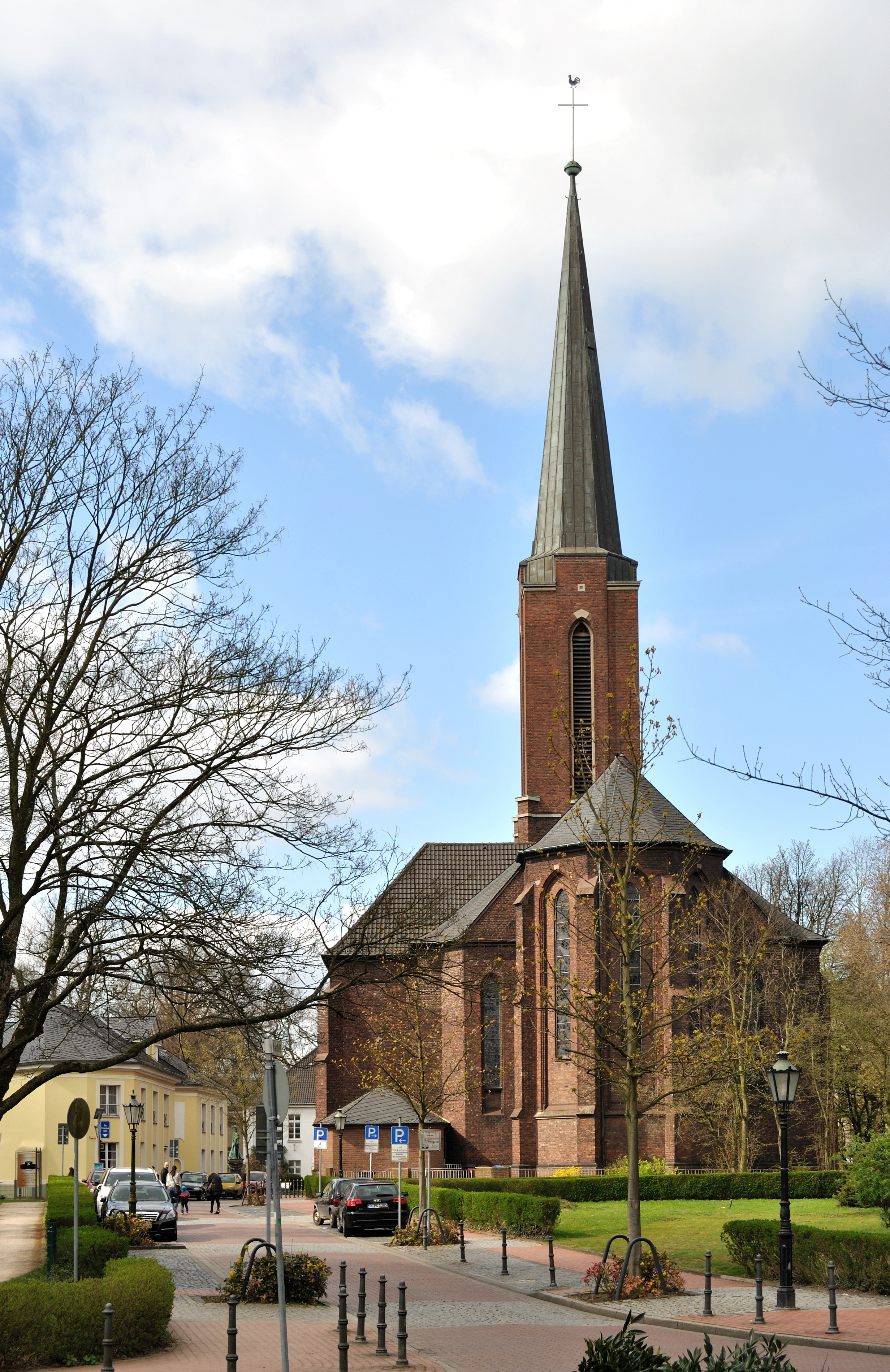
Katholische Kirche St. Josef

Neben der Evangelischen Kirchengemeinde Moers (Stadtmitte) gibt es auf dem Gebiet der Stadt Moers in den folgenden Stadtteilen noch weitere unabhängige evangelische Kirchengemeinden: Asberg, Eick, Hochstraß, Kapellen, Meerbeck, Scherpenberg, Schwafheim und Utfort.

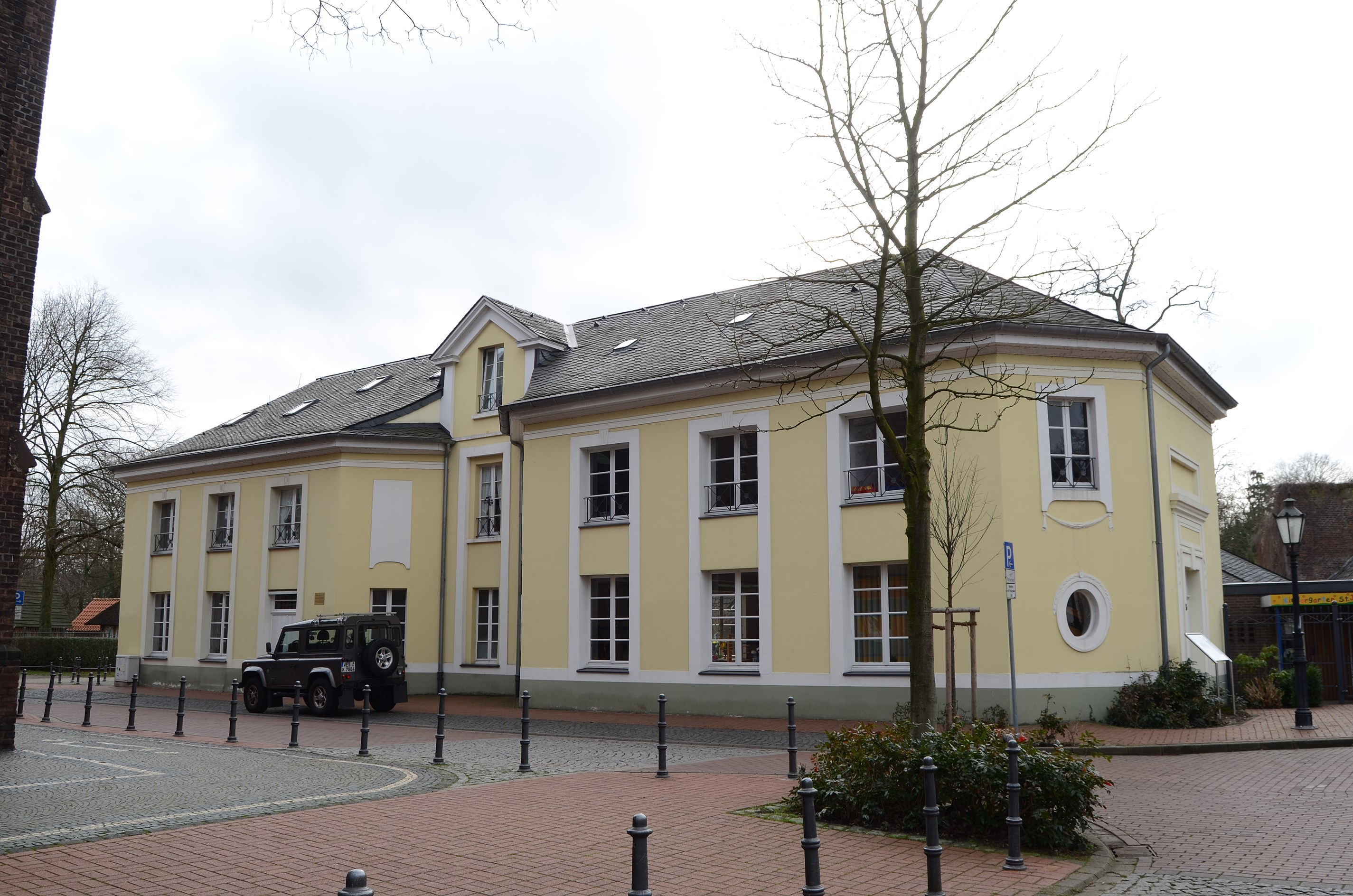
Erste katholische Kirche nach der Reformation, → Marienheim/Kindergarten

Erst im 18. Jahrhundert zogen Katholiken aus Schlesien und Slowenien nach Moers. 1773/74 konnten sie in der Nähe des Schlosses eine provisorische Pfarrkirche errichten (Marienheim/Kindergarten). Die St.-Josefs-Kirche wurde erst am 29. August 1871 geweiht. Bis 1802 gehörten die Katholiken zum Erzbistum Köln. Nach dessen Auflösung kamen sie zum Bistum Aachen, das jedoch 1821/1825 bereits wieder aufgehoben wurde. Somit kam Moers 1828 zum Bistum Münster. Moers wurde Sitz eines Dekanats, das zum Kreisdekanat Wesel innerhalb der Region Niederrhein gehört.
Im Stadtgebiet von Moers gibt es seit Pfingsten 2008 zwei fusionierte katholische Pfarrgemeinden: Zur Pfarrei St. Josef gehören die Gemeindebezirke St. Bonifatius (Asberg) und St. Ludger (Kapellen). Seit 2004 bildeten diese Gemeinden bereits eine Pfarreiengemeinschaft. Im Oktober 2010 wurde die zur St. Bonifatius-Gemeinde gehörende Filialkirche St. Markus in Schwafheim aus finanziellen Gründen aufgegeben. Auf dem Kirchengelände entstand ein Gesundheitszentrum. Zur Pfarrei St. Martinus (Repelen) gehören die Gemeindebezirke St. Barbara (Meerbeck) mit St. Lucia in Duisburg-Baerl, St. Ida (Eick-West), St. Konrad (Scherpenberg) und St. Marien (Hochstraß).
Neben den evangelischen und katholischen Gemeinden gibt es in Moers Freikirchen, darunter eine Evangelisch-freikirchliche Gemeinde der Baptisten, eine evangelisch-freikirchliche Gemeinde (Christus-Gemeinde), die zum Bund Freikirchlicher Pfingstgemeinden (BFP) gehört, die Evangelische Gemeinde Gottes sowie zwei Freie evangelische Gemeinden in Scherpenberg und Schwafheim.

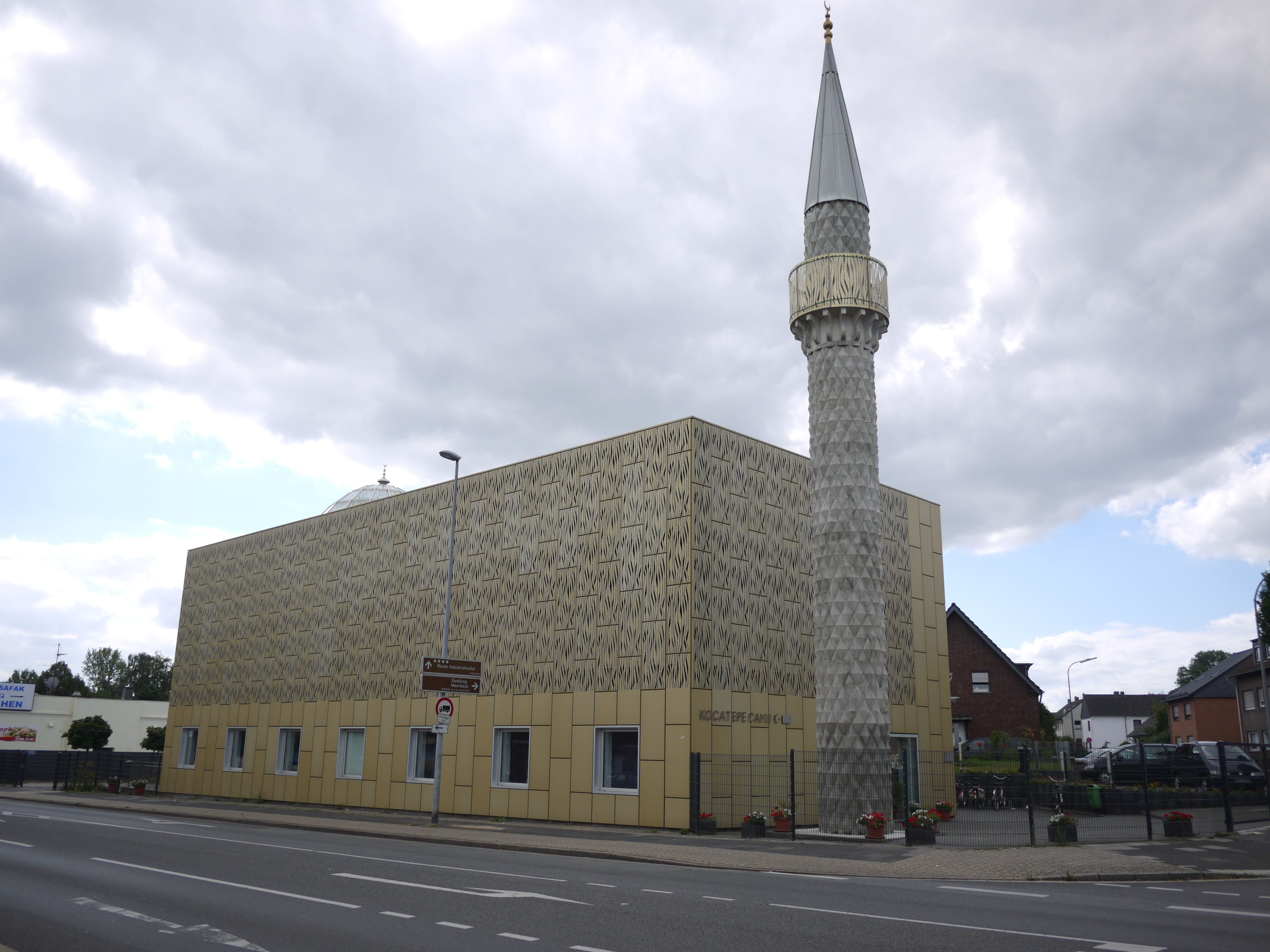
DITIB Kocatepe Moschee an der Römerstraße

Ferner sind in Moers mehrere Gemeinden der Neuapostolischen Kirche sowie die Kirche Jesu Christi der Heiligen der Letzten Tage und die Gemeinde der Siebenten-Tags-Adventisten vertreten.
Die Erinnerung an die durch den Holocaust zerstörte jüdische Gemeinde in Moers bewahren die „Gesellschaft für Christlich-Jüdische Zusammenarbeit Moers“ sowie im Rahmen der deutsch-israelischen Städtepartnerschaft der „Partnerschaftsverein Ramla-Moers“.

#### Islam
Durch den Zuzug von Gastarbeitern seit den 1960er Jahren hat die Stadt Moers einen nennenswerten Anteil Bürger islamischen Glaubens. Im Ortsteil Meerbeck wurde von der „DİTİB Türkisch-Islamische-Gemeinde zu Moers-Meerbeck e. V.“ im März 2009 die Kocatepe Moschee fertiggestellt und eingeweiht.
Das schlichte nach Mekka ausgerichtete Gebäude passt sich in die lokale Architektur ein, ist aber durch eine Kuppel und den 19 Meter hohen Minarett-Turm als islamisches Bauwerk deutlich erkennbar. In Moers gibt es acht Moscheen: Die DİTİB-Zentralmoschee befindet sich im Stadtteil Repelen. Auch die Kocatepe-Moschee in Meerbeck wird von dem Dachverband DİTİB geführt. Der Dachverband VIKZ leitet die Kapellen-Moschee im Stadtteil Achterathsfeld, die Meerbeck-Moschee und die Repelen-Moschee. Unter keinem Dachverband stehen die Masjid-Al-Huda-Moschee im Stadtteil Repelen, die Masjid-Asunna-Moschee im Stadtteil Scherpenberg und die Masjid-Omar-Ibn-El-Khattab-Moschee im Stadtteil Genend.
In der Nähe des Bahnhofs befindet sich seit 2005 ein alevitischer Kulturverein. Des Weiteren gibt es eine Sikh-Gemeinde mit eigenem Tempel.

### Gebietsreform

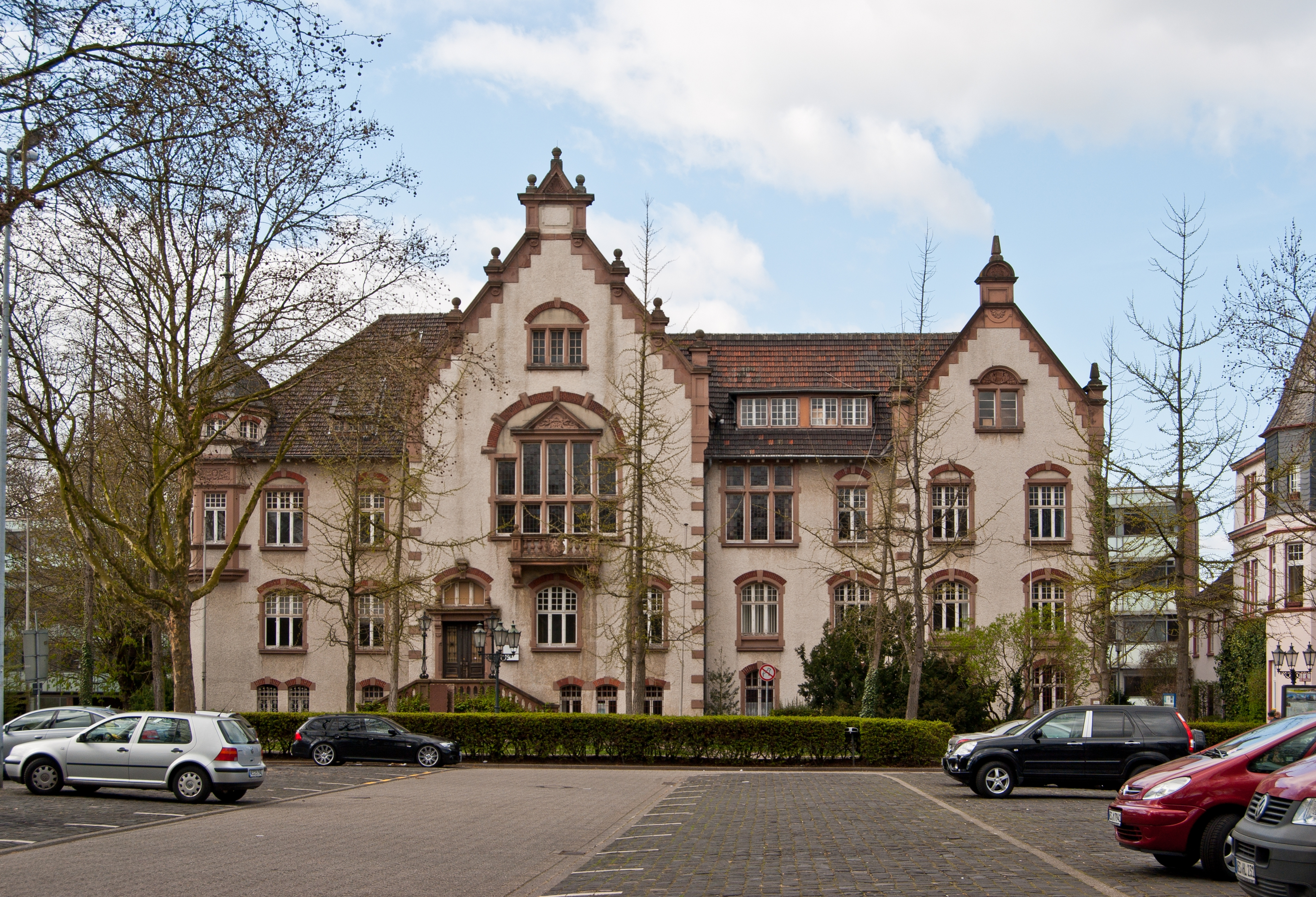
Das Kreisständehaus am Kastellplatz beherbergte ehemals Landratsamt und Volkshochschule

Am 1. Januar 1906 wurden die Gemeinden Hülsdonk, Hochstraß, Vinn, Asberg und Schwafheim, die bis dahin zur Landbürgermeisterei Moers gehörten, in die Stadt Moers eingemeindet. 1910 wurde die Gemeinde Repelen-Baerl gebildet und 1950 in Rheinkamp umbenannt. Am 1. Januar 1975 wurden im Zuge des zweiten Neugliederungsprogramms die Gemeinden Kapellen und Rheinkamp mit der Stadt Moers vereinigt. Der Ortsteil Baerl der bisherigen Gemeinde Rheinkamp wurde in die Stadt Duisburg umgegliedert. Die Einwohnerzahl der Stadt Moers überstieg die 100.000-Einwohner-Grenze, Moers wurde damit Großstadt, was durch die Volkszählung von 1987 amtlich bestätigt wurde. Gleichzeitig wurde der Kreis Moers aufgelöst und mit wesentlichen Teilen der ehemaligen Kreise Dinslaken und Rees zum neuen niederrheinischen Kreis Wesel zusammengefügt. Sitz des neuen Kreises wurde Wesel.

### Einwohnerentwicklung

Bevölkerungsentwicklung von 1622 bis 2019

1920 hatte Moers 25.000 Einwohner, bis 1965 verdoppelte sich diese Zahl auf 50.000. Durch die Eingemeindung der Orte Rheinkamp (40.924 Einwohner 1974) und Kapellen (6.267 Einwohner 1974) am 1. Januar 1975 überschritt die Einwohnerzahl der Stadt Moers die Grenze von 100.000, wodurch sie zur Großstadt wurde. 2002 erreichte die Bevölkerungszahl mit 108.019 ihren historischen Höchststand. 2004 betrug der Anteil der Ausländer an der Gesamtbevölkerung nach Angaben der Stadtverwaltung rund zehn Prozent (10.674 Personen). Am 9. Mai 2011 lebten in Moers laut Zensus 2011 104.009 Menschen (50.114 männlich und 53.895 weiblich) mit Hauptwohnsitz. Am 31. Dezember 2024 waren es nach Fortschreibung des Landesbetrieb Information und Technik Nordrhein-Westfalen 101.503 Einwohner.

### Grafschafter Platt
In Moers und seinen Ortsteilen wird (wurde) „Platt“ in jeweiliger lokaler Ausprägung gesprochen. Bis nach dem Zweiten Weltkrieg war „Grafschafter Platt“ die Umgangssprache einer breiten Bevölkerungsschicht – inzwischen sprechen und verstehen nur noch wenige Menschen die überkommenen Mundarten.
Moers liegt im Niederfränkischen Mundartraum nördlich der sogenannten Benrather Linie (mit der maache-maake-Unterscheidung), die das südliche Mittelfränkische (auch Ripuarisch genannt) vom nördlichen Niederfränkischen abgrenzt.
Moers liegt nördlich der Uerdinger Mundartlinie, die sich vom Rhein kommend an Hüls vorbei über Kempen nach Venlo zieht. Diese Uerdinger Linie (ek-ech-Grenze genannt) grenzt das Südniederfränkische (das in Uerdingen Oedingsch und Krefeld Krieewelsch – gesprochen wird) vom Nordniederfränkischen ab, das mit örtlichen Unterschieden im Krefelder Ortsteil Hüls (siehe Hölsch Plott) und Kempen, sowie nördlich im Großraum Moers, in den Kreisen Kleve und Wesel sowie Duisburg und Mülheim-Ruhr gesprochen wird.
Das Grafschafter Platt zeigt in den einzelnen zur früheren Grafschaft Moers gehörenden Orten eine unterschiedliche Ausprägung, sodass sich zum Beispiel Moerser, Repelner, Friemersheimer oder Vluyner Plattsprecher an der Aussprache unterscheiden können.
Eines der wichtigsten Merkmale des zum Nordniederfränkischen zählenden Grafschafter Platt ist die Aussprache des Personalpronomenes „ich“ als „ek“ (oder ähnlich), während es im Süden des Niederrheines als „ech“ gesprochen wird. Das Wörtchen „auch“ wird unterschiedlich ausgesprochen, nämlich als „ook“ im Raume Moers und als „ooch“ im Süden. Auch das Verb „haben“ wird unterschiedlich gesprochen: auf Grafschafter Platt heißt es „ek häbb“. Weiter südlich heißt es „ech han“.
Obwohl die Mundart auf dem Rückzug ist, so wird Platt zu Karneval, auf Mundartabenden und in Vereinen gepflegt. Es gibt eine reichhaltige örtliche Mundart-Literatur. Hervorzuheben die Bücher von
- Georg Kreischer u. a.: Op Platt vertällt on opgeschrewen. (Ausgabe 2001)
- Katherine Specht: Maikirschen – Erinnerungen einer Kapellener Bäuerin. (Ausgabe 1991, Rheinland Verlag Köln)
- Gottfried Krach u. a.: Min Modersprok. (Ausgabe 1977, Steiger Verlag Moers)

Aus letzterem sei die erste Strophe des Gedichtes Änne Grafschafter zitiert:
Ek bön änne Grafschafter von Hatt on Gemüt – änne Grafschafter möt Liew on möt Läwen
ännen echten Grafschafter von Kopp bes tu Füht – on as Grafschafter well ek mech gäven
Ek word hier gebooren op et Buure Land – on Grafschafter sin Moder on Vader
gewigg hät megg en Grafschafter Hand – gedöpp mätt Grafschafter Water …

## Politik

### Bürgermeister und Stadtdirektoren

Stadtplan von Moers, Mercator 1591

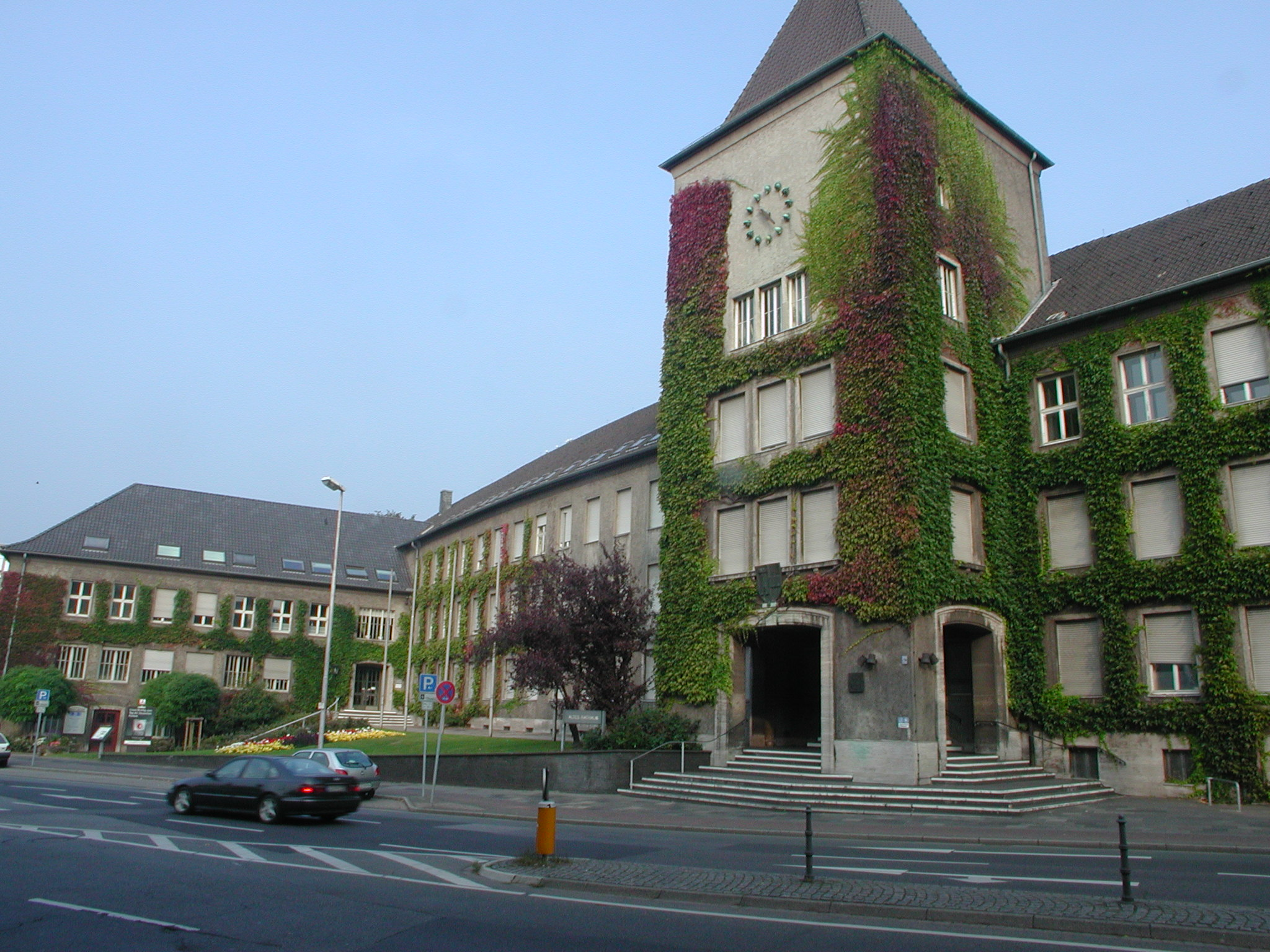
Altes Rathaus (vor der Renovierung)

An der Spitze der Stadt Moers standen von 1300 bis 1795 der Bürgermeister, die Schöffen und der Rat. Die Bevölkerung konnte durch sogenannte „Gemeinsleute“ auf den Rat Einfluss nehmen. In französischer Zeit war der Bürgermeister zugleich Präsident des Kantons Moers. Ab 1815 wurden Bürgermeister und Stadtverordnete nach der preußischen Ordnung gewählt.
Der wendige Fritz Eckert schaffte es, von der Kaiserzeit über die Weimarer Republik bis in den Nationalsozialismus sein Amt zu bewahren. Danach wurde von den Nationalsozialisten der Bürgermeister aus den Reihen der NSDAP eingesetzt. Nach dem Zweiten Weltkrieg setzte die Militärregierung der Britischen Besatzungszone einen neuen Bürgermeister ein und 1946 führte sie die Kommunalverfassung nach britischem Vorbild ein. Danach gab es einen vom Volk gewählten „Rat der Stadt“, dessen Mitglieder man als „Stadtverordnete“ bezeichnet. Der Rat wählte anfangs aus seiner Mitte den Bürgermeister als Vorsitzenden und Repräsentanten der Stadt, der ehrenamtlich tätig war. Des Weiteren wählte der Rat ab 1946 ebenfalls einen hauptamtlichen Stadtdirektor als Leiter der Stadtverwaltung. 1999 wurde die Doppelspitze in der Stadtverwaltung aufgegeben. Seither gibt es nur noch den hauptamtlichen Bürgermeister. Dieser ist Vorsitzender des Rates, Leiter der Stadtverwaltung und Repräsentant der Stadt. Er wurde 1999 erstmals direkt von den Bürgern gewählt. Erster direkt gewählter Bürgermeister wurde Rafael Hofmann (CDU).
| Bürgermeister seit 1815 - 1815–1820: Wilhelm Urbach - 1822–1830: von Nievenheim - 1830–1850: Friedrich Adolf Vinmann - 1850–1859: Karl von Strampff - 1860–1864: Gottlieb Meumann - 1864–1897: Gustav Kautz - 1898–1910: August Craemer - 1910–1915: Richard Glum - 1917–1937: Fritz Eckert (ab 1933 in der NSDAP) - 1937–1941: Friedrich Grüttgen (NSDAP) - 1943–1945: Peter Linden (NSDAP) - 1945–1946: Otto Maiweg (parteilos) - 1946: Carl Peschken (CDU) - 1946–1952: Willi Müller (SPD) - 1952–1977: Albin Neuse (SPD) - 1978–1999: Wilhelm Brunswick (SPD) - 1999–2004: Rafael Hofmann (CDU) - 2004–2014: Norbert Ballhaus (SPD) - seit 2014: Christoph Fleischhauer (CDU) | Stadtdirektoren 1946–1999 - 1946–1947: Otto Maiweg - 1947–1952: Heinrich Hilger - 1953–1965: Wilhelm zum Kolk - 1966–1973: Wilhelm Jansen - 1973–1985: Heinz Oppers 1973–1975 kommissarisch - 1985–1994: Karl Friedrich Wittrock - 1994–1999: Gerd Tendick |

### Ergebnisse der Kommunalwahlen 2020 in Moers
Die Sitze im Stadtrat verteilen sich nach dem Ergebnis der Kommunalwahl 2020 folgendermaßen auf die einzelnen Parteien:
| Partei | Stimmen | % (2020) | % (2014) | +/−    | Sitze (2020) | Sitze (2014) | +/− |
| --- | ------- | -------- | -------- | ------ | ------------ | ------------ | --- |
| CDU | 12.431  | 31,3 %   | 34,6 %   | −3,3 % | 17           | 19           | −2  |
| SPD | 11.593  | 29,2 %   | 37,7 %   | −8,5 % | 16           | 20           | −4  |
| Bündnis 90/Die Grünen | 06563   | 16,5 %   | 09,0 %   | +7,5 % | 09           | 05           | +4  |
| AfD | 02548   | 06,4 %   | 00,0 %   | +6,4 % | 03           | 0            | +3  |
| FDP | 01860   | 04,7 %   | 05,0 %   | −0,3 % | 02           | 03           | −1  |
| Die Grafschafter | 01544   | 03,9 %   | 06,8 %   | −2,9 % | 02           | 04           | −2  |
| Die PARTEI | 01302   | 03,3 %   | 00,0 %   | +3,3 % | 02           | 0            | +2  |
| Die LINKE | 01125   | 02,8 %   | 06,3 %   | −3,5 % | 02           | 03           | −1  |
| FBM | 00.733  | 01,9 %   | 00,0 %   | +1,9 % | 01           | 0            | +1  |
| UWG | 00.000  | 00,0 %   | 00,6 %   | −0,6 % | 0            | 0            | ±0  |
| Gültige Stimmen | 39.699  |          |          |        |              |              |     |
| Ungültige Stimmen | 00.710  |          |          |        |              |              |     |
| Stimmen Insgesamt | 40.409  |          |          |        | 54           | 54           | ±0  |
| Wahlberechtigte Insgesamt | 80.950  | 49,9 %   | 47,8 %   | +2,1 % |              |              |     |
| Ratswahl 13.09.2020 MoersWahlbeteiligung von 49,9 % 403020100 31,3 %29,2 %16,5 %6,4 %4,7 %3,9 %3,3 %2,8 %1,9 %n. k. % CDUSPDGrüneAfDFDPDie GrafschafterPARTEILinkeFBMiUWGjGewinne und Verlusteim Vergleich zu 2014 %p 8 6 4 2 0 −2 −4 −6 −8−10−3,3 %p−8,5 %p+7,5 %p+6,4 %p−0,3 %p−2,9 %p+3,3 %p−3,5 %p+1,9 %p−0,6 %pCDUSPDGrüneAfDFDPDie GrafschafterPARTEILinkeFBMUWGAnmerkungen:i Freie Bürgerliste Moersj Unabhängige Wählergemeinschaft |         |          |          |        |              |              |     |
| Sitzverteilung Ratswahl 13.09.2020 MoersInsgesamt 54 Sitze - Linke: 2 - SPD: 16 - PARTEI: 2 - Grüne: 9 - CDU: 17 - FDP: 2 - AfD: 3 - Sonst.: 3 Sonstige: (3 Sitze) > „Die Grafschafter“ = 2 Sitze > „FBM“ = 1 Sitz |         |          |          |        |              |              |     |

| Partei | Kandidat                  | Stimmen | % (2020) |
| --- | ------------------------- | ------- | -------- |
| CDU | Christoph Fleischhauer    | 15.313  | 38,4 %   |
| SPD | Ibrahim Yetim             | 12.208  | 30,6 %   |
| Bündnis 90/Die Grünen | Diana Finkele             | 04.534  | 11,4 %   |
| | Torsten Gerlach           | 04.350  | 10,9 %   |
| Die Grafschafter | Claus Peter Küster        | 01.518  | 03,8 %   |
| FDP | Dino Wilhelm Maas         | 01.238  | 03,1 %   |
| | Markus Helmich            | 00.706  | 01,8 %   |
| Gültige Stimmen | Gültige Stimmen           | 39.867  |          |
| Ungültige Stimmen | Ungültige Stimmen         | 00.553  |          |
| Stimmen Insgesamt | Stimmen Insgesamt         | 40.420  |          |
| Wahlberechtigte Insgesamt | Wahlberechtigte Insgesamt | 80.950  | 49,9 %   |
| Bürgermeisterwahl 13.09.2020 MoersWahlbeteiligung von 49,9 % 403020100 38,4 %30,6 %11,4 %10,9 %3,8 %3,1 %1,8 % CDUaSPDbGrünecSonst.dDie GrafschaftereFDPfSonst.gAnmerkungen:a Christoph Fleischhauerb Ibrahim Yetimc Diana Finkeled Torsten Gerlache Claus Peter Küsterf Dino Wilhelm Maasg Markus Helmich |                           |         |          |

| Partei | Kandidat                  | Stimmen | % (2020) |
| --- | ------------------------- | ------- | -------- |
| CDU | Christoph Fleischhauer    | 17.457  | 57,9 %   |
| SPD | Ibrahim Yetim             | 12.679  | 42,1 %   |
| Gültige Stimmen | Gültige Stimmen           | 30.136  |          |
| Ungültige Stimmen | Ungültige Stimmen         | 00.214  |          |
| Stimmen Insgesamt | Stimmen Insgesamt         | 30.350  |          |
| Wahlberechtigte Insgesamt | Wahlberechtigte Insgesamt | 80.906  | 37,5 %   |
| Bürgermeisterstichwahl 27.09.2020 MoersWahlbeteiligung von 37,5 % 6050403020100 57,9 %42,1 % CDUaSPDbAnmerkungen:a Christoph Fleischhauerb Ibrahim Yetim |                           |         |          |

Basierend auf den oben genannten Wahlergebnissen kam es zu Beginn der 17. Ratsperiode (2020–2025) zu abweichenden und unerwarteten Fraktionsgründungen. Je ein Ratsmitglied der Freien Demokratischen Partei sowie der Freien Bürgerliste Moers gründeten gemeinsam die Fraktion „Offene Bürgerliste Moers“. Wenig später änderte die Fraktion ihren Namen in „Für Moers“. Da eine Fraktion gemäß Geschäftsordnung des Rates aus mindestens zwei Ratsmitgliedern bestehen muss, kam es folglich nicht zur Gründung einer FDP-Fraktion.
Zum Start der Ratsperiode schlossen die Fraktionen SPD, Bündnis 90/Die Grünen, „Die FRAKTION“, „Die Grafschafter“ sowie die „DIE LINKE.LISTE“ eine Kooperationsvereinbarung (insgesamt 31 von 54 Ratsmandaten), um mehrheitlich Entscheidungen zu treffen und einen reibungslosen Politikbetrieb gewährleisten zu können.
Im weiteren Verlauf der Ratsperiode verlor die AfD-Fraktion ein Ratsmitglied aufgrund von Austritt. Außerdem wandten sich rund 15 Monate nach der Kommunalwahl drei Mitglieder von der CDU-Fraktion ab und gründeten mit dem Einzelratsmitglied, das für die FDP in den Rat gewählt wurde, die Fraktion „Liberale Union“. In dieser Folge ist nunmehr die SPD-Fraktion stärkste Fraktion im Rat.
Im Winter 2022/2023 löste sich die Fraktion „DIE LINKE.LISTE“ auf. Wenig später verließen die Fraktionen „Die Grafschafter“ und „Die Fraktion“ die Kooperation. Im Ergebnis löste sich die Kooperation vollständig auf, sodass es nunmehr im Rat der Stadt Moers keine stabilen Mehrheiten mehr gibt.
Der Stadtrat setzt sich nach den oben genannten Veränderungen gegenwärtig wie folgt zusammen:
| Fraktion                                    | Sitze |
| ------------------------------------------- | ----- |
| Sozialdemokratische Partei Deutschlands     | 16    |
| Christlich Demokratische Union Deutschlands | 14    |
| Bündnis 90/Die Grünen                       | 09    |
| Liberale Union                              | 04    |
| Alternative für Deutschland                 | 03    |
| Die Grafschafter                            | 02    |
| Die PARTEI                                  | 02    |
| fraktionslos                                | 03    |

### Haushalt
Die Stadt Moers hat im Jahr 2009 einen Haushalt mit Gesamtaufwendungen in Höhe von 232 Millionen Euro. Bei Erträgen von 222 Millionen Euro entsteht ein Defizit in Höhe von 10,0 Millionen Euro, das durch Verringerung der Ausgleichsrücklage aufgefangen wird. Die Einrichtungen, die den Haushalt netto am stärksten in Anspruch nehmen, sind Schulen (19 Mio. €), Kindergärten und Spielplätze (10) und die Straßenunterhaltung (7). Es folgen Feuerwehr (5), Kinder- und Jugendarbeit (3) sowie Park- und Gartenanlagen (3). Zinsen belasten den Haushalt mit 15 Mio. Euro. In den Bereichen Stadtentwässerung und Friedhöfe erwartet die Stadt positive Beiträge zum Haushalt.
Laut Spiegel beliefen sich die Schulden der Stadt Moers auf 491 Millionen Euro zum 31. Dezember 2010. Dies ist u. a. auf größere Investitionen in den vergangenen Jahren zurückzuführen, so bspw. Neubau von Bildungszentrum und Rathaus i.H.v. 60 Millionen Euro. Zum Jahresende 2012 sind die Schulden bereits auf 590 Millionen Euro gestiegen.

### Wappen, Banner, Siegel und Logo
Der Stadt Moers ist mit Urkunde des Regierungspräsidenten von Düsseldorf vom 30. Oktober 1975 das Recht zur Führung eines Wappens, eines Siegels und eines Banners verliehen worden, bzw. wurde das Recht hierzu erneuert. Die Stadt führt zudem ein Logo. Das "Wappen für alle" wurde von der Stadt Moers geschaffen, damit eine private Verwendung ohne behördliche Genehmigung ermöglicht werden kann. Die Verwendung der amtlichen Wappen ist grundsätzlich nicht mehr gestattet und ausschließlich der Stadt Moers vorbehalten.

Wappen (ab 2011)
Wappen (bis 2011)
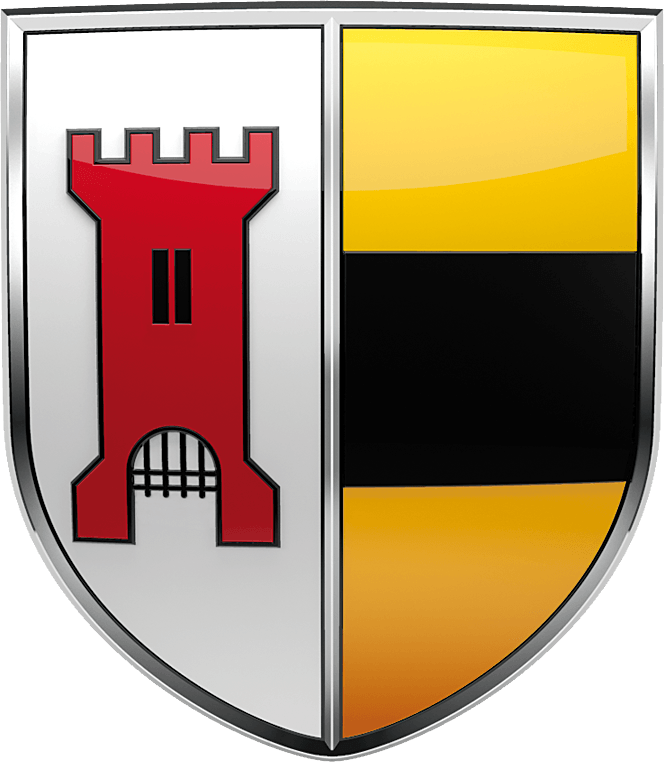
Wappen für alle
Wappen der ehem. Gemeinde Kapellen
Wappen der ehem. Gemeinde Rheinkamp
Siegel
Banner
Logo

Wappen Blasonierung: „Gespalten von Silber (Weiß) und Gold (Gelb), vorne ein roter Zinnenturm mit offenem schwarzen Fallgatter, hinten ein schwarzer Balken.“
Es handelt sich um das alte Wappen der früheren Stadt Moers vor der Gebietsreform. Der Turm steht für die Burg, aus der sich das heutige Schloss entwickelte und die somit die ehemalige Residenzstadt der Grafschaft Moers symbolisiert. Der goldene Schild mit dem schwarzen Balken war das Zeichen der Herren von Moers, die sich ab ca. 1250 bis 1300 Grafen von Moers nannten. Dieses Wappen erscheint schon in den ältesten bekannten Stadt- und Schöffensiegeln von Moers als kleines Schildchen hinter dem Zinnenturm, dem Zeichen für die befestigte Stadt. Seit etwa 1500 wird das Stadtwappen in der heutigen Darstellung geführt. 1893 mussten alle Städte aufgrund eines Erlasses zeitweise eine Mauerkrone auf das Wappen setzen, weshalb auch Moers für einige Jahre eine Mauerkrone auf dem Wappen hatte.
Banner: „Das Banner der Stadt Moers hat senkrecht längs gestreift je eine schwarze und eine gelbe Hälfte und zeigt in der Mitte der oberen Hälfte das Stadtwappen.“
Siegel: Das Dienstsiegel der Stadt Moers gleicht in Form und Größe dem der Hauptsatzung beigefügten Siegel. „Umschrift oben: “STADT” – Umschrift unten: “MOERS” – Siegelbild: Gespalten, vorne ein schwarzer Zinnenturm mit offenem schwarzen Fallgatter, hinten ein schwarzer Balken.“

### Städtepartnerschaften
Die Stadt Moers unterhält sieben Städtepartnerschaften, die aus sehr unterschiedlichen Gründen zumeist auf Initiative aus der Bürgerschaft entstanden sind.
- Ausgangspunkt der ersten Partnerschaft mit Maisons-Alfort, Frankreich , war eine Klassenfahrt des Adolfinum im Jahr 1959 unter der Leitung von Karl Rendenbach. Dieser hatte im Jahr zuvor eine Gruppe junger französischer Christen aus dem Stadtteil Alfort auf einem internationalen Treffen von Pax Christi in Kamp-Lintfort kennen gelernt. Der erste Gegenbesuch aus Frankreich erfolgte 1961, worauf wiederum Rendenbach 1962 eine Gruppe des von ihm begründeten Moerser Jugend-Filmclubs nach Frankreich führte. Die Bürgermeister trafen sich erstmals 1964 in Frankreich. Mittlerweile waren Sportvereine in die Begegnungen eingebunden. Am 10. April 1964 wurde schließlich die Urkunde der Partnerschaft in Maisons-Alfort unterzeichnet.
- Die Anbahnung mit der zweiten französischen Partnerschaft in Bapaume  erfolgte durch die damals noch selbständige Gemeinde Kapellen. Die Initiative ging von Bapaume aus, als 1973 ein Gewerkschaftssekretär, der Gewerbelehrer Guy Pollet, an einer Tagung in Moers teilnahm. Weil man den Austausch noch vor der kommunalen Neuordnung (1975) unter Dach und Fach bekommen wollte, wurden die Beschlüsse in den Gemeinderäten zügig gefasst und die Partnerschaftsurkunden am 25. November 1974 unterzeichnet. Der erste Austausch für 15 Jugendliche erfolgte erst zum Jahreswechsel 1975/76. Den französischen Gegenbesuch bestritt ein Blasorchester mit 168 Teilnehmern.
- Weil die Stadtverwaltung für die Schüler der Hauptschulen, an denen nur Englisch unterrichtet wurde, eine Austauschmöglichkeit schaffen wollte, strebte man eine Partnerschaft mit einer Stadt in Großbritannien an. Ein ähnliches Interesse bestand in Knowsley, Vereinigtes Königreich , wo man über die britische Botschaft in Bonn von dem deutschen Interesse erfuhr und den Kontakt aufnahm. Treiber der Partnerschaft war auf deutscher Seite der für Schulangelegenheiten zuständige Beigeordnete Greschus. Die Urkunde für die Partnerschaft trägt das Datum vom 26. April 1980. In die Austausche sind alle Schultypen bis zur Sonderschule einbezogen.
- Die Partnerschaft mit Ramla, Israel , hatte ihren ersten Impuls im Besuch des Religionslehrers Heinz Walther von den Kaufmännischen Berufsschulen Moers (Mercator Kolleg) im SOS-Kinderdorf in Bethlehem im Jahr 1974. Hierdurch angeregt übernahm die Schule eine Patenschaft und veranstaltet seitdem jährlich zum 1. Advent einen Basar, der die ganze Schulgemeinschaft einband und erhebliche Spenden einbrachte. Hieraus entstand die Idee, Klassenfahrten nach Israel durchzuführen. Bei mehreren wechselseitigen Besuchen wurde der Moerser Bürgermeister Wilhelm Brunswick eingeladen, der 1985 erstmals nach Ramla kam. Ramla, Partnerstadt seit dem 4. Juni 1984, bietet nicht nur Anstoß, sich mit der deutschen Geschichte auseinanderzusetzen, sondern regt zur Beschäftigung mit dem Nahostkonflikt an. Zumal auf israelischer Seite sowohl jüdische als auch muslimische Bürger am Austausch beteiligt sind.
- Eher ungeplant entstand der Kontakt zu La Trinidad, Nicaragua , als Folge der Gründung eines Nicaragua-Arbeitskreises-Moers im Jahr 1984 in den Räumen des CVJM, an der 19 Initiativgruppen beteiligt waren, die sich gegen die Bedrohung des Landes durch den Contra-Krieg wandten. Man sammelte Spenden und brachte sie nach Nicaragua. 1985/86 erhielt die deutsche Delegation Kontakt zu einer deutschen Ärztin in La Trinidad. Der Kontakt wurde zunächst durch die Initiative aufrechterhalten. Die Stadt Moers reagierte erst auf eine Unterschriftenaktion angeführt durch den Pfarrer Erich Vowe, Altbürgermeister Albin Neuse und den Intendanten des kleinen Moerser Stadttheaters Holk Freytag. Schließlich wurde die Partnerschaft am 15. September 1989 besiegelt. Der Austausch findet aufgrund der Entfernung nur mit kleinen Delegationen statt, aber in der Entwicklungszusammenarbeit sind in Moers einige Initiativen entstanden, die zu weiteren persönlichen Bezügen und einem kontinuierlichen Engagement geführt haben.
- Die Partnerschaft mit Seelow, Brandenburg , ist zwar dem Datum des Partnerschaftsvertrages vom 28. Februar 1990 nach die jüngste, von den persönlichen Beziehungen her die älteste. Bereits 1949 wurde auf Initiative der Evangelischen Kirche eine Partnerschaft zwischen den Kirchenkreisen hergestellt, die auf Gemeindeebene ausgefüllt und nach dem Mauerbau aktiv auf beiden Seiten ausgefüllt wurde. Hieran beteiligt waren unter anderem Jürgen Schmude und Nikolaus Schneider. Nach dem Fall der Mauer wurde diese Beziehung auf der Ebene der Städte und verschiedener Vereine weiter ausgebaut.[54]
- Seit August 2019 besteht eine weitere Partnerschaft mit der Gemeinde Sant’Anna di Stazzema in Italien. Ihr geht es vor allem darum, mahnend an Gräueltaten deutscher Soldaten während des Zweiten Weltkriegs zu erinnern.[55]

Die Bedeutung der Städtepartnerschaften für Offenheit und Völkerverständigung ist nicht nur in den Kontakten nach Ramla und La Trinidad groß. Die Bereitschaft, alte Wunden zu überwinden, zeigt sich in besonderem Maß bei den beiden französischen Bürgermeistern, die bei Abschluss der Partnerschaften jeweils im Amt waren. Maurice Hévette aus Maisons-Alfort hatte im Krieg einen Arm verloren und der Vater von Henri Guidet, nach dem 1986 das Stadtteilzentrum in Kapellen benannt wurde, war in einem deutschen Konzentrationslager umgekommen.

## Kultur und Sehenswürdigkeiten

### Theater, Musik und Museen

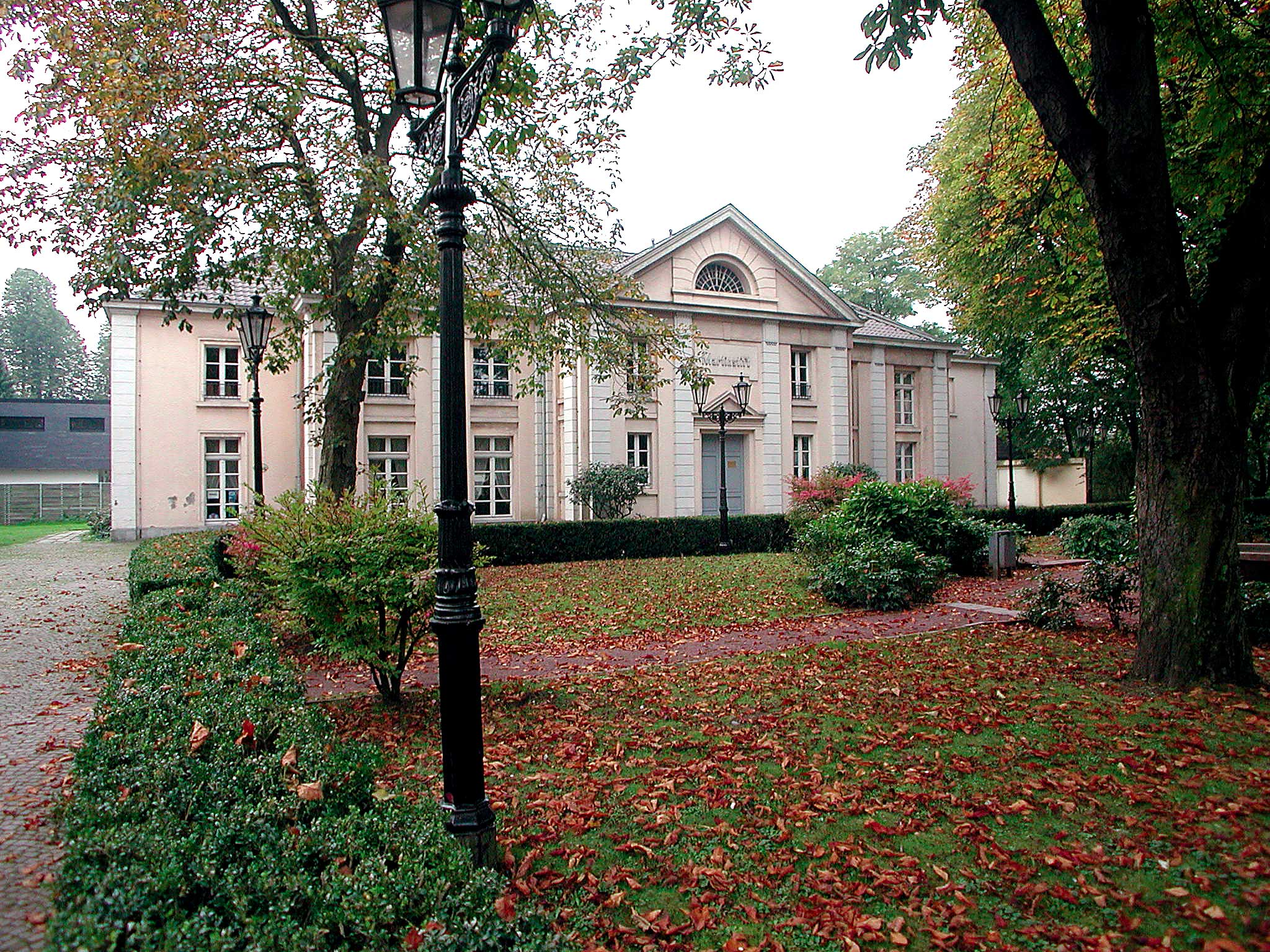
Im ehemaligen Martinstift befindet sich die Moerser Musikschule

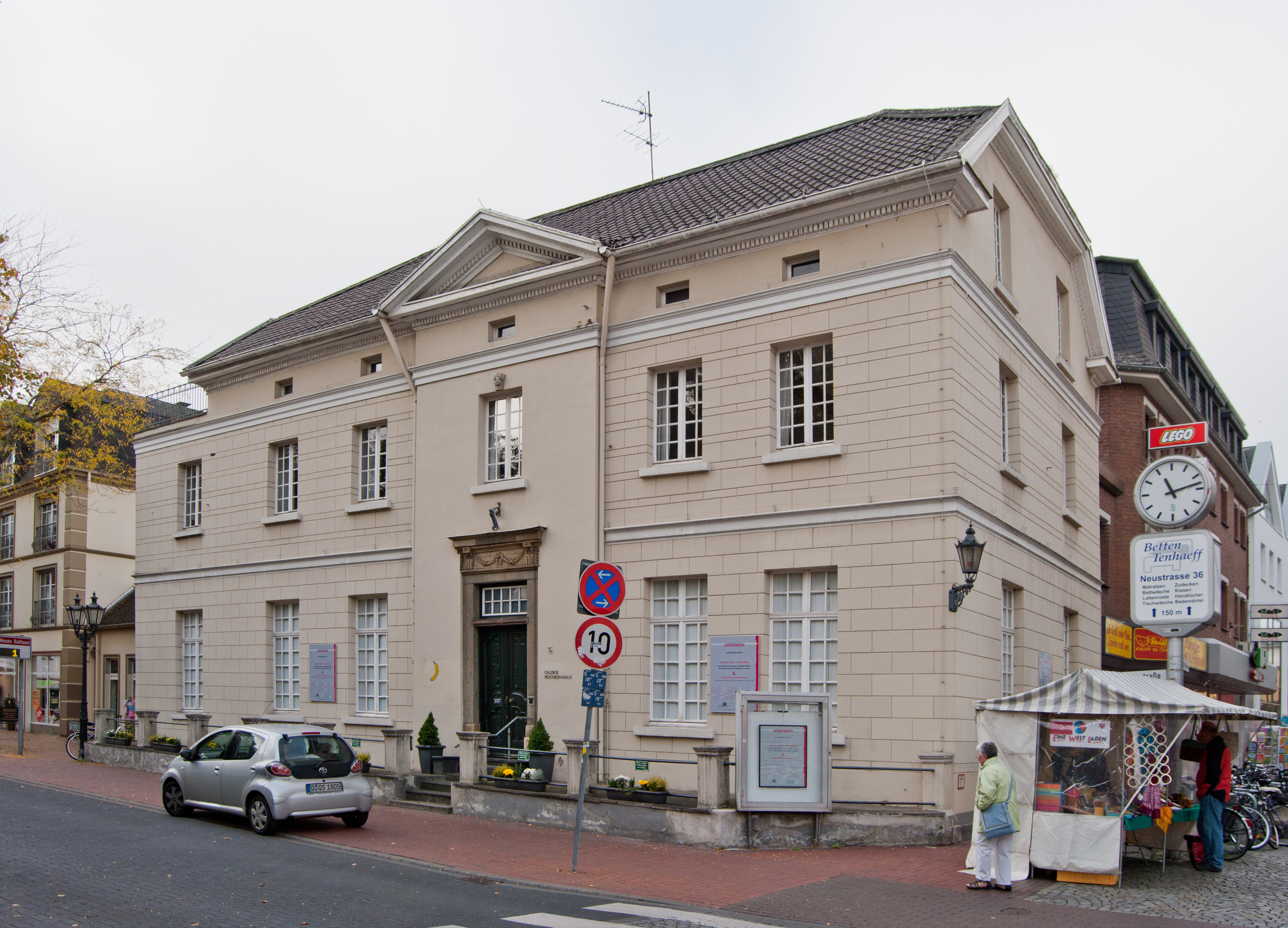
Galerie Peschkenhaus (altes Bürgerhaus)

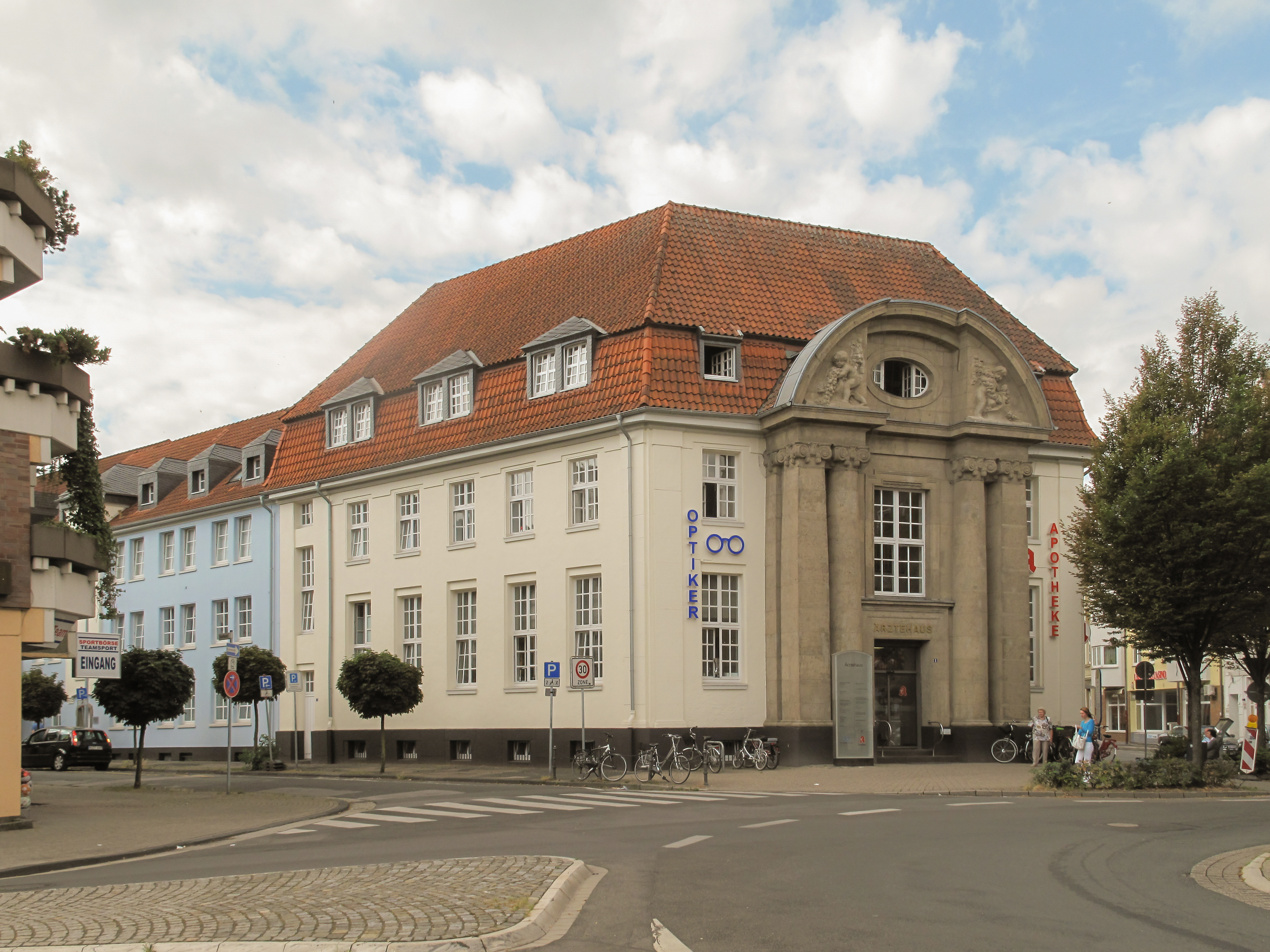
Ärztehaus (ehemaliges Gesundheitsamt und ursprüngliches Sparkassengebäude)

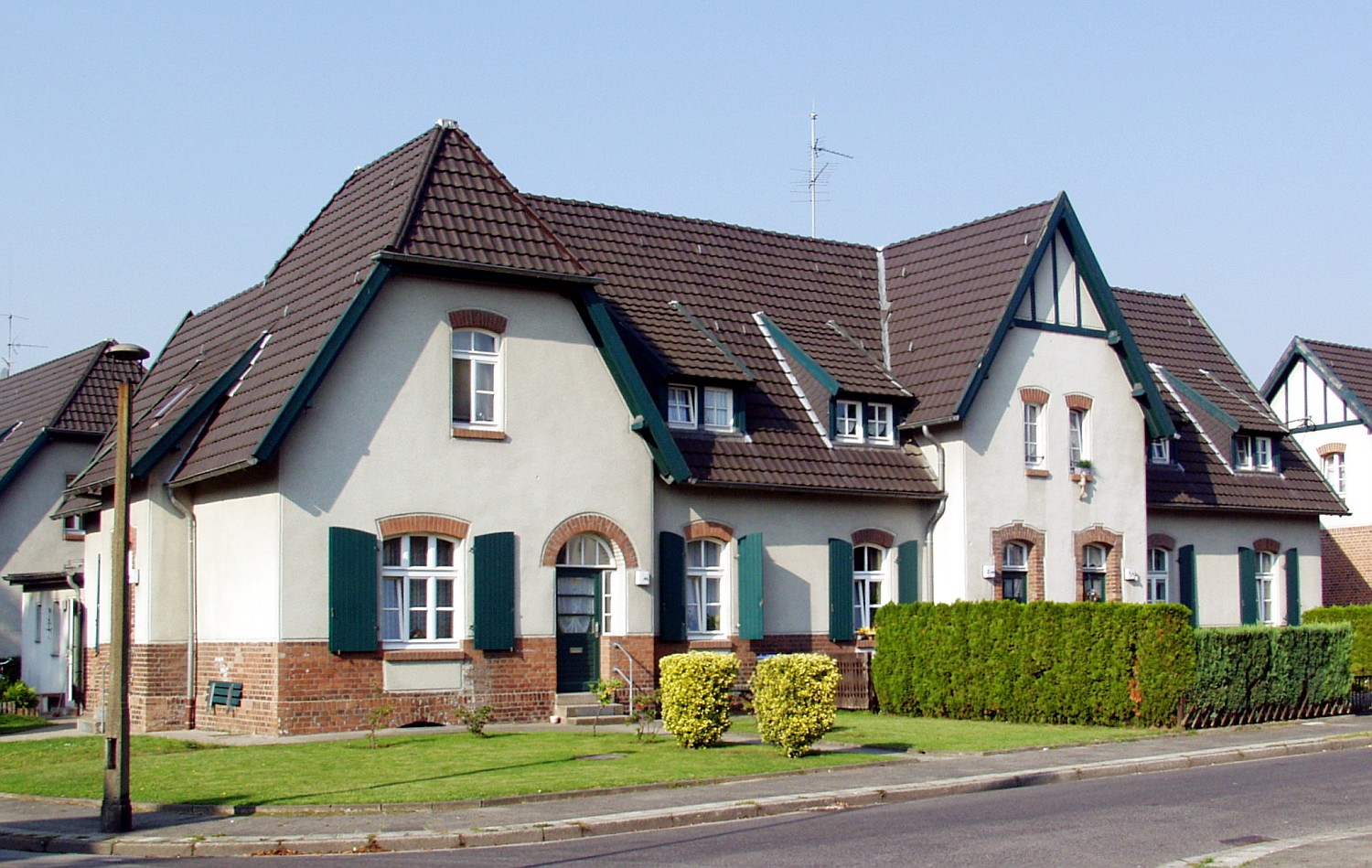
Bergarbeitersiedlung Meerbeck

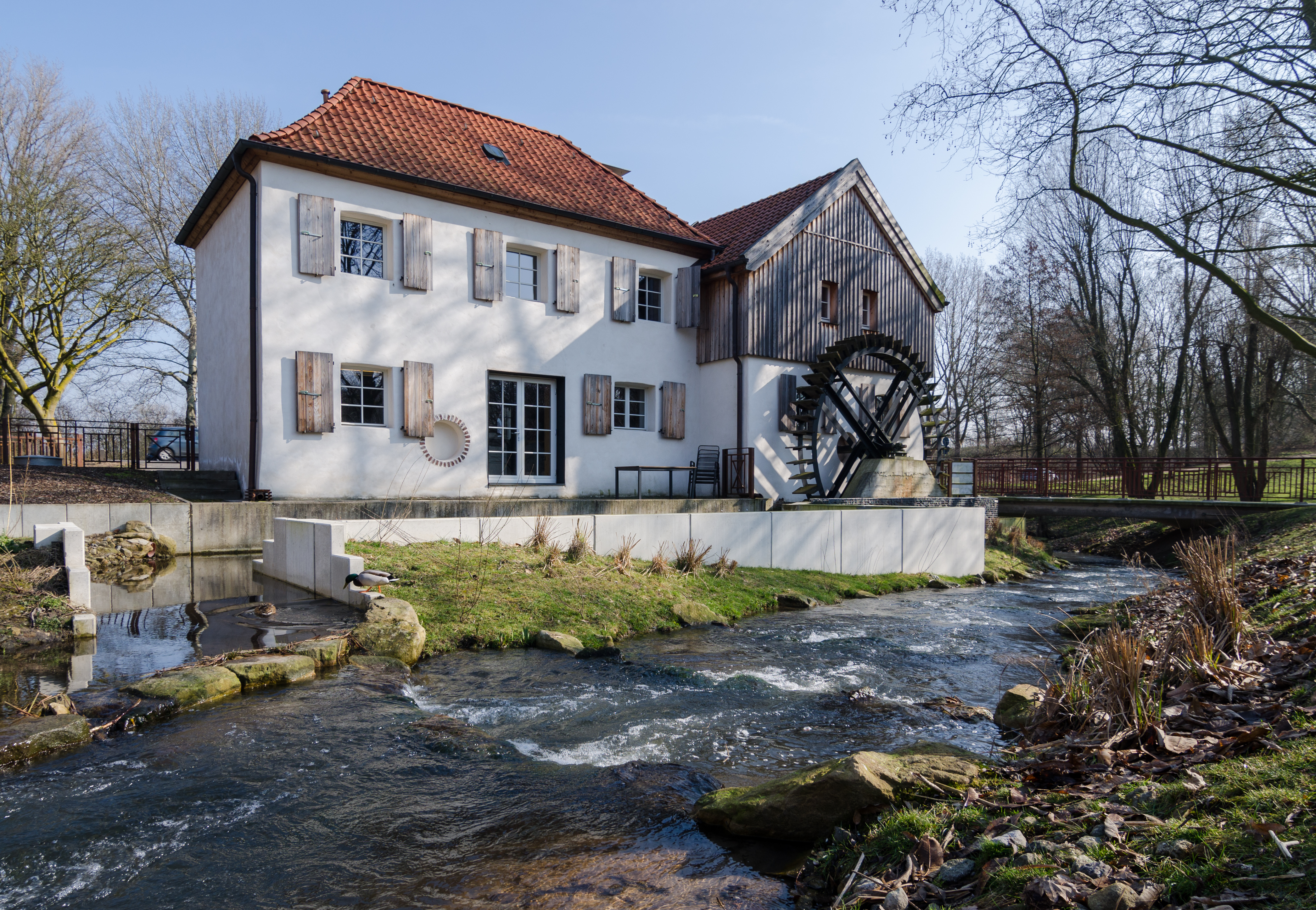
Die Aumühle am Moersbach

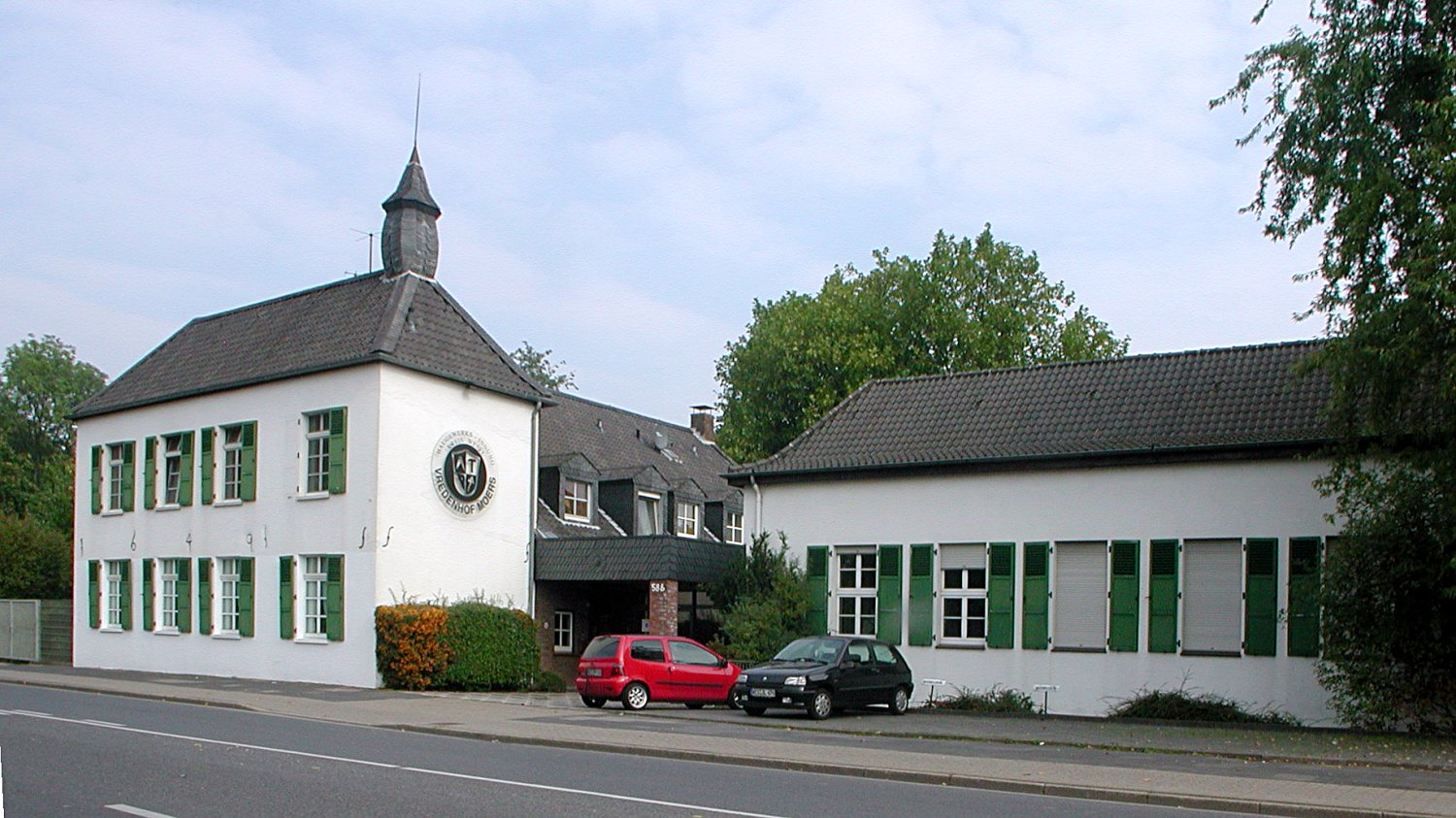
Der Vredenhof, ein historischer Bauernhof im klassischen Baustil des Niederrheins

- Das Schlosstheater Moers, das Theater im Moerser Schloss, zählt zu den kleinsten städtischen Bühnen in Deutschland. Durch moderne Inszenierungen hat es sich überregional einen guten Ruf erworben.
- Das 1967 gegründete Niederrheinische Kammerorchester Moers bietet Konzerte, unter anderem im Schlosshof („Schlosshofserenade“) sowie im Konzertsaal der Musikschule.
- Das 1908 gegründete Grafschafter Museum für Geschichte und Volkskunst befindet sich ebenfalls im Schloss. Neben einer dauerhaften Ausstellung zur Heimatgeschichte verfügt das Museum über eine große Sammlung von Puppenstuben. Darüber hinaus finden regelmäßig Wechselausstellungen statt.
- Die seit 1968 bestehende Moerser Musikschule unterrichtet rund 1800 Schüler vom Vorschul- bis zum Rentenalter. Im ehemaligen Martinstift veranstalten die Moerser Musikschule und andere Künstler Konzerte.
- Die von 1972 bis 2002 von der Stadt betriebene Städtische Galerie im Peschkenhaus sollte aus Kostengründen nicht mehr weitergeführt werden. Daraufhin bildete sich eine private Initiative, die eine Bürgeraktiengesellschaft begründete. Durch diese wurde das Gebäude erworben und die Galerie Peschkenhaus wird nun auf privater Basis fortgeführt. Gezeigt wird insbesondere zeitgenössische Kunst aus der Region.
- TIM, das seit 1979 bestehende Moerser Kinder- und Jugendtheater, beruht auf privater Initiative. Es hat eine feste Spielstätte in der Geschwister-Scholl-Gesamtschule.
- Die Rheinische Bergbauroute als Teil der Route der Industriekultur führt durch Moers mit den Stationen Schachtanlage Pattberg, Halde Pattberg, Schachtanlage Rheinpreußen 4, Schachtanlage Rheinpreußen 5/9, Eurotec Technologiepark, Halde Rheinpreußen und Kolonie Meerbeck.
- Das Moers Festival ist ein internationales Musikfestival, das jährlich in der Festivalhalle Solimare stattfindet und einen Schwerpunkt auf Jazz-Musik hat.

### Bauwerke
- Das Moerser Schloss ist das Wahrzeichen der Stadt. Vor dem Schloss steht das Denkmal für Kurfürstin Luise Henriette von Brandenburg, das 1904 geschaffen wurde.
- Die von der ehemaligen Festung Moers übriggebliebene äußere Wallanlage zieht sich noch um die gesamte Innenstadt und begrenzt den Schlosspark, der der Stadt als zentraler Erholungsraum dient.
- Die Evangelische Stadtkirche wurde 1448 von Karmelitern als Klosterkirche errichtet. Der neu angebaute Turm stammt aus dem Jahre 1890.
- Die Katholische Kirche St. Josef wurde 1871 in neugotischen Stil erbaut. Im Chor befindet sich eine barocke Figurengruppe zu Mariä Heimsuchung. Gegenüber befindet sich die erste katholische Kirche der Stadt aus dem Jahre 1778.
- Das erst 1952 errichtete Alte Rathaus soll mit seinem Turm an das Mattorn, das letzte, 1907 abgerissene Stadttor erinnern.
- Das „Neue Rathaus“, am Stadtpark gelegen, wird im Volksmund oft wegen seiner Fassade als Glaspalast bezeichnet und war ursprünglich Sitz der Kreisverwaltung des ehemaligen Kreises Moers. Die Stadt Moers hat ein neues Rathaus mit benachbartem Kultur- und Bildungszentrum (Kubiz) auf Basis eines Public-Private-Partnership-(PPP-)Vertrags in Auftrag gegeben und eine Firma beauftragt den Bau zu finanzieren, zu bauen und anschließend 23 Jahre lang zu betreiben. Das Vertragsvolumen beläuft sich auf zirka 150 Mio. Euro. (Neueröffnung 23. März 2012). Die Baumaßnahmen umfassten den Neubau des Rathauses, die Sanierung des bestehenden denkmalgeschützten Rathausgebäudes sowie den Neubau eines Kultur- und Bildungszentrums inklusive Bibliothek, Volkshochschule und Stadtarchiv.
- Das Ende des 15. Jahrhunderts errichtete Peschkenhaus, am Neumarkt gegenüber der Stadtkirche gelegen, erhielt um 1800 seine klassizistische Fassade.
- Das 1898 im Stil der deutschen Renaissance gebaute Kreisständehaus, das später als Landratsamt genutzt wurde und danach bis Anfang der 2010er Jahre Sitz der Volkshochschule war.
- Das Amtsgericht wurde in den Jahren 1911–1913 in den ehemaligen Gärten der evangelischen Kirchengemeinde errichtet.
- Der Schacht IV der Zeche Rheinpreußen wurde nach Stilllegung der Anlage 1990 saniert. Heute befindet sich dort ein Bergbaumuseum.
- Die Kolonie Meerbeck, eine um 1910 errichtete Bergarbeitersiedlung für 10.000 Menschen, wurde in den 1980er Jahren saniert und ist inzwischen ein gesuchtes Wohngebiet. Besonders attraktiv ist ein Spaziergang durch die von Japankirschen umsäumten Straßen zur Baumblüte im Mai.
- Schloss Lauersfort in Holderberg, eine ursprünglich zum Kloster Werden gehörende Wasserburg aus dem 15. Jahrhundert, sowie der Peterhof aus dem 19. Jahrhundert werden noch privat genutzt.
- Die Evangelische Kirche Kapellen entstand 1561 bei Einführung der Reformation durch Ausbau der ursprünglichen Ludgeri-Kapelle. Der gotische Chor stammt aus dem 15. Jahrhundert.
- Die Evangelische Kirche Repelen, die älteste Kirche im Moerser Raum, geht auf das Jahr 700 zurück; die heutige Kirche stammt jedoch in Teilen einer romanischen Basilika aus dem 12. Jahrhundert mit gotischem Chor aus dem 14. Jahrhundert.
- Das Haus „Rösgen“ aus dem Jahr 1677 dient als Gaststätte.
- Das auf dem Gut Fild ab 1841 errichtete Martinstift (Sitz der Moerser Musikschule) ist ein Ensemble von drei Gebäuden im klassizistischen Stil.
- Die Aumühle, eine bereits 1600 urkundlich erwähnte Wassermühle am Rande des Freizeitparks
- Den Vredenhof, ein ehemaliger Bauernhof errichtet im klassischen niederrheinischen Baustil, dient als Ausbildungsstätte für das Bauhandwerk.
- 163 Meter hoher Fernmeldeturm („Moersi“) vom Typ FMT 13 (höchstes Bauwerk in Moers)

### Stadtmarketing
Im Jahr 2009 hat die Stadtmarketinggesellschaft der Stadt Moers, die MoersMarketing GmbH, die Arbeit aufgenommen. Hauptaufgabe der Gesellschaft sind Veranstaltungsmanagement, Betreiben der Bürger- und Touristeninformation und Vermarktung der touristischen Angebote der Stadt Moers. Die städtische Gesellschaft betreibt das Moerser Stadtportal.

## Verkehr

### Bahn

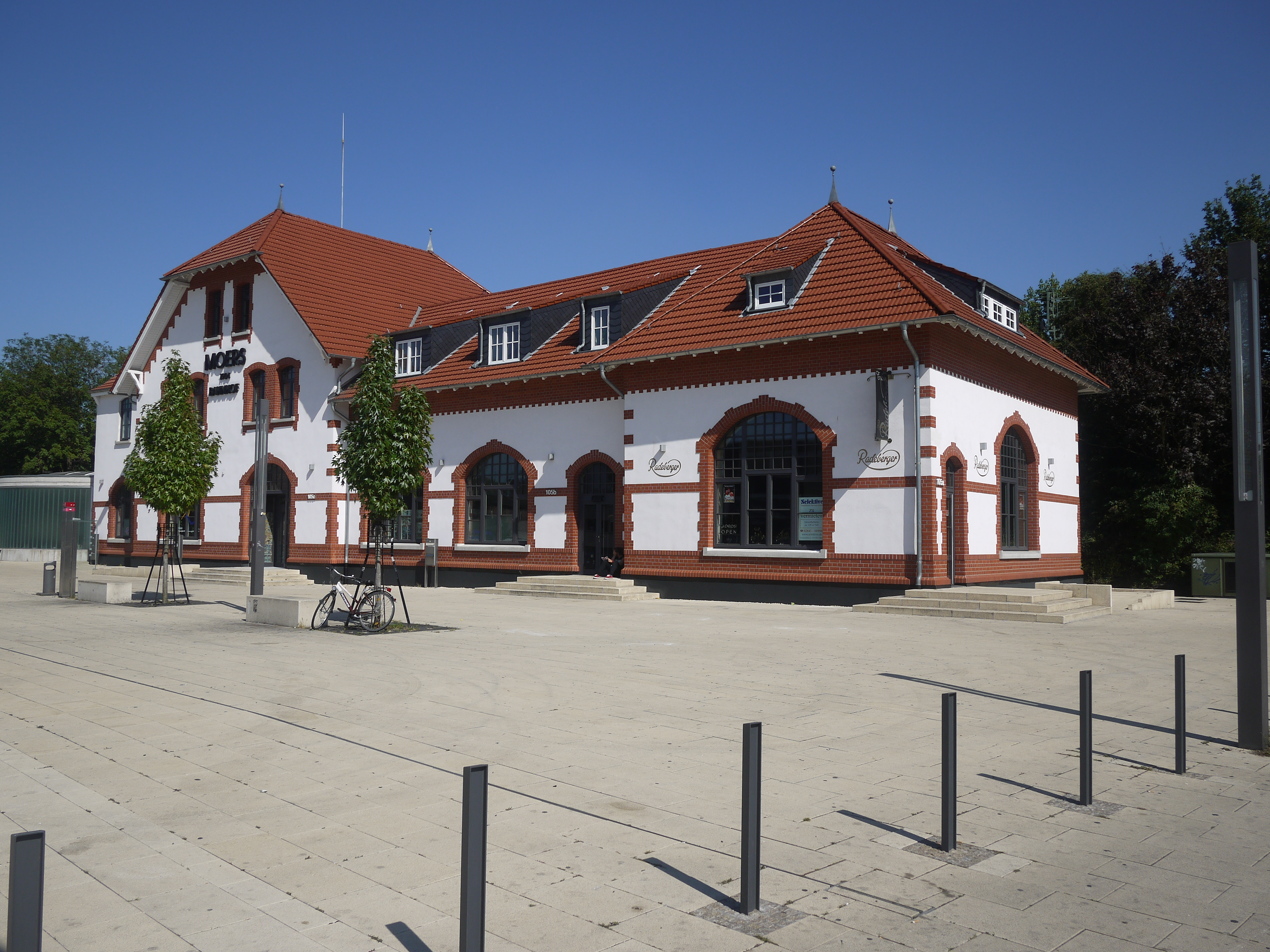
Bahnhof Moers mit Vorplatz (2012)

Der Bahnhof Moers liegt ungefähr 1 km in östlicher Richtung vom Stadtzentrum entfernt an der Niederrheinstrecke, auf der die Regionalbahn „Der Niederrheiner“ (RB 31) Xanten–Moers–Duisburg verkehrt. Zusätzlich fährt seit Februar 2020 an Wochentagen ab Moers der Regional-Express RE 44 „Fossa-Emscher-Express“, der im Stundentakt über Duisburg und Oberhausen nach Bottrop verkehrt. Durchgeführt wird der Schienenpersonennahverkehr von der RheinRuhrBahn (TDRR), die Dieseltriebwagen vom Typ LINT 41 in Einzel- und Doppeltraktion einsetzt.
Unterhalb des Moerser Bahnhofs beginnen die Strecken der ehemaligen Moerser Kreisbahn, die sich im Besitz der NIAG befinden. Auf der Strecke zum Rheinhafen Orsoy, die weiter bis Rheinberg führt, verkehren täglich mehrere Güterzüge vor allem mit Kohle und Erz. Von Mai bis Oktober werden auf dieser Strecke Sonderfahrten mit Schienenbussen angeboten.
Auf der Strecke zwischen Moers und Neukirchen-Vluyn, die ursprünglich bis Hoerstgen-Sevelen reichte, wurden nach der im Jahre 2001 erfolgten Schließung des Bergwerks Niederberg in Neukirchen-Vluyn 2007 und 2008 sporadisch Personenfahrten bis nach Vluyn durchgeführt. Der Abschnitt Moers–Vluyn wurde im April 2008 für den Güterverkehr offiziell reaktiviert.

### Bus
Der Straßenpersonennahverkehr wird hauptsächlich von der NIAG durchgeführt und umfasst den Raum Moers mit den Nachbarstädten Rheinberg, Kamp-Lintfort, Neukirchen-Vluyn sowie die westlich des Rheins gelegenen Stadtteile von Duisburg (Baerl, Homberg und Rheinhausen). Der Städteschnellbus SB 30 verbindet die Städte Geldern, Kamp-Lintfort, Moers und Duisburg miteinander. Die seit Dezember 2010 eingerichtete Schnellbuslinie SB 80 verkehrt von Moers, Königlicher Hof bis Krefeld-Uerdingen, Am Röttgen über Uerdingen, Bahnhof. Sie ersetzt die bisherige Linie 831 der Rheinbahn, die nur noch von Meerbusch bis Krefeld-Uerdingen verkehrt. Durch die Linie 052 der SWK wird Moers an Krefeld angebunden. Eine Verbindung in die Niederlande besteht mit der NIAG-Linie 929, die montags bis freitags dreimal täglich, samstags zweimal über ihren Endpunkt in Neukirchen-Vluyn bis nach Venlo verlängert wird.
Für den gesamten Öffentlichen Personennahverkehr (ÖPNV) gilt der Tarif des Verkehrsverbundes Rhein-Ruhr und tarifraumüberschreitend der NRW-Tarif.
Bis 1968 bediente der Oberleitungsbus Moers die Stadt und ihr Umland, dieser ersetzte das bis Mitte der 1950er Jahre bestehende Straßenbahnnetz der Region. Als einzige Straßenbahnlinie überlebte bis 1963 die von Krefeld kommende Linie 12.

### Straßen
Moers ist durch die Bundesautobahnen 40 (E 34), 42 und 57 (E 31) an das Fernstraßennetz angebunden. Die Stadt liegt an der deutsch-niederländischen Ferienstraße Oranier-Route. Früher verlief auch die Bundesstraße 57 durch Moers.

### Fahrrad
Das Radwegenetz der Stadt umfasst etwa 140 Kilometer. Moers möchte eine „fahrradfreundliche Stadt“ in Nordrhein-Westfalen werden und stellte deshalb 2008 – wie von der Arbeitsgemeinschaft fahrradfreundlicher Städte, Gemeinden und Kreise in Nordrhein-Westfalen (AGFS) gefordert – einen Fahrradbeauftragten ein. Die Moerser Innenstadt ist für Fahrradfahrer teilweise schlecht erschlossen, sodass es an einigen Engpässen zu Gefährdungen für Radfahrer kommt. Die umliegenden Stadtteile sind hingegen zumeist gut mit Radwegen an das Zentrum angebunden. Es gibt in Moers eine Reihe landschaftlich attraktiver Radwege, so den Grafschafter Rad- und Wanderweg auf der Trasse der ehemaligen Kreisbahn Moers-Krefeld sowie den Wanderweg entlang des Moersbachs, der von Schwafheim bis Repelen reicht. Auf Moerser Stadtgebiet befinden sich Streckenabschnitte der NiederRheinroute und des Niederrheinweges.

## Wirtschaft
Bis Ende des 18. Jahrhunderts waren noch viele Bewohner von Moers in der Landwirtschaft als Viehzüchter tätig oder bauten Gemüse und Getreide in den Feldern vor der Stadt an. Neben diversem Verwaltungspersonal war ein weiterer Anteil der Bewohner in der Stadt Moers als Handwerker tätig. Diese produzierten fast nur für den lokalen Bedarf. Die Handwerker waren in Zünften organisiert. Der älteste in Moers nachweisbare „Amts- oder Gildebrief“ stammt von 1453 und betrifft die Schuhmacher. Nachweisbare Zünfte um 1750 waren: Bäcker, Schreiner, Zimmerleute zusammen mit Drechsler und Glaser, Garn- und Leineweber und Schmiede. Neben den organisierten Handwerkern, gab es Meister die ihr Gewerbe zunftfrei betrieben. Hierzu gehörten Bierbrauer, Korn- und Branntweinbrenner und Goldschmiede.
Der Vertrieb der Produkte erfolgte überwiegend auf den von der Obrigkeit genehmigten Stadtmärkten in Moers. Diese Wochenmärkte durften an einem Tag in der Woche durchgeführt werden. Neben diesen Markttagen gab es noch einige wenige Tage im Jahr, an denen Jahrmärkte genehmigt waren. Mit einem zusätzlichen Handel von Textilien über die nähere Stadtgrenze hinaus wurde Anfang des 19. Jahrhunderts begonnen, als die Franzosen die bisher den Handel hemmenden Privilegien aufhoben. Besonders die Baumwollwebereien konnten ihre Produktion deutlich steigern. Hierbei war die von Friedrich Wintgens 1803 gegründete Baumwollspinnerei besonders erfolgreich. Bereits 1807 beschäftigte die Firma 100 Arbeiter an 20 Spinnmaschinen, acht Kratzmaschinen und zwei Zwirnmühlen.
Nach Abzug der Franzosen 1814 stagnierte die Wirtschaft wie im gesamten Rheinland auch in Moers. Durch Hungersnot von 1818/1819 verschlechterte sich die Verhältnisse noch zusätzlich. Nach 1830 begann langsam eine Besserung des wirtschaftlichen Umfeldes, da durch Zollvereinfachungen und der freien Schifffahrt auf dem Rhein sich die Bedingungen für den Handel in Preußen und damit in der Rheinprovinz deutlich verbesserten. Allerdings kam es ab Mitte der 1840er Jahre sowohl durch die Hungersnot von 1846/1847 wie durch politische Unruhen – der 1848/1849er Aufstand – zu einem erneuten Einbruch bei der Nachfrage von Waren.
Ab Mitte der 1850er Jahre begann wieder eine Verbesserung der wirtschaftlichen Situation, die zu einem erneuten Wachstum führte. Beispielsweise stieg die Anzahl der Arbeiter bei Wintgens 1855 auf 215. Dieser Anstieg dauerte mit kurzen Unterbrechungen bis zum Ersten Weltkrieg. Schwerpunkt war anfangs unverändert die Textilindustrie, die erst zu Ende des 19. Jahrhunderts ihre Spitzenposition verlor. Sie wurde ab den 1890er Jahren vom Maschinenbau und zu Beginn des 20. Jahrhunderts von der Bauindustrie und vor allem vom Bergbau abgelöst.
Sowohl Maschinenbau wie Bauindustrie wurden für den Neubau von Steinkohlezechen und deren Betrieb im Bereich des linken Niederrheines benötigt. Zwar wurden die erste Kohlengruben ab 1876 in Homberg und damit außerhalb von Moers in Betrieb genommen, jedoch folgten bereits ab 1900 weitere Schächte der Zeche Rheinpreußen in Hochstraß und Utfort und damit im Bereich der Stadt. Durch den Bergbau und dessen Bedarf an Beschäftigten kam es zu einer starken Zuwanderung der Bevölkerung in den Großraum von Moers. Der Höhepunkt der Kohleförderung war bis zu den 1960er Jahren erreicht und verringerte sich durch die beginnende „Kohlekrise“ danach immer stärker.

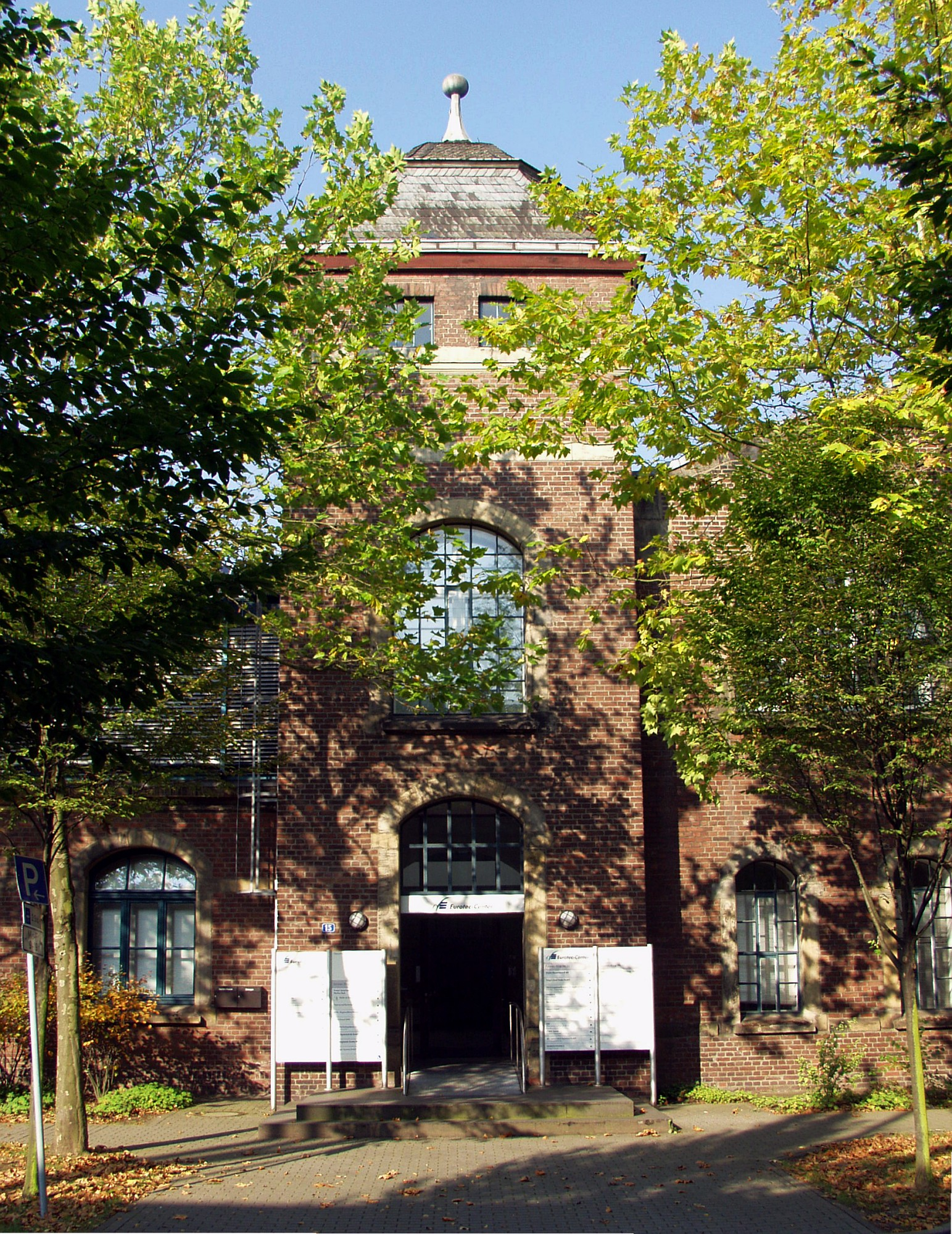
Turm der ehemaligen Kauenhalle, im „Eurotec-Center“

Nach der letzten Zechenschließung im Jahre 2001 waren viele Moerser Bürger noch bis zum Dezember 2012, dem Ende des Kohlebergbaues am linken Niederrhein, in den Bergwerken in Kamp-Lintfort und Walsum beschäftigt. Dennoch stieg die Arbeitslosenquote deutlich an. Sie lag im Dezember 2008 bei 6,4 % (2007: 7,7 %) und damit unter dem Landesdurchschnitt von 8,1 % (8,6 %). Die Stadt Moers versuchte mit der Errichtung eines zusätzlichen Gewerbeparks nach der Jahrtausendwende, dem Eurotec Technologiepark, auf dem Gelände des ehemaligen Bergwerks Rheinpreussen 5/9 gegenzusteuern. Nach dem Rückzug des Bergbaus ist die gewerbliche Wirtschaft in Moers mittelständisch strukturiert mit Unternehmen verschiedener Branchen mit jeweils weniger als 500 Beschäftigten. Schwerpunkt sind Dienstleistungen und Handel. Zu nennen sind insbesondere:
- Zentrale der Edeka Rhein-Ruhr
- Ineos (vorher Sasol) Solvents Germany GmbH (petrochemisches Werk in Meerbeck)
- Dr. Oetker Werk: Onken (Molkereiprodukte)
- Modehaus Braun als größtes Einzelhandelsunternehmen in der Moerser Innenstadt mit über 400 Beschäftigten
- Schleupen AG (EDV)
- Wellpappen Peters
- ETW Energietechnik GmbH (Blockheizkraftwerke und Energiesysteme)
- Bauunternehmung Maas
- WAB Niederrhein GmbH (Sicherheitsdienstleister mit angegliedertem DATA-Depot Moers)
- Autohaus Minrath mit zahlreichen Niederlassungen und dem Porsche-Zentrum Niederrhein
- Niederrhein-Gold Tersteegen KG (COPEO-Säfte)
- HDM GmbH (Holz Dammers Moers)
- Vossloh Locomotives GmbH
- ContiTech Transportbandsysteme GmbH, Werk Moers

Hinzu kommen Unternehmen der öffentlichen Hand mit regionaler Bedeutung:
- Niederrheinische Verkehrsbetriebe AG (NIAG)
- Sparkasse am Niederrhein
- ENNI Unternehmensgruppe
- Krankenhäuser Bethanien und St. Josef

## Medien

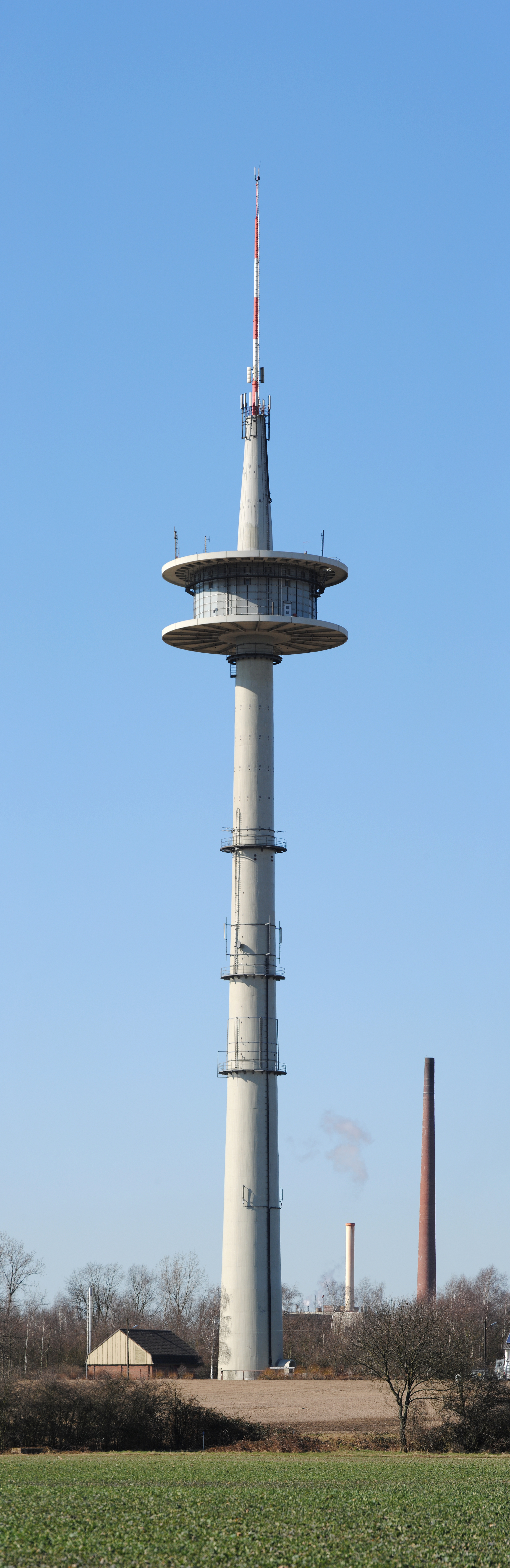
Fernmeldeturm in Moers

### Printmedien
Über Moers berichten unter anderem die Neue Ruhr/Neue Rhein Zeitung (NRZ), die Rheinische Post und die Westdeutsche Allgemeine Zeitung (WAZ). WAZ und NRZ geben einen gemeinsamen Lokalteil heraus. Daneben existieren lokale Anzeigenblätter wie das Wochen-Magazin am Mittwoch und Extra-Tipp am Sonntag. Der Moerser Monat erscheint monatlich und wird privatwirtschaftlich finanziert.

### Tele- und Mediendienste
Der Moerser Fernmeldeturm wurde 1989 von der Deutschen Bundespost an der Forststraße erbaut.
Unter anderem wird von hier aus Radio K.W. auf der Frequenz 91,7 MHz ausgestrahlt.
In Moers existiert bei der Volkshochschule eine von sechs Radiowerkstätten des Lokalradios Radio K.W. In diesen Studios wird der größte Teil der Sendungen des Bürgerfunks produziert.

## Bildung
Die Stadt hat ein breites Spektrum an allgemeinbildenden und beruflichen Schulen.
- Gymnasien: Grafschafter Gymnasium Moers, Gymnasium Adolfinum, Gymnasium in den Filder Benden, Gymnasium Rheinkamp Europaschule Moers[63]
- Realschulen: Heinrich-Pattberg-Realschule und Städt. Realschule, Schulzentrum am Jungbornpark

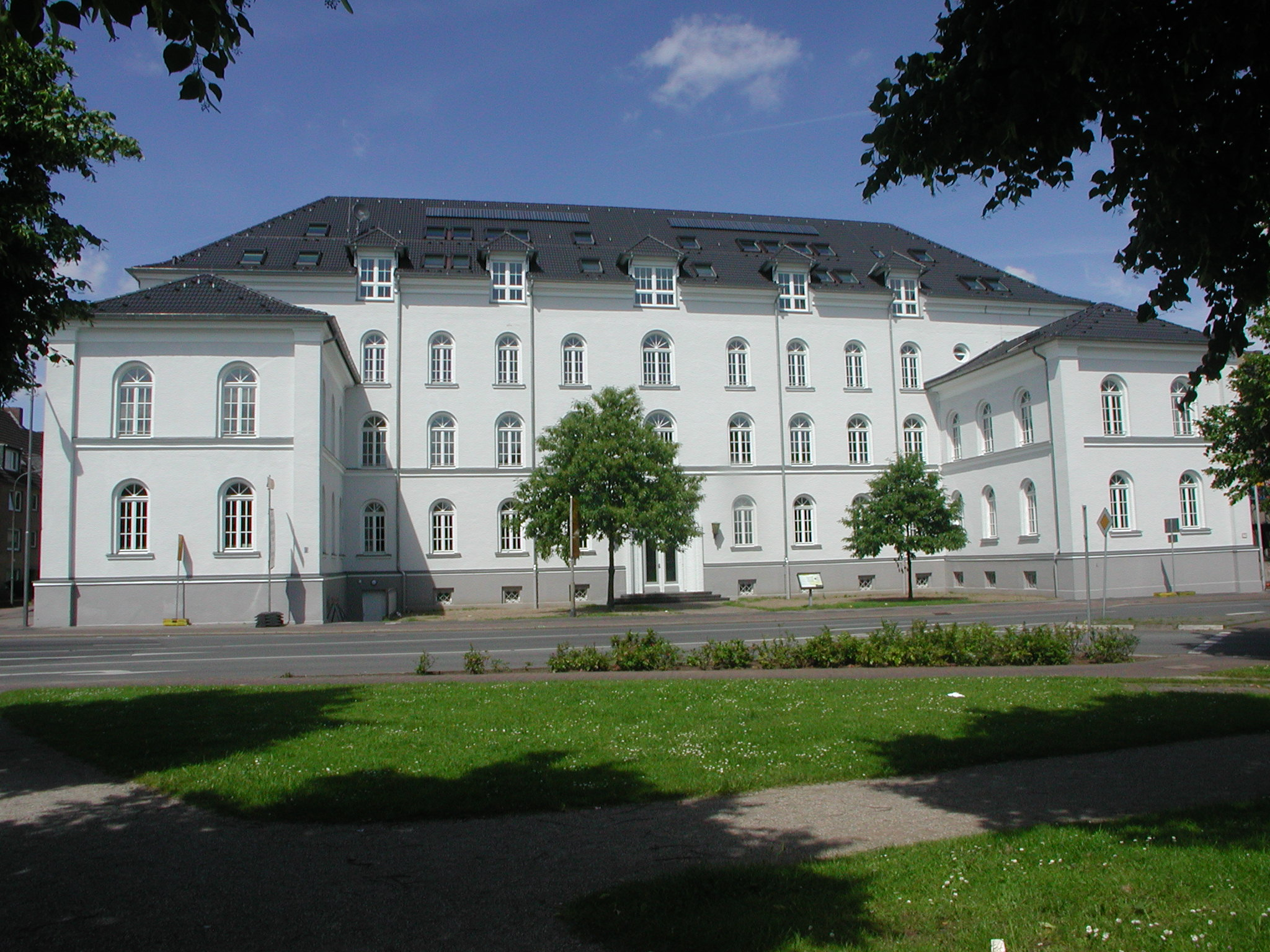
Renovierter Altbau des Gymnasiums Adolfinum an der Wilhelm-Schroeder-Straße

- Hauptschulen: Justus-von-Liebig-Schule und Städt. Gemeinschaftshauptschule, Schulzentrum am Jungbornpark
- Förderschulen: Albert-Schweitzer-Schule, Förderschule mit dem Förderschwerpunkt Lernen (Primarstufe und Sekundarstufe) und Sprache (Primarstufe), Hans-Lenhard-Schule, Förderschule mit dem Förderschwerpunkt Soziale und Emotionale Entwicklung (Primarstufe und Sekundarstufe), Hilda-Heinemann-Schule, Förderschule mit dem Förderschwerpunkt Geistige Entwicklung
- Gesamtschulen: Anne-Frank-Gesamtschule Rheinkamp, Geschwister-Scholl-Gesamtschule, Hermann-Runge-Gesamtschule
- Berufskollegs: Berufskolleg für Technik, Hermann-Gmeiner-Berufskolleg, Mercator Berufskolleg sowie die Schulabteilung Moers des Berufskollegs West der TÜV NORD College GmbH als privater Träger
- Sonstige
  - Bibliothek Moers mit 2 Zweigstellen in Repelen und Kapellen
  - Volkshochschule
  - Moerser Musikschule im Martinstift

## Hilfsdienste

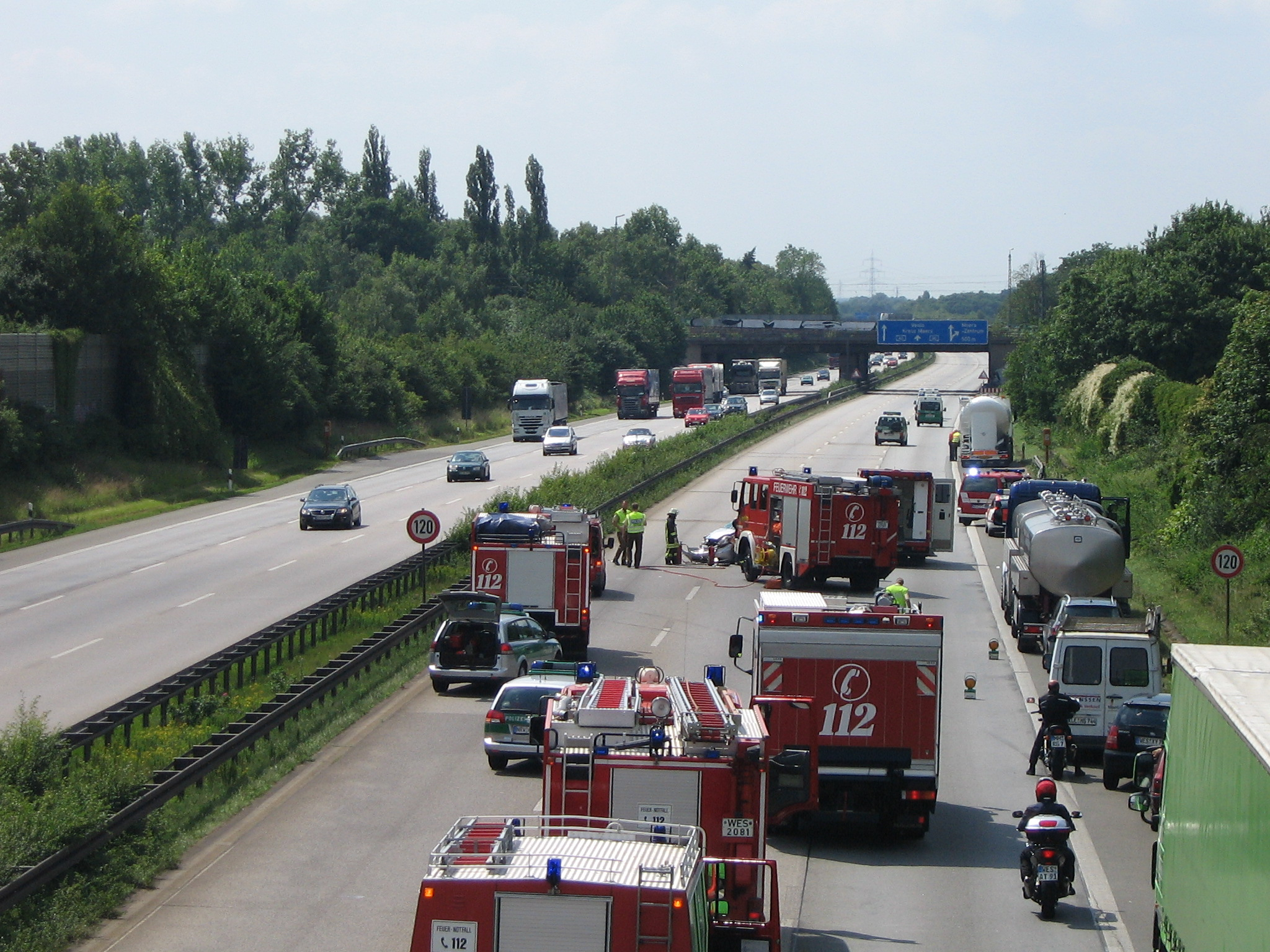
Einsatz der Moerser Feuerwehr aufgrund eines Verkehrsunfalls auf der A 40 bei Moers-Ost

Am 1. Juli 1850 wurde laut Urkunde des heutigen Innenministeriums von Nordrhein-Westfalen die Freiwillige Feuerwehr Moers gegründet. 1978 wurde die Feuerwehr Moers zu einer Freiwilligen Feuerwehr mit hauptamtlichen Kräften ausgebaut, die ihre Hauptfeuerwache zunächst am Südring hatte. 1983 wurde der Bau einer neuen zentralen Feuer- und Rettungswache Am Jostenhof in Auftrag gegeben, die 1985 ihrer Bestimmung übergeben wurde.
Neben den rund 100 hauptamtlichen Mitarbeitern, die im Tages- und Schichtdienst den Brandschutz und Rettungsdienst sicherstellen, gibt es rund 270 ehrenamtliche Mitglieder, die die hauptamtlichen Kräfte bei den rund 900 Einsätzen pro Jahr unterstützen.
Neben den hauptamtlichen Kräften an der Feuer- und Rettungswache gibt es in Moers noch sieben Löschzüge mit Einsatzkräften der Freiwilligen Feuerwehren, die auf sechs Standorte verteilt sind, sowie die Jugendfeuerwehr. Über 50 Fahrzeuge zählt der Fuhrpark der Feuerwehr Moers, die auf die verschiedenen Standorte im Stadtgebiet verteilt sind. Der Großteil der Fahrzeuge steht an der Feuer- und Rettungswache in Hülsdonk.
Der Rettungsdienst der Stadt Moers wird zum einen durch den eigenen Rettungsdienst sichergestellt, der mit drei Rettungswagen und einem Notarzteinsatzfahrzeug im 24-Stundendienst, sowie einem Krankentransportwagen im 12-Stundendienst durchgeführt wird. Der Notarzt wird im wöchentlichen Wechsel vom Krankenhaus Bethanien und vom Krankenhaus St. Josef gestellt.
Der Einsatzbereich des Rettungsdienstes erstreckt sich über die Stadtgrenzen hinaus bis nach Neukirchen-Vluyn, Rheurdt und Duisburg-Baerl. Die Hilfsorganisationen Deutsches Rotes Kreuz, Malteser Hilfsdienst und Johanniter-Unfall-Hilfe übernehmen Rettungseinsätze und Krankentransporte im Stadtgebiet. Daneben haben weitere Hilfsorganisationen wie die Deutsche Lebens-Rettungs-Gesellschaft und das Technische Hilfswerk Einsatzgruppen in Moers.
Die Funkamateure der Moerser Amateurfunkverbände beteiligen sich im Rahmen des internationalen Amateurfunkdienstes mit Notfunkübungen (sogenannten Fielddays) auf der Halde Pattberg. Hier üben und experimentieren die Funkamateure unter Notfunkbedingungen mit Funktechnik, um beim Ausfall von Kommunikationstechnik Bevölkerung und Behörden unterstützen zu können. Zweimal im Jahr werden Young Helpers on the Air – YHOTA Amateurfunk Fielddays für Jugendfeuerwehr und THW-Jugend auf der Halde Pattberg angeboten. (Projekt Notfunk Kreis Wesel)

## Öffentliche Einrichtungen
Die Justizvollzugsanstalt Moers-Kapellen ist eine Einrichtung des offenen Vollzuges im Stadtteil Kapellen. Das ehemalige Gerichtsgefängnis und spätere Hafthaus Moers in der Moerser Innenstadt ist seit 2005 geschlossen.
Bibliothek, Stadtarchiv, Volkshochschule und Kulturbüro der Stadt Moers sind seit 2010 im Hanns-Dieter-Hüsch-Bildungszentrum untergebracht.

## Sport
Ein überregional bekannter Sportverein ist der Moerser SC. Die Mannschaft spielte in der 1. Volleyball-Bundesliga der Männer. Der MSC ist zweimaliger Deutscher Pokalsieger (1991, 1993), gewann 1992 die deutsche Meisterschaft und wurde 1990 der erste deutsche Europapokalsieger (CEV-Cup).
Die Tennisdamenmannschaft des TC Moers 08 gewann 2004 die deutsche Meisterschaft. Die Mitglieder der Leichtathletik- und Hockeyabteilung des Moerser TV von 1850 feiern regelmäßig überregionale Erfolge.
Der Fechtclub Moers 1950 ist für seine sehr erfolgreiche Jugendarbeit im Damen- und Herrenflorettfechten weit über die Grenzen der Stadt Moers bekannt. Insbesondere der Vereins- und Bundestrainer (Jugendbereich Herrenflorett) Herbert Wagner leistete erfolgreiche Nachwuchsarbeit. Aus der Talentförderung des Fechtclubs Moers kamen beispielsweise die national und international sehr erfolgreichen Florettfechterinnen Martha und Monika Golebiewski. David Hausmann, 1999 Junioren-Weltmeister im Herrenflorett, hat beispielsweise an den Olympischen Spielen in Sydney 2000 teilgenommen. Benjamin Kleibrink, Goldmedaillengewinner bei den Olympischen Spielen 2008, war von 1999 bis 2003 für den Moerser Fechtclub aktiv.
Der TV Asberg 1897 bietet im Jugendsport in den Abteilungen Fußball, Handball, Kung-Fu und Faustball ein breites Angebot.
Mit rund 1400 Mitgliedern bieten die Freien Schwimmer Rheinkamp 1927 Leistungs- und Breitensport.
Der TV Kapellen 1919 e. V. bietet, mit rund 1.100 Mitgliedern, ein großes Spektrum zur sportlichen Betätigung.
Ein weiterer Traditionsverein ist der VfL 08 Repelen mit den Abteilungen Leichtathletik, Badminton, Breitensport, Fußball, Reha- und Behindertensport, Shaolin-Kempo, Turnen. In der Shaolin Kempo Kinderabteilung wurde Iris Orwat (geb. Scholten) ausgebildet, die 2002 bei der Europameisterschaft der Europäischen Wushu Federation (EWUF) in Portugal Europameisterin im Daoshu (Breitschwert) und dadurch als Sportlerin des Jahres der Stadt Moers geehrt wurde.
Der momentan erfolgreichste Fußballverein der Stadt ist der SV Scherpenberg, der zurzeit in der Landesliga Niederrhein Gruppe 2 spielt. Der frühere Oberligist MSV Moers spielt aktuell nur noch in der Kreisliga A. Der frühere Landesligist GSV Moers nur noch in der Bezirksliga.
Größter Schützenverein ist der Schützenverein Moers Vinn 1903. 1989 schaffte er unter anderem den Eintrag ins Guinness-Buch der Rekorde (24 Std. Marathonschießen mit der Luftpistole) und im Luftpistolenbereich wurden sie mehrfacher Deutscher Meister. Der Verein engagiert sich nicht nur für den Schießsport, sondern leistet erfolgreich Stadtteilbezogenes wie den alljährlichen Martinszug in Moers Vinn (Größter Martinszug in Moers). Als Höhepunkt bekam der SV Moers Vinn 2003 die Sportplakette des Bundespräsidenten als Auszeichnung für die in langjährigem Wirken erworbenen Verdienste um die Pflege und Entwicklung des Sports.
Die Eishockeymannschaften des GSC Moers tragen ihre Heimspiele in der Eissporthalle beim Schwimmbad Solimare aus.
Erstklassigen Sport bietet der Rock ’n’ Roll Club 22/11 Moers, der 2005 die deutschen Vizemeister stellte.

## Eingetragene Vereine
Im September 2015 schlossen sich acht Vereine zu dem Verein „Neue Geschichte im Alten Landratsamt“ zusammen.
- Arbeitskreis Internationale Jugendarbeit mit Israel im Kreis Moers e. V.
- Erinnern für die Zukunft e. V.
- Förderverein Volkshochschule Moers – Kamp-Lintfort e. V.
- Freundeskreis Hanns Dieter Hüsch e. V.
- Gesellschaft für Christlich-Jüdische Zusammenarbeit in Moers e. V.
- GEW-Kreisverband Wesel
- Kirchenkreis Moers
- Volksbund Deutsche Kriegsgräberfürsorge, Ortsverband Moers

Hinzugekommen ist der
- Grafschafter Museums- und Geschichtsverein in Moers e. V.

Vorsitzender ist Christoph Fleischhauer, Bürgermeister der Stadt Moers, Geschäftsführerin Diana Finkele, Leiterin des Grafschafter Museums.
Weitere Vereine:
- Students for Amani e. V.

## Regelmäßige Veranstaltungen
- Der Nelkensamstagszug, närrischer Karnevalsumzug seit 1959, zieht jährlich von Homberg über die Homberger Straße in die Moerser Innenstadt und ist eine beliebte Ergänzung der vielerorts stattfindenden Karnevalssitzungen.

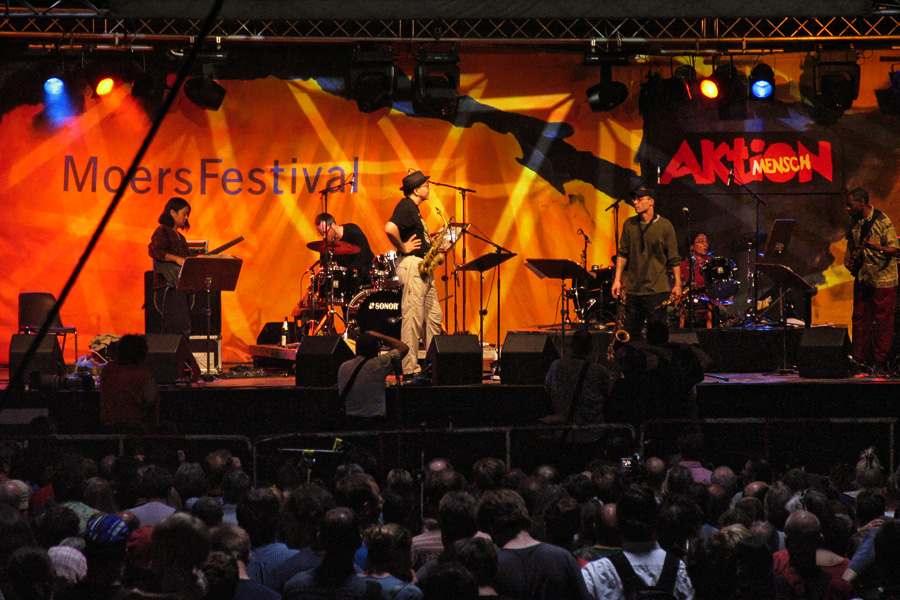
Moers Festival 2004

- Das Moerser Jazz Festival, kurz Moers Festival, mit mehreren tausend Besuchern findet seit 1972 jedes Jahr über Pfingsten im Freizeitpark statt und hat sich mit oftmals experimenteller Musik einen bedeutenden Rang innerhalb der weltweiten Jazz-Szene erworben. Seit 2014 findet die Veranstaltung in der Festivalhalle der Stadt Moers statt, da die Stadt die Kosten für die Reinigung des Parks nach dem Festival nicht mehr übernehmen wollte.
- Seit 1994 gibt es die Internationale Blechbläser-Tage Moers, bei denen international renommierte Künstler dieser Sparte auftreten, es einen hochwertigen Wettbewerb für Quintette gibt und von den Künstlern Meisterkurse abgehalten werden.
- Die Moerser Kirmes findet am ersten Septemberwochenende auf dem Friedrich-Ebert-Platz, dem Neumarkt und in der Innenstadt statt. Sie fand zum ersten Mal 1849 statt; mittlerweile ist sie eine Großveranstaltung mit mehr als einer halben Million Besucher.
- Das Parkfest findet seit 1957 alle zwei Jahre in dem zu diesem Anlass mit Lampions malerisch illuminierten Schlosspark statt. Auf der 2005 erstmals unter privater Leitung durchgeführten Veranstaltung spielen auf sieben Bühnen viele höchst unterschiedliche Gruppen, der Abschluss besteht traditionell in einem großen Feuerwerk.
- Das Drachenfest ist ein beliebter Spaß im Herbst, das zunächst an der Halde Pattberg und seit 2009 auf der Halde Rheinpreußen stattfindet.
- Der Weihnachtsmarkt auf dem Kastellplatz lockt seit 1976 viele Besucher aus Moers und der weiteren Region an.
- Der Moerser Schlossparklauf (seit 1977) über zehn Kilometer ist mit etwa 1500 Teilnehmern die größte Laufveranstaltung der Stadt. Ausrichter ist der Moerser TV.
- Das Internationale Comedy Arts Festival wird seit Anfang der neunziger Jahre durch das Jugendkulturzentrum „Die Volksschule“ organisiert und findet jährlich im August auf dem Kastellplatz sowie in der Innenstadt statt. Es gehört zu den führenden Genre-Festivals in Europa und ist mit seiner Begründung als Folk & Fool-Festival 1976 zugleich das älteste seiner Art in Deutschland.
- Seit 1993 gibt es die Penguin Days, eine Theaterreihe für Kinder und Jugendliche, die als Antwort auf Ausländerfeindlichkeit für Toleranz und friedliches Zusammenleben werben. Es sind mehrere Inszenierungen zu sehen, unter anderem vom Ensemble des Schlosstheaters, des TiM, sowie auswärtiger Bühnen.
- Seit 1997 bilden Christian Behrens und Thomas Hunsmann mit ihrem Kleinkunsttheater Kleine Welten einen festen Bestandteil des Moerser Kulturlebens. Witzige Wortspiele und feine Poesie, gepaart mit kunstvoller Musik ergeben ein abwechslungsreiches Programm.
- Das Enni Ballonfestival im Stadtpark wird seit 2001 durchgeführt. Als Teilnehmer findet man dort nationale und internationale Ballonteams. Höhepunkt ist das abendliche Ballonglühen Nacht der Ballone.
- 2005–2015 gab es zehnmal das Freefall Festival mit Rockmusik aus der Region, (zuletzt) 3 Tage „Umsonst und Draußen“ im Stadtpark für Zuhörer von 14 bis 45 Jahren. Das Festival wurde ehrenamtlich organisiert von einem großen Team ehrenamtlicher Helfer. Der Veranstalter war die Freefall Kulturförderung e. V. in Kooperation mit diversen Institutionen, wie dem Kinder- und Jugendbüro der Stadt Moers. Das Freefall-Festival wurde ausgezeichnet mit dem Ehrenpreis des Ehrenamtsfonds 2008 durch Landrat Ansgar Müller und dem Niederrheinischen und Deutschen Bürgerpreis im Jahre 2012.[64][65]
- Seit 2008 findet einmal jährlich das Rock-it Festival statt. Das Festival wird ebenfalls durch ein ehrenamtliches Team organisiert und durchgeführt. Seit 2013 findet das Festival im Kulturzentrum „Bollwerk 107“ statt. Gründer des Festivals sind Hans Lietz und Christopher Schmidt, zwei ehemalige Schüler des Grafschafter Gymnasiums, dem ehemaligen Austragungsort des Festivals.
- Seit 2009 finden immer am zweiten Samstag im August im Ortsteil Moers-Kapellen das Summer Soul am See statt. Bei freiem Eintritt gibt es nationalen und internationalen Soul.
- Seit 2008 gibt es das SpontanFilmFestival, das von Andreas Dzialocha gegründet wurde und seit mehreren Jahren vom Kinder- und Jugendbüro der Stadt Moers veranstaltet wird. Jugendliche und junge Erwachsene drehen in 24 Stunden zu einem vorgegebenen Thema Kurzfilme. Diese werden anschließend der Öffentlichkeit präsentiert.

## Kurioses
Die Hersteller der US-amerikanischen Rasiercreme Burma-Shave waren bekannt für Werbetafeln am Straßenrand. 1955 wurde auf diesen Tafeln eine Reise zum Mars für die Einsendung 900 leerer Burma-Shave-Gläser ausgelobt. Entgegen den Erwartungen der Firma gelang dies einem Einzelhändler. Da eine Marsreise offensichtlich nicht möglich war, finanzierte man ihm mit seiner Frau eine Reise nach Moers (im Englischen ähnlich ausgesprochen wie „mars“). Die beiden wurden von den „freundlichen Moerser Bürgern (‚Moersians‘)“ mit einer Feier empfangen, die Eheleute "genossen ihren Deutschland-Urlaub".

## Persönlichkeiten
Zu bekannten gebürtigen und mit der Stadt Moers verbundene Persönlichkeiten gehören Personen aus Religion, wie beispielsweise Emil Wilhelm Krummacher, Pfarrer und Teil der niederrheinischen Erweckungsbewegung, Personen der Wirtschaft, wie Friedrich von Diergardt, Industrieller und Seidenfabrikant, aber auch Personen aus Kunst und Kultur, sowie Militär, Sport, Wissenschaft und Politik.
Eine vollständige Liste, inklusive Bürgermeister und Ehrenbürger, findet sich im Hauptartikel.

## Hochschulschriften
- Brigitta Wirsbitzki: Juden in Moers: eine Minderheit in einer niederrheinischen Kleinstadt bis zum Ende der Weimarer Republik (= Wissenschaftliche Schriftenreihe Geschichte, Band 5). Köster, Berlin 1997, ISBN 978-3-89574-264-4 (Dissertation Universität Dortmund 1996, 241 Seiten mit graphischen Darstellungen).